# Leonardo da Vinci
Leonardo da Vinci, właściwie Leonardo di ser Piero da Vinciⓘ (ur. 15 kwietnia 1452 w Anchiano, zm. 2 maja 1519 w Clos Lucé) – włoski renesansowy artysta i uczony: malarz, rzeźbiarz, architekt, inżynier, a także odkrywca, matematyk, anatom, wynalazca, geolog, filozof, muzyk, pisarz.
Leonardo da Vinci często jest opisywany jako człowiek renesansu. Powszechnie uważa się go za jednego z największych malarzy wszech czasów i za najwszechstronniej utalentowaną osobę w historii. Najpopularniejszymi jego obrazami są Mona Lisa i Ostatnia Wieczerza, zaś najsłynniejszym rysunkiem Człowiek witruwiański.
Na przestrzeni lat Leonardo zaprojektował liczne wynalazki i konstrukcje. Wymyślone przez niego maszyny zachowały się wyłącznie na papierze. Zaprojektował m.in. czołg, spadochron, maszyny latające, turbinę wiatrową (uchodzącą za projekt śmigłowca), lotnię, zamek kołowy.
Zainteresowanie anatomią przyczyniło się do odkrycia przez niego, że w wyniku ruchu wirowego cieczy zamykają się zastawki oraz, że krew wiruje podczas wypompowywania jej z serca do aorty. Jako pierwszy uczony opisał przebieg miażdżycy naczyń krwionośnych. Badał również budowę m.in. układu nerwowego, mięśni, płuc oraz proces rozwoju płodu. Interesując się geologią stwierdził, że Ziemia nigdy nie była statyczną planetą, a biblijny opis potopu nie ma pokrycia w rzeczywistości. Nie zdecydował się jednak na opublikowanie swoich wyników badań, które w następnych latach były odkrywane na nowo przez nowożytnych uczonych.

## Życiorys

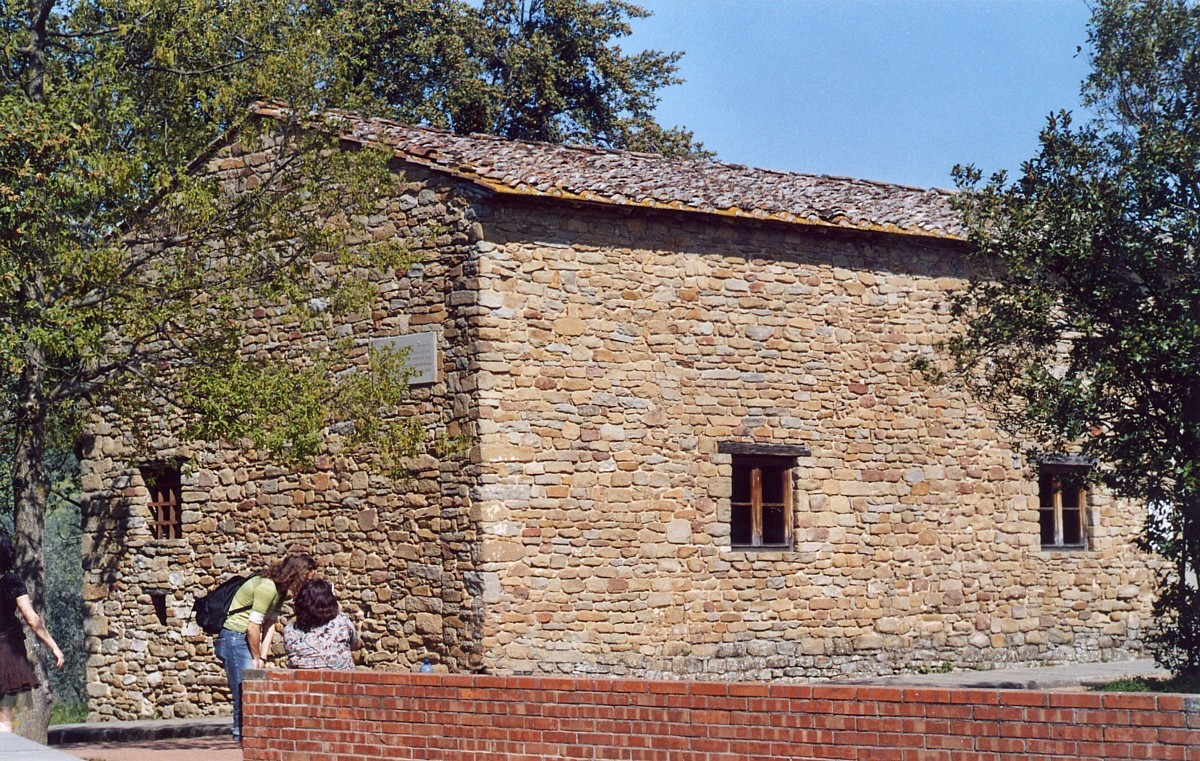
Odrestaurowana zagroda w Anchiano prawdopodobnie była miejscem narodzin Leonarda

### Dzieciństwo
Leonardo da Vinci urodził się 15 kwietnia 1452 roku w Vinci koło Empoli, 30 km od Florencji. Przez dłuższy czas podejrzewano, że Leonardo urodził się w Anchiano, na skraju Vinci. Według badań Martina Kempa Leonardo faktycznie urodził się w rodzinnym domu ojca w Vinci. Był nieślubnym dzieckiem notariusza Piera da Vinci i prawdopodobnie szesnastoletniej Cateriny Lippi. Niewiele wiadomo o Caterinie. Prawdopodobnie była sierotą mieszkającą z babką na farmie w pobliżu Vinci. Mogła pracować w majątku Antonio da Vinci. Leonardo został ochrzczony 16 kwietnia w kościele parafialnym w Vinci. Na chrzcie było obecnych dziesięcioro rodziców chrzestnych. Pomimo tego, że Leonardo był nieślubnym dzieckiem, w nabożeństwie wziął udział tłum gości. Sam fakt pochodzenia z nieprawego łoża nie wywołał skandalu wśród mieszkańców Vinci. Osiem miesięcy po narodzinach Leonarda jego ojciec ożenił się z szesnastoletnią dziewczyną, Albierą Amadori. Do piątego roku życia Leonardo da Vinci mieszkał głównie w posiadłości jego dziadków. W tej samej posiadłości mieszkał również brat Piera – Francesco. Stryj Leonarda był piętnaście lat starszy od niego. Ze względu na pochodzenie z nieprawego łoża Leonardowi brakowało poczucia przynależności do rodziny.
Jako nieślubne dziecko nie uczył się w szkole łacińskiej, gdzie mógłby nauczyć się przedmiotów humanistycznych, łaciny i greki. Przez dłuższy czas był samoukiem. Krótko uczęszczał do tzw. szkoły rachunkowej, gdzie poznał podstawy arytmetyki. Ponadto opanował bardzo powierzchowną znajomość łaciny. Giorgio Vasari, XVI-wieczny włoski historiograf sztuki, wspomina, że Leonardo miał osiągnąć takie postępy w nauce, że zasypywał nauczyciela pytaniami i uwagami, wprawiając go w zakłopotanie. Jednocześnie Leonardo miał interesować się tak wieloma rzeczami, że nie był w stanie skupić się na jednym przedmiocie. Relacja ta jest uważana obecnie za wyolbrzymioną przez Vasariego. Matematyki mógł go uczyć bliski znajomy jego ojca. Według Waltera Isaacsona ser Piero miał nauczyć Leonarda pisania. Jego zdaniem będąc dorosłym Leonardo niejednokrotnie wyrażał żal, że nie odbył stosownej edukacji. Później jako dorosły Leonardo uczył się samodzielnie łaciny, greki i innych języków obcych. Pomimo prób nigdy nie opanował łaciny w stopniu dla niego zadowalającym.
W wieku ok. 50 lat Leonardo zapisał najstarsze wspomnienie z wczesnego dzieciństwa. Podczas studiów nad lotem kani zanotował, że gdy był w kołysce miała sfrunąć do niego kania i rozchylić mu usta ogonem, po czym kilkakrotnie uderzyć nim jego wargi. Anegdota wzbudziła zainteresowanie Sigmunda Freuda, który w 1910 roku opublikował niewielką pracę pt. Leonarda da Vinci wspomnienie z dzieciństwa. W pracy Freud błędnie podaje, że do Leonarda miał podlecieć sęp. Według Freuda słowo „ogon” (wł. coda) stanowiło potoczne określenie penisa, a wydarzenie miało być związane z orientacją homoseksualną Leonarda. Zdaniem biografa Leonarda Waltera Isaacsona opisane wydarzenie mogło zostać zmyślone lub podkoloryzowane przez Leonarda. W innej notatce przywołał historię z odbycia wędrówki do jaskini. Po pokonaniu strachu Leonardo miał zobaczyć skamieniałe szczątki wieloryba. Przywoływana historia jest uważana za zmyśloną przez Leonarda. Vasari opowiada w formie anegdoty historię o pewnym rolniku, który wykonał dla siebie okrągłą tarczę i zamówił u ojca Leonarda namalowanie na niej obrazu. Leonardo zajął się tym, malując potwora ziejącego ogniem, który był tak przerażający, iż ser Piero postanowił sprzedać obraz florenckiemu marszandowi, a ten odsprzedał obraz władcy Mediolanu. W tym czasie ser Piero kupił inną tarczę z namalowanym sercem przebitym strzałą, którą dał rolnikowi.
Około 1464 roku zmarli dziadkowie Leonarda, wkrótce potem, w czerwcu, podczas porodu zmarła macocha Leonarda – Albiera. Po ich śmierci ser Piero da Vinci ściągnął Leonarda do Florencji. Ser Piero nie zdecydował się na przeprowadzenie procesu, by Leonardo został uznany za jego prawowitego potomka. Prawdopodobnie liczył na to, że w przyszłości doczeka się kolejnego syna, który również zostanie notariuszem. W roku 1468, gdy Leonardo skończył 16 lat, jego ojciec ożenił się ponownie z dwudziestoletnią, a według innych źródeł piętnastoletnią, Francescą Lanfredini, która również umarła bezdzietnie. W 1475 roku ser Piero ożenił się z Margheritą di Guglielmo. Para doczekała się sześciorga dzieci: Margherity, Benedetta, Pandolfa, Guglielma, Bartolomea i Giovanniego.
Od najmłodszych lat Leonardo był leworęczny. Pisał od prawej do lewej strony, pisane przez niego litery były odwrócone. Według jednej z hipotez Leonardo specjalnie pisał w ten sposób. Taka metoda zapisu miała stanowić rodzaj szyfru, uniemożliwiającego odczytanie rękopisów niepowołanym osobom. Zdaniem Waltera Isaacsona technika Leonarda miała uniemożliwić rozmazywanie atramentu. Technika pisania z prawej do lewej miała być powszechnie stosowana przez inne leworęczne osoby żyjące we Włoszech w czasach Leonarda. Leonardo rysował również z prawej do lewej strony. Rachunki Leonardo notował w konwencjonalny sposób, zgodnie z nawykami wyniesionymi ze szkoły rachunkowej.

### Nauki u Verrocchia

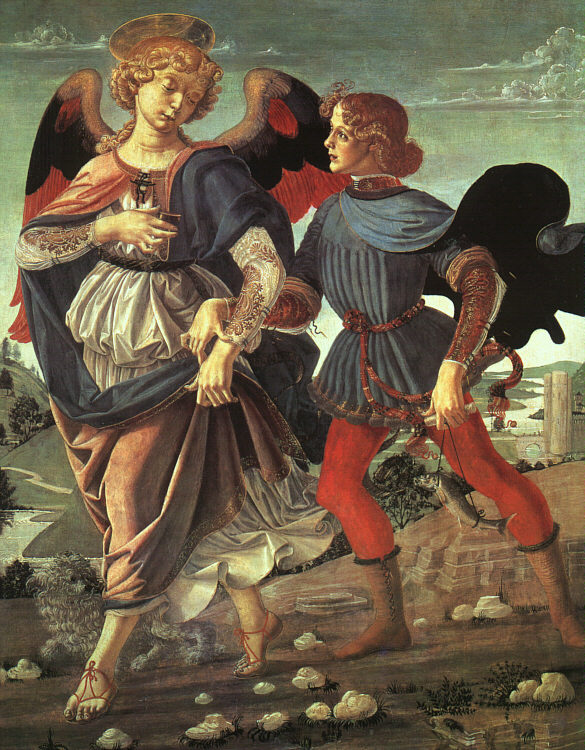
Tobiasz i Anioł – obraz Andrei del Verrocchia, wykonany przy uczestnictwie Leonarda

Prawdopodobnie w 1466 roku, Leonardo zaczął nauki u artysty i inżyniera Andrei del Verrocchia. Ser Piero znał Verrocchia. Notariusz poświadczył mu co najmniej cztery zawierane przez artystę umowy najmu i ugody. Według relacji Vasariego Verrocchio przyjął Leonarda, gdyż był zdumiony talentem chłopca. Program nauczania Verrocchia obejmował: anatomię plastyczną, mechanikę, technikę rysunku, stosowanie światła i cieni. Leonardo ponadto zapoznał się z geometrią, która go zafascynowała. Verrocchio był postrzegany jako człowiek życzliwy, utrzymujący kontakt z wieloma jego wychowankami, którzy później rozpoczęli samodzielną działalność. Leonardo trafił do warsztatu Verrocchia w momencie powstawania rzeźby z brązu przedstawiającej Dawida. Prawdopodobnie to właśnie Leonardo pozował do mierzącej około metr dwadzieścia centymetrów, postaci Dawida.
Pracownia Verrocchia stanowiła zakład rzemieślniczy, gdzie pracownicy i praktykanci Verrocchia produkowali dzieła sztuki. Większość prac, w tym obrazy powszechnie przypisywane Verrocchiemu, były pracą zbiorową. Do jego uczniów i czeladników należeli m.in. Perugino, Lorenzo di Credi, Angolo di Polo.
Od września 1468 roku pracownia Verrocchia pracowała nad dwutonową kamienną kulą, która miała być zamontowana na szczycie kopuły florenckiej katedry Santa Maria del Fiore. Kulę umocowano na czaszy 30 maja 1471 roku (według innego źródła 28 maja 1472). Dzięki temu zadaniu Leonardo zaczął postrzegać wzajemną zależność sztuki i inżynierii.
Około 1470 roku Leonardo wykonał studium draperii. Szkice rysunkowe draperii stanowiły ćwiczenie operowania światłem i cieniem w taki sposób, by wywołać iluzję trójwymiarowości na dwuwymiarowej płaszczyźnie. Podczas rysowania draperii Leonardo eksperymentował z techniką sfumato, polegającą na rozmazywaniu konturów i krawędzi. Podczas oficjalnej wizyty księcia Mediolanu Galeazzy Marii Sforzy we Florencji Leonardo wykonał portret pt. Antyczny wojownik, przedstawiający profil rzymskiego żołnierza w bogato zdobionym hełmie.
Kolejnym obrazem, przy którym pracował Leonardo był Tobiasz i Anioł tworzony w latach 1468–1470 lub w latach 1470–1475. Spod pędzla Leonarda wyszły postacie psa oraz ryby.
W 1471 roku pracownia Verrocchia, a wraz z nią i Leonardo, pracowała nad przygotowaniami do wizyty księcia Mediolanu. Verrocchio miał przygotować pomieszczenia dla gości; młody Leonardo pracował wówczas jako dekorator wnętrz i po raz pierwszy zetknął się z dworem mediolańskim.

### I okres florencki
1 lipca 1472 Leonardo został członkiem florenckiego bractwa malarzy Compagina di San Luca (Bractwo św. Łukasza), działającego niezależnie od cechu malarzy Arte dei Medici e Speziali, uzyskując status niezależnego artysty-malarza. Przypuszczalnie do Bractwa wprowadzili go bracia Evangelista i Ambrogio de Predis. Za wstąpienie do Bractwa zapłacił 32 soldy. Musiał także wpłacać roczną składkę członkowską w wysokości 16 soldów, uiszczaną w miesięcznych ratach, oraz kwotę 10 soldów na obchody Dnia św. Łukasza, przypadającego 18 października. Wśród historyków sztuki toczą się spory, czy Leonardo mieszkał wówczas w pałacu Medyceuszy i czy był zaprzyjaźniony z Wawrzyńcem Wspaniałym. Zdaniem historyk sztuki Luby Ristujcziny signor Florencji miał odnosić się do Leonarda z rezerwą. Przyczyną niechęci miały być plotki o jego skłonnościach homoseksualnych.

#### Dzieła z pierwszego okresu florenckiego

##### Pierwsze rysunki
Latem 1473 roku, 2 sierpnia, Leonardo stworzył najwcześniejszy zachowany do dzisiaj rysunek, znajdujący się w zbiorach Galerii Uffizi we Florencji, przedstawiający pejzaż Arno, sygnowany w górnym lewym rogu: W dniu Matki Boskiej Śnieżnej, 2 sierpnia 1473 roku. Rysunek uchodzi za najwcześniejszy z autonomicznych przedstawień pejzażu autorstwa Leonarda.

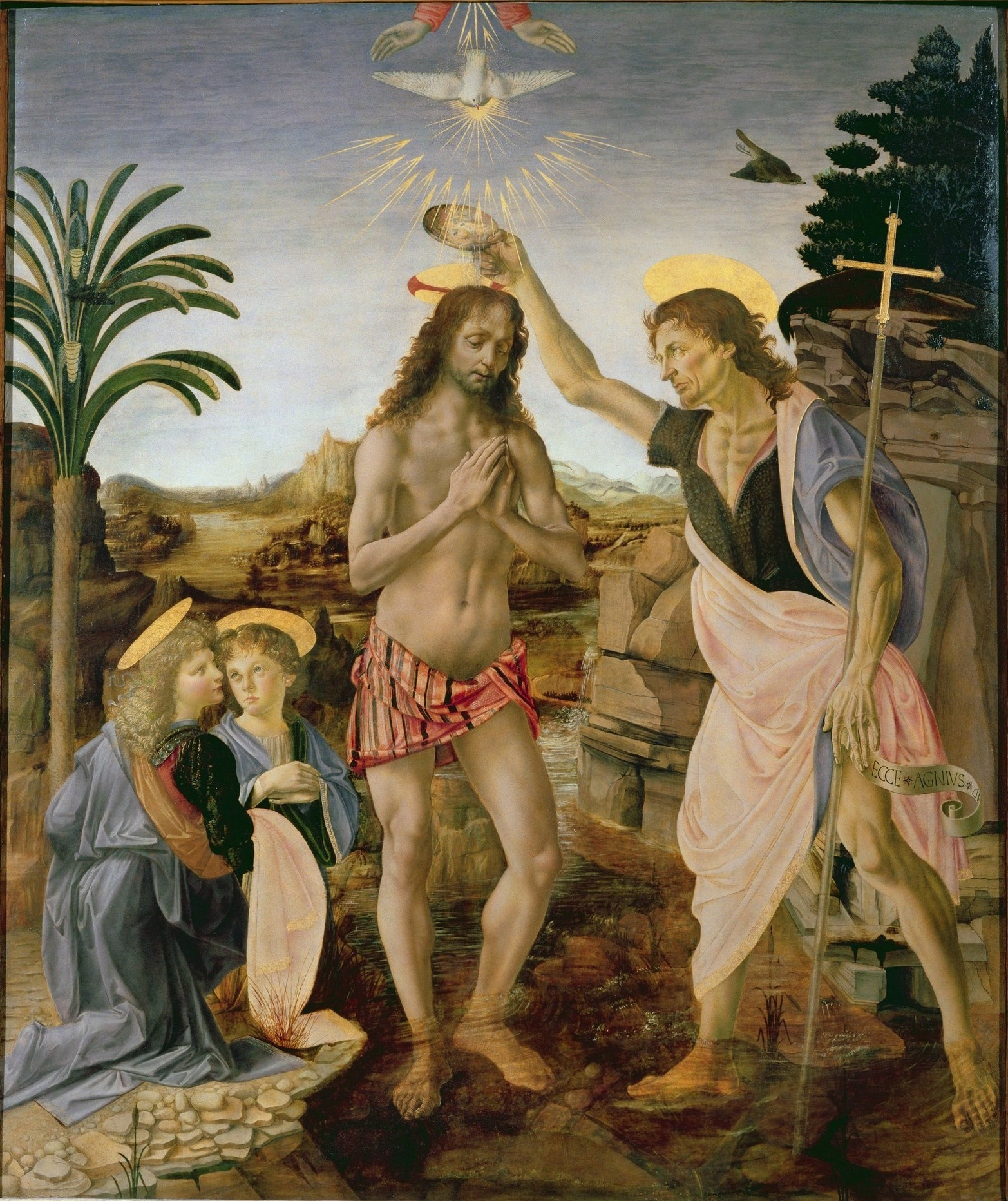
Verrocchio stworzył z pomocą Leonarda obraz Chrzest Chrystusa

##### Chrzest Chrystusa
W latach 1472–1475 Leonardo i Verrocchio pracowali nad obrazem Chrztu Chrystusa. Leonardowi przypisuje się autorstwo postaci anioła siedzącego po lewej stronie, krajobraz oraz część postaci Jezusa. Według Vasariego, Verrocchio, nie czując się na siłach konkurować z Leonardem, porzucił malarstwo i zajmował się już tylko rzeźbiarstwem. Według późniejszych badań, po ukończeniu Chrztu Chrystusa Verrocchio rzeczywiście nie namalował żadnego obrazu samodzielnie, ale nie porzucił całkowicie malarstwa. Podczas prac nad Chrztem Chrystusa Leonardo stał się dla nauczyciela równorzędnym partnerem.

##### Zwiastowanie

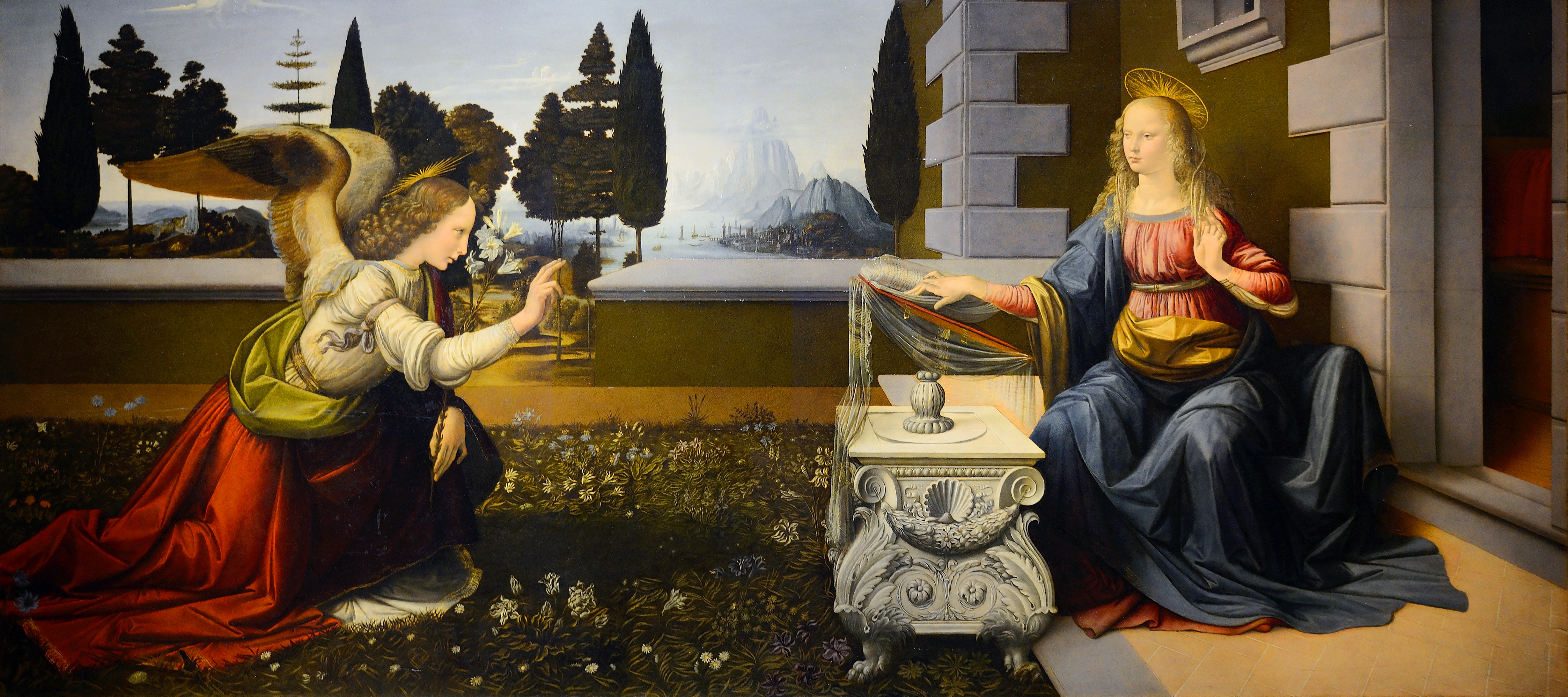
Zwiastowanie Leonarda. Przypuszcza się, że fragmenty tego obrazu wykonali inni uczniowie Verrocchia

W pracowni Verrocchia Leonardo wykonał kilka obrazów, m.in. Zwiastowanie (ok. 1472–1475) dla klasztoru San Bartolomeo na Monte Oliveto. Obraz przedstawia anioła Gabriela oznajmiającego Maryi, że zostanie matką Mesjasza. Obraz ten nie jest pozbawiony niedociągnięć. Niedopracowana jest kompozycja i perspektywa, Maryja przypomina bardziej manekina niż żywego człowieka, prawe ramię Maryi jest nienaturalnie wydłużone. Ze względu na błędy techniczne niektórzy eksperci uważają, że Zwiastowanie stanowi pracę zbiorową, w którą był zaangażowany Verrocchio i jego pracownicy. Przyjmuje się, że krajobraz, kompozycja oraz postać Gabriela są dziełem Leonarda, podczas gdy skrzydła anioła namalował inny malarz.

##### Portret Ginevry Benci

Portret Ginevry Benci

Innym dziełem z tego okresu jest Portret Ginevry Benci, będący pierwszym obrazem Leonarda o tematyce świeckiej. Ginevra Benci była córką wpływowego florenckiego bankiera, w 1474 roku wydaną za mąż za Luigiego Niccoliniego. W tym samym roku Leonardo otrzymał zamówienie na portret. Prawdopodobnie zlecenie uzyskał dzięki wstawiennictwu ser Piera da Vinci, który świadczył usługi notarialne rodzinie Bencich. Portret Ginevry Benci przypuszczalnie nie był portretem ślubnym lub zaręczynowym, gdyż ukazuje kobietę ukazaną w ujęciu trzy czwarte, ubraną w bardzo prostą brązową suknię pozbawioną ozdób i mającą na szyi czarną chustę. W obrazach ślubnych lub zaręczynowych bohaterki obrazów prezentowano w bogatych sukniach oraz z profilu. Portret Ginevry Benci stanowi pierwszy portret psychologiczny Leonarda. Ukazał on na obrazie skrywane emocje bohaterki obrazu. Zleceniodawcą obrazu mogła nie być rodzina Ginevry, ale Bernardo Bembo – wenecki dyplomata, mianowany w 1475 roku na ambasadora we Florencji, utrzymujący platoniczny romans z Ginevrą.

##### Zwiastowanie (pradella)
Antonina Vallentin w swojej monografii wymienia jeszcze jedną pracę Leonarda z tego okresu, mianowicie małą pradellę przeznaczoną prawdopodobnie do ołtarza Najświętszej Marii Panny ze św. Janem i św. Donatem, zamówioną u Verrocchia około 1475–1478 dla katedry w Pistoi pt. Zwiastowanie, obecnie znajdującą w zbiorach Luwru. Obraz ukazuje Anioła i Dziewicę. Obie postacie znajdują się naprzeciw siebie: Maria ma skrzyżowane ręce na piersi, a Anioł klęczy z podniesioną ręką w geście błogosławienia; oboje mają pochyloną głowę ku ziemi. Najnowsze badania wskazują, że autorem pracy może być Lorenzo di Credi.

##### Inne prace

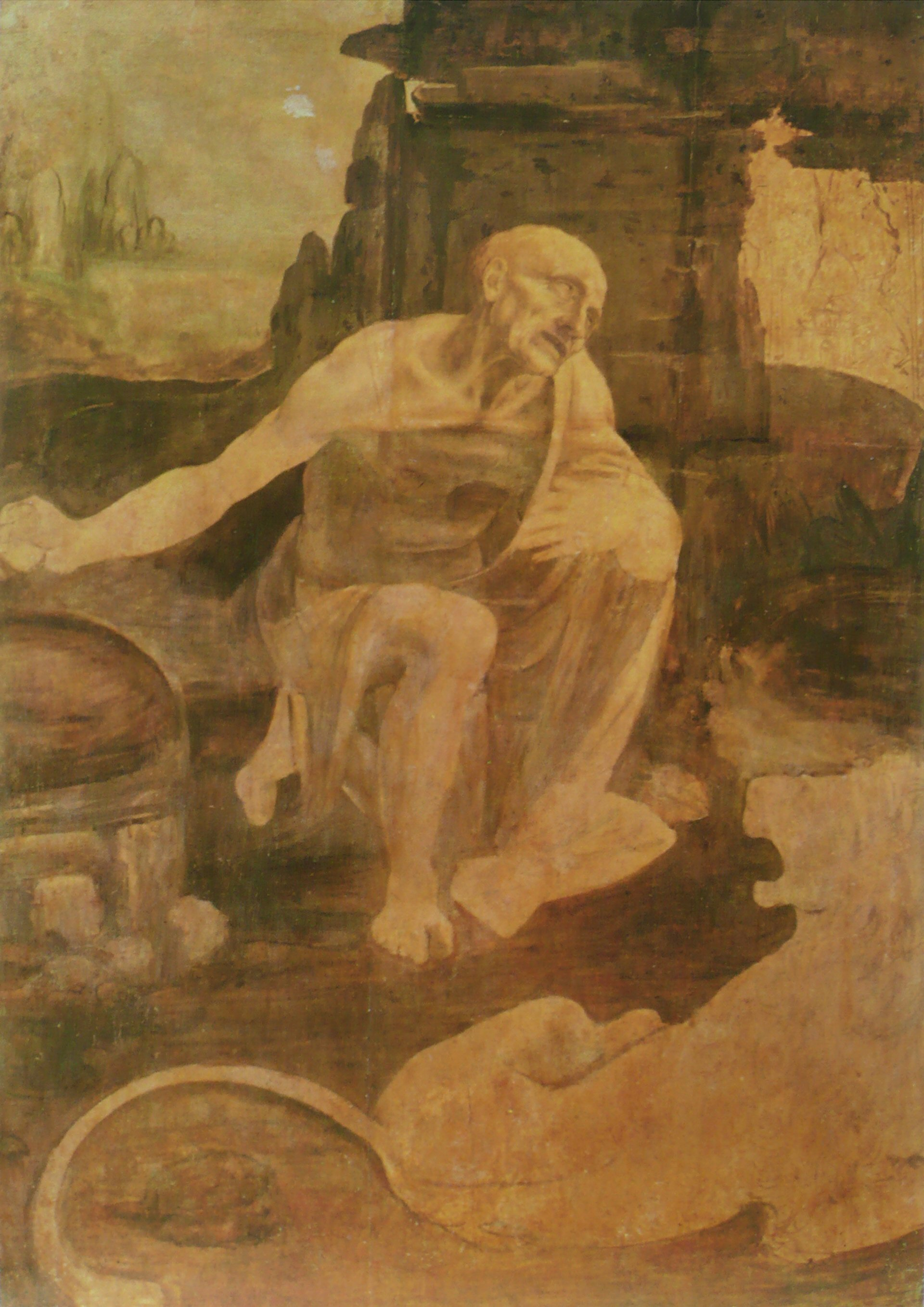
Święty Hieronim na pustyni

Niedokańczanie dzieł zdarzało się Leonardowi także później. W czasie prac nad Pokłonem Trzech Króli Leonardo pracował również nad obrazem Święty Hieronim na pustyni. Dzieło to również nie zostało ukończone. Prawdopodobnie ze względu na zainteresowanie anatomią i chęć jak najlepszego oddania postaci świętego, Leonardo poprawił obraz po 1510 roku.
Z I okresu florenckiego pochodzi duża liczba rysunków technicznych przedstawiających najróżniejsze mechanizmy, najczęściej wojenne. Tuż przed wyjazdem wykonał listę prac stworzonych we Florencji.
W kwietniu 1476 młody Leonardo i trzej inni Florentyńczycy zostali oskarżeni o kontakty seksualne z męską prostytutką (według innego źródła: siedemnastoletnim pomocnikiem malarza) Jacopo Saltarellim. Sprawę umorzono. Kilka tygodni później zostało złożone kolejne doniesienie o kontaktach młodych Florentyńczyków z Saltarellim. Skarga ponownie została oddalona. Oskarżeni zostali wypuszczeni pod warunkiem, że nie będzie na nich kolejnego donosu. W tym samym czasie Leonardo pracował nad portretem św. Sebastiana. Obraz prawdopodobnie nigdy nie powstał. Z zachowanych notatek Leonarda wiadomo, że stworzył osiem szkiców przedstawiających świętego. W 2016 roku odnaleziono rysunek przedstawiający męczeństwo św. Sebastiana. Początkowo przypisano autorstwo rysunku Leonardowi, jednak obecnie autorstwo szkicu wzbudza kontrowersje.
Przed 1482 rokiem Leonardo namalował również karton do obrazu przedstawiający Adama i Ewę oraz Meduzę. Meduza miała być ok. 1533 roku w zbiorach Medyceuszy. Dalszy los tego obrazu jest nieznany.

#### Pracownia Leonarda
W 1477 roku Leonardo otworzył we Florencji własną pracownię. Jednym z jego pierwszych uczniów był Paolo.

##### Ołtarz w kaplicy św. Bernarda
W marcu 1478 roku otrzymał pierwsze (jako samodzielny malarz) zlecenie na namalowanie ołtarza w kaplicy św. Bernarda w Palazzo della Signoria (Pallazzo Vecchio). Leonardo otrzymał zaliczkę w wysokości dwudziestu pięciu florenów Nie wiadomo, czy Leonardo przystąpił do prac nad ołtarzem; według Vallentin prace nie zostały rozpoczęte z powodu walk o władzę pomiędzy Medyceuszami a arcybiskupem Salviatim. Intryga zakończyła się śmiercią Guliana de Medici i powieszeniem jego mordercy Bernarda de Bandino Baroncelliego. Z tego ostatniego wydarzenia Leonardo wykonał szczegółowy szkic przedstawiający powieszonego mordercę, zachowany w kolekcji Bonnata w Bayonne.

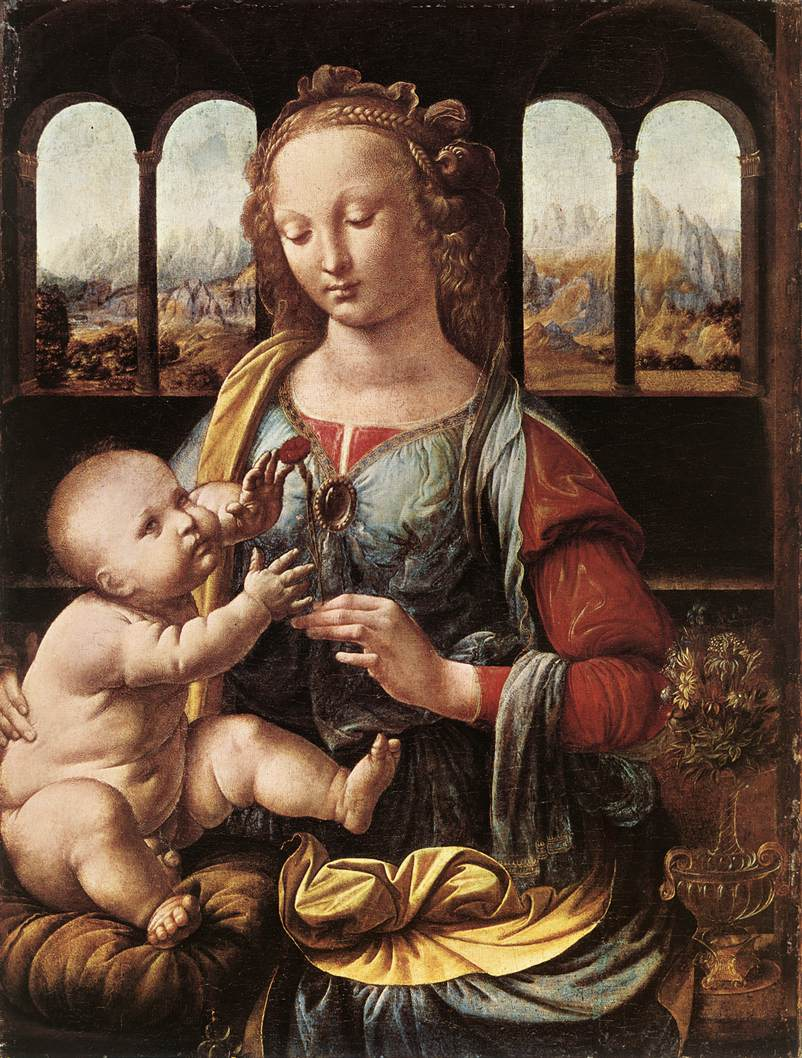
Madonna z goździkiem

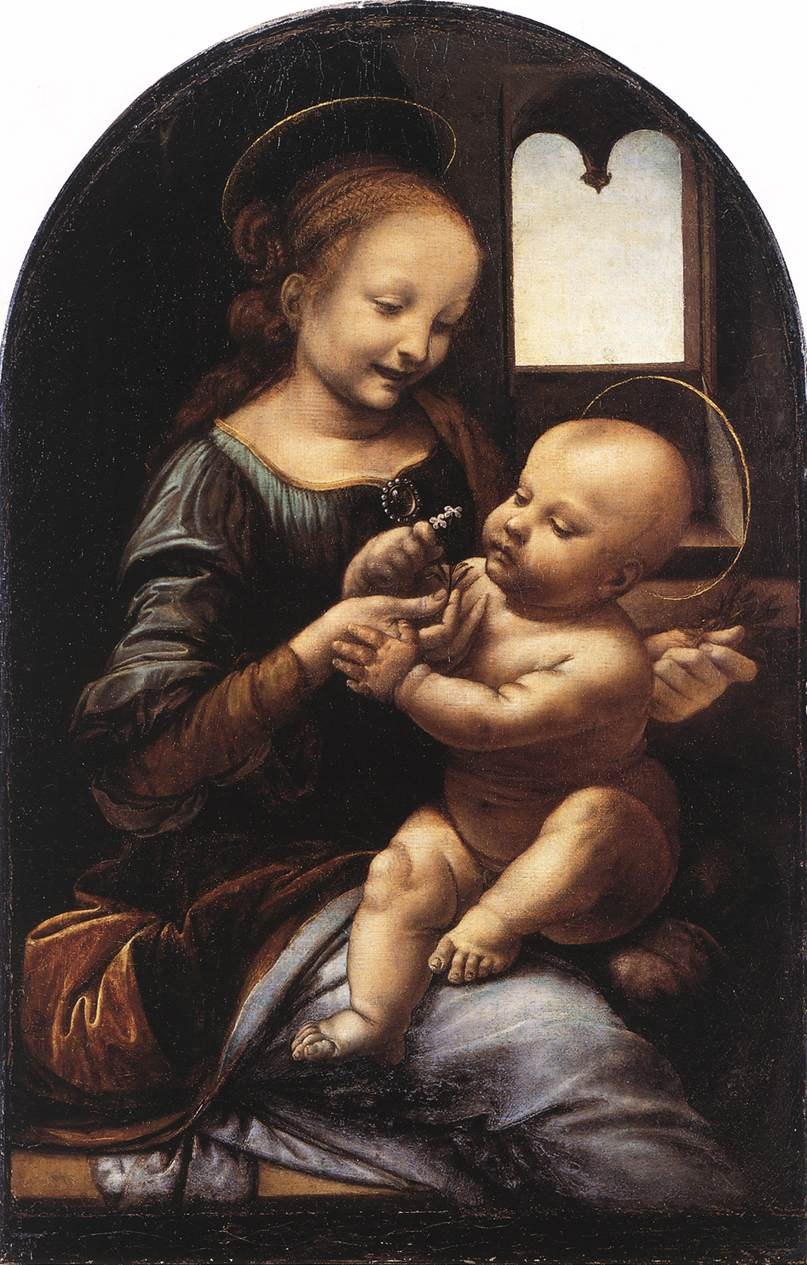
Madonna Benois

##### Madonny
W 1478 roku jak wynika z notatek Leonarda, malarz rozpoczął pracę nad dwoma obrazami Najświętszej Marii Panny:
- Madonna z goździkiem (nazywana również monachijską z uwagi na to, że dzieło znajduje się w zbiorach Starej Pinakoteki w Monachium[107]);
- Madonna z Dzieciątkiem i kwiatem (nazywana również Madonną Benois od jednego z właścicieli obrazu[107] lub Madonna z dzbanem[108]).

Na obu Madonnach Jezus jest przedstawiony jako pulchne dziecko, wiercące się w objęciach Maryi. Na obu obrazach Leonardo zastosował technikę chiaroscuro, polegającą na modelowaniu z wykorzystaniem kontrastu światła i cieni. W Madonnie z Dzieciątkiem i kwiatem Leonardo skupił uwagę na reakcji Dzieciątka na kwiat trzymany przez Maryję.
Alda De Rinaldisa w pracy Storia sull’opera pittorica di Leonardo da Vinci (pol. Historia malarskiego dzieła Leonarda da Vinci) z 1926 roku wymienił około 40 Madonn Leonarda oraz zaznaczył, że może ich być więcej. Lista dzieł jest kwestionowana z powodu braku dowodów na autorstwo większości wymienionych obrazów.

##### Pokłon Trzech Króli

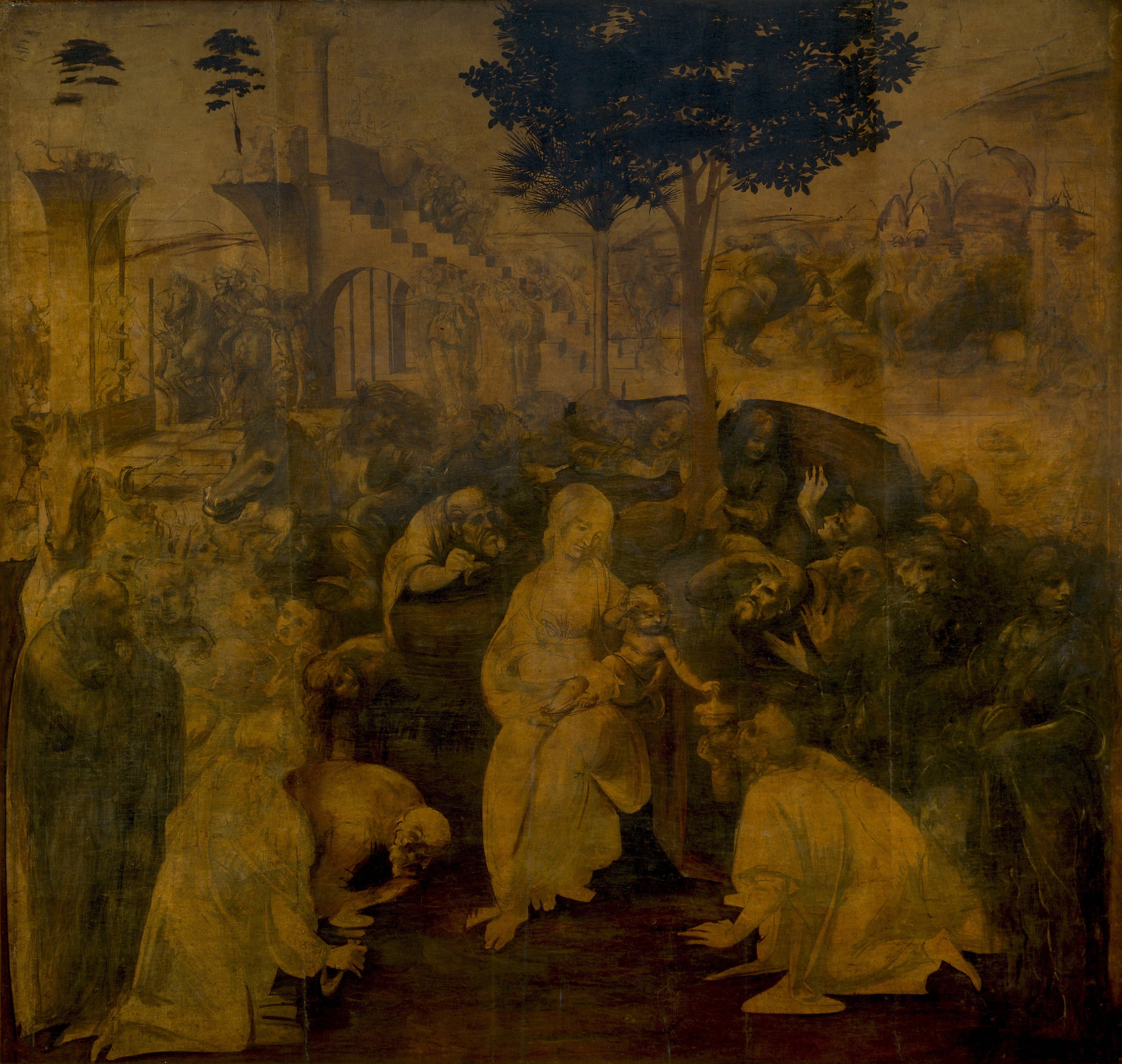
Projekt Pokłonu Trzech Króli

W marcu 1481 Leonardo podpisał z klasztorem San Donato umowę na wykonanie obrazu ołtarzowego Pokłon Trzech Króli (również Hołd Trzech Króli) w ciągu 30 miesięcy. Artysta za swoją pracę miał otrzymać jedną trzecią nieruchomości należącej do mnichów z klauzulą, że nie będzie jej mógł sprzedać przez trzy kolejne lata i z możliwością wcześniejszego jej wykupu przez zakonników za 300 florenów. Leonardo zobowiązywał się jednocześnie do wypłacenia wiana wnuczce Simona, kupca który przekazał majątek mnichom, w wysokości 150 florenów i pokrycia kosztów zakupu farb, wszelkich potrzebnych materiałów oraz złota potrzebnego do pokrycia obrazu. Leonardo podpisał umowę, choć nie był w stanie spełnić narzuconych warunków; w pierwszej kolejności nie mógł wypłacić wiana i ostatecznie zaliczkę na jego poczet wypłacili mnisi. Leonardo wykonał kilka szkiców do obrazu. Jesienią 1481 roku zakończył prace przygotowawcze do obrazu, zagruntował płótno i naniósł pierwsze zarysy pierwszych postaci.
Praca nie została ukończona. Według jednej z hipotez przyczyną tego mogła być depresja na którą mógł wówczas cierpieć Leonardo. Jej źródłem mogło być narastające przeczucie Leonarda, że traci czas na malowanie nieistotnych prac, gdy inni m.in. Domenico Ghirlandaio, Sandro Botticelli, Pietro Perugino otrzymują intratne zlecenia przy dekoracji Kaplicy Sykstyńskiej i że jego talent nie zostanie należycie zauważony. Gdy Leonardo w 1482 roku wyjeżdżał do Mediolanu, obraz pozostawił na przechowanie u brata Ginevry, Giovanniego de’ Benci
Przyjmuje się, że postać po prawej stronie, odcinająca się od składającego hołd tłumu, jest autoportretem Leonarda.

### I okres mediolański
W 1482 Leonardo udał się do Mediolanu wraz ze swoimi pomocnikami Tommasem di Giovanni Masinim i Atalantem Migliorottim. Okres ten rozpoczął się wraz z pracą na dworze Sforzów, dla Ludwika Sforzy, nazwanego ze względu na ciemną karnację il Moro (Maur). Dynastia Sforzów zapraszała artystów i uczonych nie tylko dla rozrywki, ale także po to, by rozsławić swoją dynastię. Leonardo w liście przesłanym do Ludwika Sforzy przedstawił się jako wynalazca machin wojennych, budowniczy mostów i urządzeń fortyfikacyjnych, mimo że jego doświadczenie w tej dziedzinie było nikłe. Dodał, że w okresie pokoju może tworzyć obrazy bądź wykonywać rzeźby na poziomie dorównującym innym artystom. Został przyjęty jednak jako muzyk i organizator spektakli. W 1482 roku zaprojektował pięciostrunowy instrument, przypominający lirę. Przedmiot ten podarował Ludwikowi Sforzy. Według Vasariego instrument miał kształt czaszki konia. Anonimo Gaddiano podaje, że Leonardo biegle grał na lirze, jego repertuar obejmował klasyczne wiersze miłosne Petrarki oraz autorskie dowcipne utwory. Humanista i lekarz Paolo Giovio podkreśla, że Leonardo potrafił pięknie śpiewać oraz wzbudzał zachwyt swoją grą na lirze. Zachowały się notatki przedstawiające projekty nowych instrumentów muzycznych, które powstały na potrzeby przygotowywanych spektakli. Leonardo nie pozostawił po sobie zapisanych kompozycji. Większość jego występów stanowiły improwizacje.
Największym zleceniem Leonarda było współorganizowanie widowiska pt. Rajska uczta dla bratanka Ludwika Sforzy Giana Galeazzy i jego małżonki, księżniczki Neapolu Izabelli Aragońskiej. W wolnych chwilach Leonardo pracował nad wojskowymi projektami. Jedynym zleconym Leonardo zadaniem o charakterze militarnym było przeprowadzenie inspekcji fortyfikacji zamku w Mediolanie. Niektóre rozwiązania techniczne były użyte do realizacji spektakli.
Wykorzystując zamiłowanie Ludwika Sforzy do heraldyki i symboli, Leonardo wykonał serię alegorycznych rysunków wraz z nawiązującymi do nich opowieściami, które były prezentowane Ludwikowi Sforzy i jego dworzanom. Zainteresowanie dworzan wzbudzały również karykatury („groteskowe głowy”). W nich sprawmie łączył umiejętność dostrzegania zarówno piękna, jak i brzydoty. Modelami do karykatur byli przypadkowi mieszkańcy Mediolanu. Leonardo miał zwyczaj spacerować po ulicach miasta, szukając osób o wyrazistych rysach twarzy. Leonardo zapraszał takie osoby do swego domu na kolację, podczas której zabawiał gości. Obserwując śmiejących się gości Leonardo zapamiętywał ich gesty i reakcje, które po przyjęciu przelewał na papier. Podczas prac nad karykaturami Leonardo podważył pogląd, istniejący co najmniej od czasów Arystotelesa, że możliwe jest odgadnięcie charakteru człowieka na podstawie jego budowy fizycznej (tzw. fizjonomikę). Choć fizjonomikę porównywał do astrologii i alchemii, był przekonany, że wygląd twarzy stanowi pochodną określonego temperamentu.
Pod koniec lat 80. XV wieku Leonardo zaprzyjaźnił się z architektem i malarzem Donato Bramantem, który również przygotowywał przedstawienia na dworze Sforzów. W tym samym okresie otworzył swoja pracownię. Do grona jego uczniów należeli m.in. Ambrogio de Predis oraz jego brat Evangelista, Francesco Napoletano a wspólnikami byli Giovanni Antonio Boltraffio, Marco d’Oggiono (w innych źródłach d’Oggiono i Boltraffio są przydzielani również do uczniów).

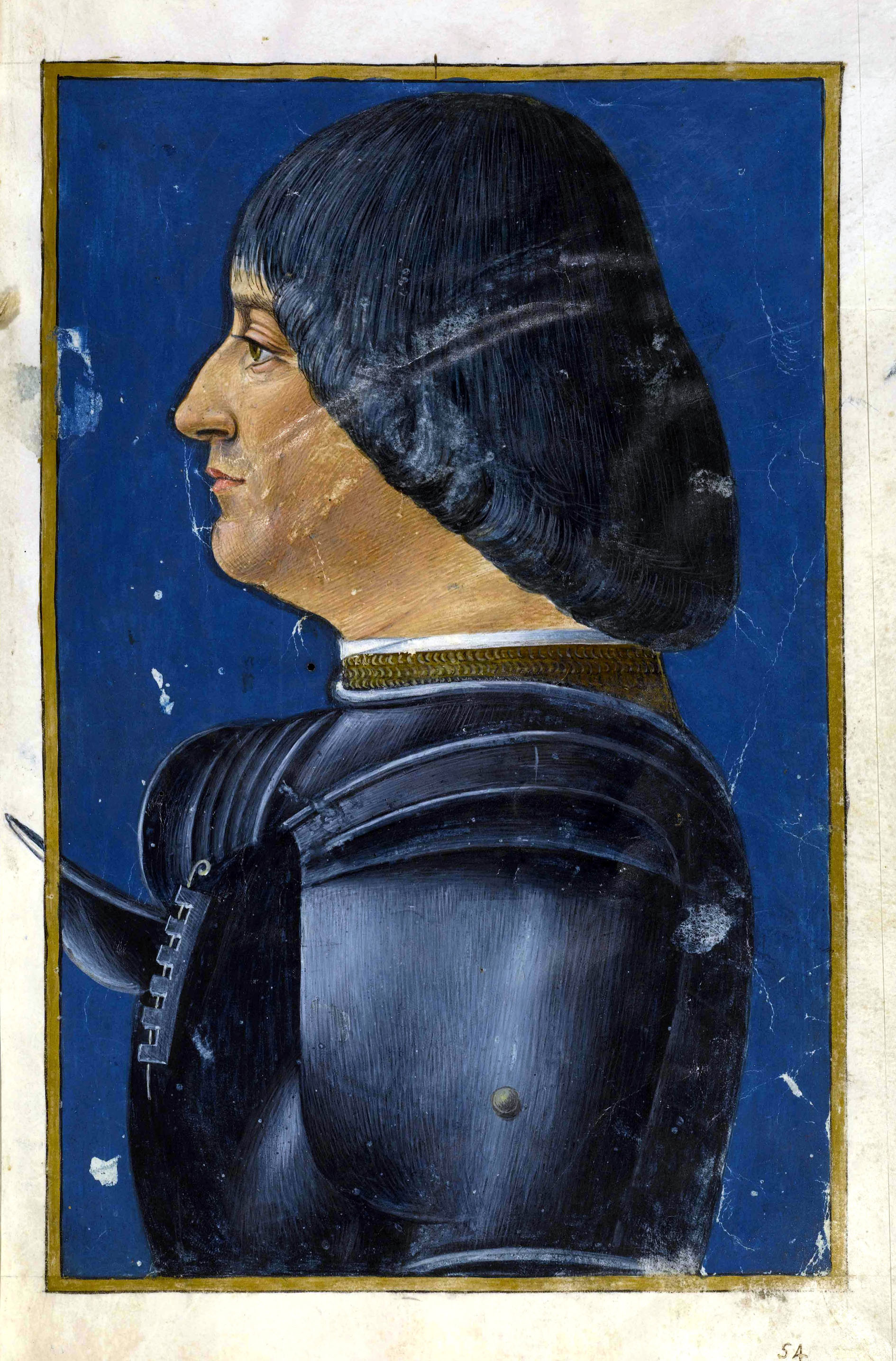
Ludwik Sforza

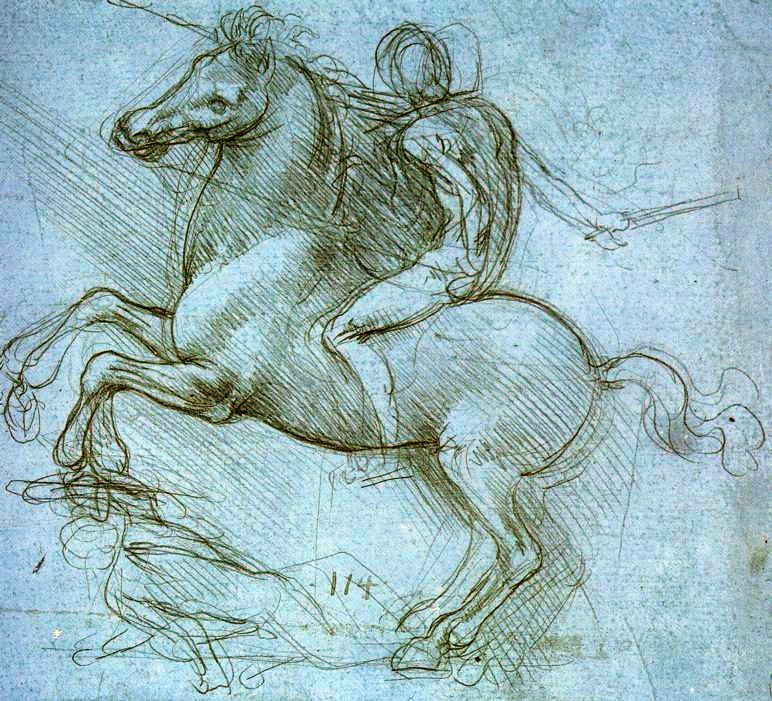
Projekt Pomnika konnego Francesca Sforzy

W połowie 1489 roku Ludwik Sforza zamówił u Leonarda rzeźbę wielkiego konia; 23 kwietnia 1490 roku Leonardo przystąpił do pracy. Koń oraz jeździec mieli ważyć 75 ton. Pomnik z brązu miał upamiętnić sukcesy wojskowe Franciszka Sforzy. W ramach prac nad pomnikiem Leonardo prowadził studia anatomii konia. Według pierwotnych planów koń miał stawać dęba. Lewa przednia noga miała oprzeć na ciele żołnierza. Pod koniec 1492 roku powstał model mierzący siedem metrów wysokości. Projekt nie doczekał się realizacji. Brąz przeznaczony na odlew przetopiono na działa w 1494 roku. Gliniany model zniszczyły oddziały francuskie w 1499 roku. Model posłużył jako tarcza strzelnicza.
W czerwcu 1490 zarząd katedry w Pawii zwrócił się do architekta i inżyniera Francesca di Giorgio Martiniego, przebywającego wówczas w Mediolanie, o pomoc w jej przebudowie. Za namową Sforzy da Vinci udał się tam razem z Martinim. Podczas podróży do Pawii Francesco dopracowywał rękopis traktat o architekturze. Ponadto obaj będąc w bibliotece w Pawii zapoznali się z manuskryptem De architectura (znanego również jako O architekturze ksiąg dziesięć) Witruwiusza. W bibliotece zamkowej starego zamku Viscontich Leonardo odnalazł rękopis polskiego matematyka, Witelona, traktujący o perspektywie.
W połowie lipca 1490 roku Leonardo wrócił do Mediolanu. Ludwik oddał mu do dyspozycji swoją starą rezydencję, Corte Vecchia. Artysta urządził tam pracownię malarską, a także budował wynalazki techniczne.
22 lipca 1490 roku u Leonarda zamieszkał dziesięcioletni Giacomo Caprottim znanym jako Salai (Mały czort). Był on synem zubożałego chłopa mieszkającego w Oreno nieopodal Mediolanu. Giacomo Caprotti uchodził za ucznia Leonarda, jednak był on przeciętnym artystą, który pozostawił po sobie niedużo własnych obrazów. W rzeczywistości był on asystentem, sekretarzem i towarzyszem Leonarda, z czasem również jego kochankiem. Przydomek „Salai” otrzymał za sprawą swojego zachowania. Leonardo w notatkach podaje, że Salai go okradał. Z drugiej strony Leonardo rozpieszczał swojego podopiecznego. W notatkach zanotował, że kupował Salaiowi eleganckie ubrania, w tym dwadzieścia cztery pary modnych butów i parę pończoch. 16 lipca 1493 Leonarda odwiedziła Caterina, prawdopodobnie matka Leonarda. Mieszkała z nim aż do swojej śmierci, która miała miejsce prawdopodobnie miesiąc po przeprowadzce. W 1495 roku Leonardo wyprawił jej pogrzeb, na który wydał 123 soldy.
W 1494 roku Ludwik Sforza przejął tytuł księcia Mediolanu. Aby umocnić swoją władzę, roztaczał patronat nad artystami i udzielał zamówień publicznych. W kompleksie Santa Maria delle Grazie nakazał wybudowanie mauzoleum Sforzów. Polecenie jego przebudowy otrzymał architekt Donato Bramante, Leonardowi zlecono namalowanie fresku przedstawiającego Ostatnią Wieczerzę.
W styczniu 1497 roku zmarła żona Ludwika Sforzy. Po tym zdarzeniu Ludwik postanowił przerobić północne skrzydło zamku, głównie komnatę Salette Negre (Czarne Salki) z przyległą do niej loggią. Prace dekoracyjne zlecił Leonardowi, który już w kwietniu zakończył i rozpoczął prace w sąsiedniej komnacie Sala delle Asse (Sala deskowa). Obecnie zachował się jedynie fresk na suficie w Sali Deskowej. Leonardo stworzył malowidło przedstawiające splecione w gąszczu gałęzie rozchodzące się po wszystkich ścianach i suficie a wśród nich umieścił złotą linę z licznymi pętlicami, kluczkami i węzłami. Razem Leonardo przedstawił osiemnaście drzew wychodzących z podłogi, których konary rozchodzą się na boki, dwa z nich tworzą wygięte łuki nad oknami a osiem pozostałych wspina się ku sklepieniu i łączy się w centralnej rozecie, zaakcentowanej złotą krawędzią i herbami Ludwika i jego zmarłej żony Beatrice.
W sierpniu 1497 Ludwik podarował Leonardowi ziemię z winnicą położoną za Porta Vercellina, między konwentem Santa Maria delle Grazie a kościołem San Vittore. Działka zajmowała powierzchnię ok. 1 ha. Leonardo szacował wartość ziemi na 4 soldy. Zarządcą został Giacomo Caprotti. Część domu wynajął za 100 lirów rocznie, a kilka izb zachował, by mogła tam zamieszkać jego owdowiała matka. W 1498 poszerzono drogę łączącą kościół San Vittore z Santa Maria delle Grazie, co podniosło wartość posiadłości. Do tego projektu odnosiły się niektóre notatki artysty. Nieopodal mieszkał Galaezzo Sanseverino, właściciel licznych stajni. Leonardo wykonywał projekty w związku z planami ich odnowienia. Sąsiadami Leonarda da Vinci byli także Evangelista de Predis i Marialo de’ Guiscardi. Ziemia była własnością Leonarda aż do śmierci.
Latem 1499 roku król Francji Ludwik XII zaatakował Mediolan. Leonardo dowiedziawszy się o ataku przeliczył swoje oszczędności, część pieniędzy rozdzielił pomiędzy krewnych i współpracowników, resztę poukrywał w pracowni. Na początku września Ludwik Sforza uciekł z Mediolanu. Podczas ataku na miasto wojska francuskie zniszczył posąg konny projektu Leonarda. Dzień po zdobyciu miasta Ludwik XII przybył do Mediolanu, gdzie obejrzał Ostatnią Wieczerzę. Zachwycony obrazem monarcha chciał przenieść malowidło do Francji, jednak inżynierowie zapewnili go, że transport ściany z obrazem jest niemożliwy. Leonardo przez kilka miesięcy współpracował z Francuzami. W grudniu 1499 roku wyjechał do Florencji. W czasie przeprowadzki zawarł potajemną umowę z hrabią de Ligny, francuskim namiestnikiem okupowanego Mediolanu. Leonardo miał udać się do Neapolu w celu przeprowadzenia inspekcji tamtejszych fortyfikacji miejskich. Do inspekcji ostatecznie nie doszło. Leonardo opuścił Mediolan na wieść o tym, że Ludwik Sforza planuje wrócić do miasta.

#### Dzieła i inne prace z I okresu mediolańskiego

##### Madonna wśród skał

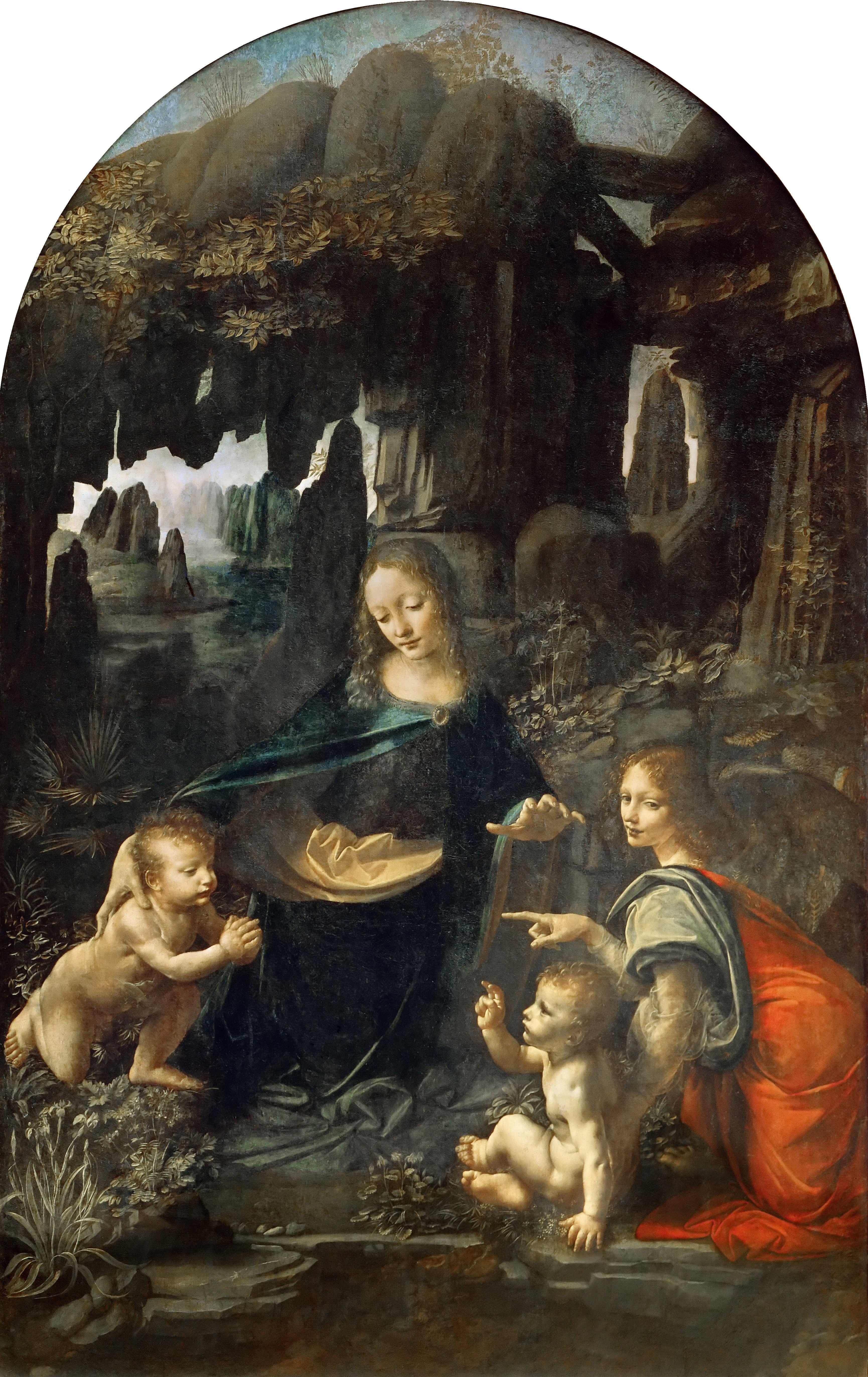
Madonna w grocie – I wersja

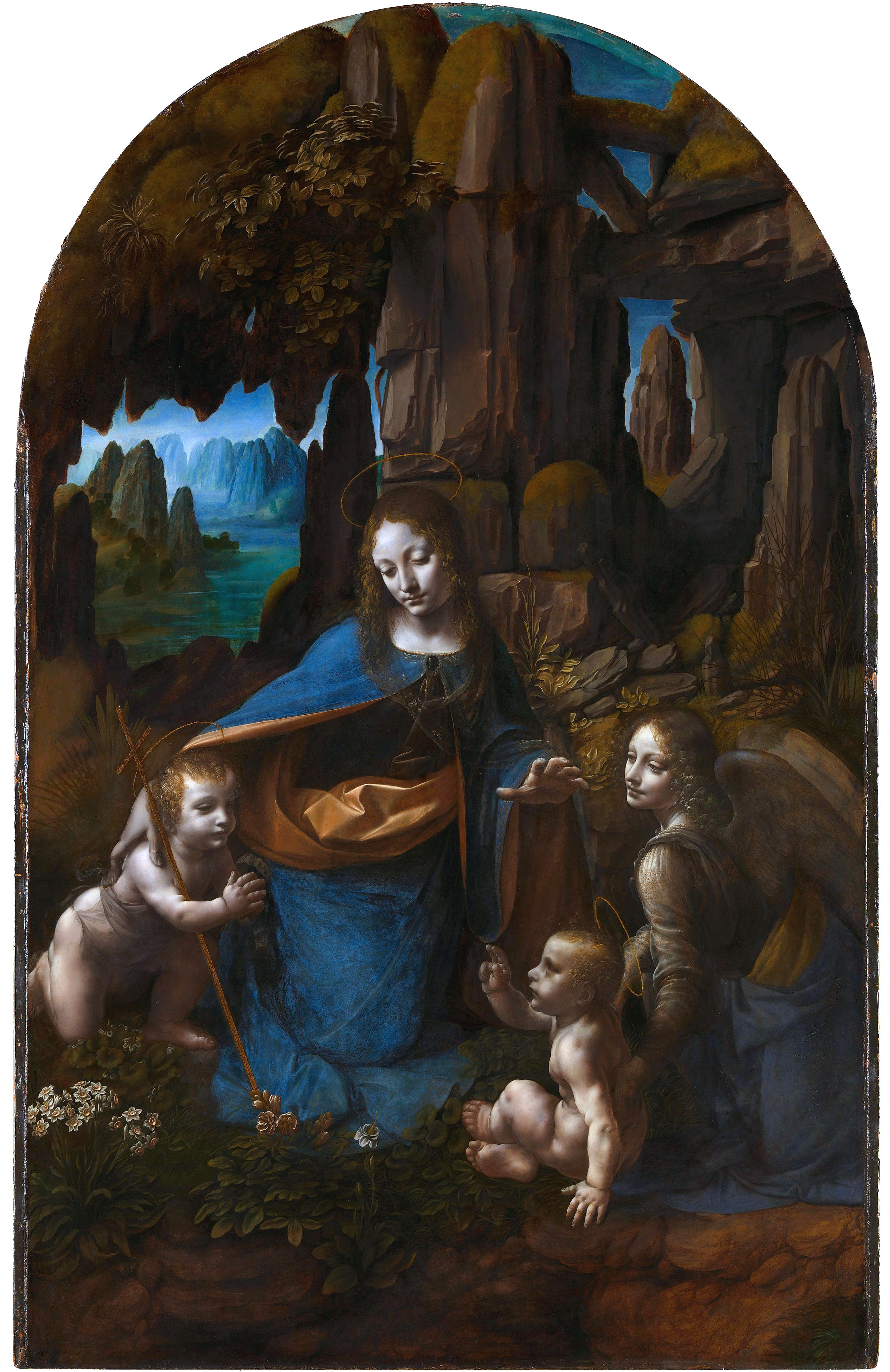
Madonna w grocie – II wersja

W 1483 roku Leonardo wraz z Ambrogio de Predis i z jego przyrodnim bratem Ewangelistą, rozpoczął starania o otrzymanie zlecenia od bractwa Niepokalanego Poczęcia. Zlecenie otrzymali i podpisali 25 kwietnia 1483 roku. Zlecenie było obwarowane bardzo wieloma wytycznymi co do wyglądu i sposobu wykonania dzieła: Bóg Ojciec miał być przedstawiony w otoczeniu aniołów, nad głową Matki Boskiej miała świecić aureola, podano nawet kolor szat i wiele innych szczegółów. Umowa zawierała również wskazówki, którą część obrazu miał wykonać mistrz a którą jego pomocnicy. Za zlecenie Leonardo miał otrzymać dwieście dukatów. Leonardo zlekceważył wytyczne w umowie. Ostatecznie namalował dwie wersje Madonny w grocie, znanej również jako Madonna wśród skał.
Daty powstania dwóch wersji tego obrazu są sporne. Według różnych opracowań pierwsza wersja obrazu powstawała w latach 1483–1486, 1483-1485. Termin wykonania prac określono na 8 grudnia. Namalowana wersja obrazu nie została przyjęta przez zleceniodawcę. Została sprzedana innemu nabywcy. Bractwo nie kupiło obrazu w wyniku konfliktu z malarzem. Leonardo domagał się zwiększenia honorarium w związku z wydatkami na zakup materiałów. Jako że Bractwo nie było chętne ponieść dodatkowych kosztów, Leonardo sprzedał obraz innemu nabywcy. Nieznany jest ostateczny nabywca. Isaacson przypuszcza, że mógł to być król Francji Ludwik XII lub Ludwik Sforza, ale Nicholl twierdzi, że obraz został sprzedany Ludwikowi Sforzy, który przekazał dzieło cesarzowi Maksymilianowi I. Według tego samego biografa druga wersja obrazu Madonny w gracie powstała w latach 1493–1499 (lub 1506–1508). Będąc kopią pierwszej, została namalowana dla Bractwa w zastępstwie i to jej dotyczył spór sądowy.
Obrazy Leonarda mają charakter narracyjny. W pierwszej Madonnie w grocie punktem wyjścia narracji jest anioł patrzący na widza. Wyciągniętym palcem wskazuje na św. Jana. Mały Jan Chrzciciel pada na kolana i wyciąga splecione dłonie ku Jezusowi. Jezus wykonuje znak błogosławieństwa uniesioną ręką. Madonna spogląda na Jana Chrzciciela. Jedną dłonią otacza ramiona św. Jana, drugą ma otwartą nad głową Jezusa. Leonardo miał wątpliwości, czy na obrazie powinien znaleźć się wysunięty palec. Aniołowi nadał sfeminizowane rysy twarzy. W przeprowadzonych w 2009 roku badaniach odnaleziono podrysowanie wykonane przez Leonarda na etapie planowania kompozycji. Podczas malowania obrazu Leonardo wykorzystywał swoją wiedzę geologiczną i botaniczną, by jak najlepiej przedstawić tło. Leonardo kierował się jednak względami symbolicznymi. Pod ręką Jezusa namalował pierwiosnek bezłodygowy, którego białe płatki uchodzą za symbol czystości.
W drugim obrazie nie ma pewności, jaką część pracy wykonał Leonardo, a jaką Ambrogio lub inni uczniowie Leonarda. W drugiej wersji Leonardo prawdopodobnie domalował św. Janowi Chrzcicielowi aureolę i kij przypominający krzyż. Anioł nie ma wysuniętego palca oraz nie spogląda na widza. Pierwszoplanową postacią jest Madonna. Światło wewnątrz groty jest mniej rozproszone, punktowo oświetla postacie. Ze względu na kwiaty, które nie są prawdziwymi roślinami tylko fantazją artysty, uważa się, że szata roślinna nie została namalowana przez Leonarda.

##### Portret muzyka

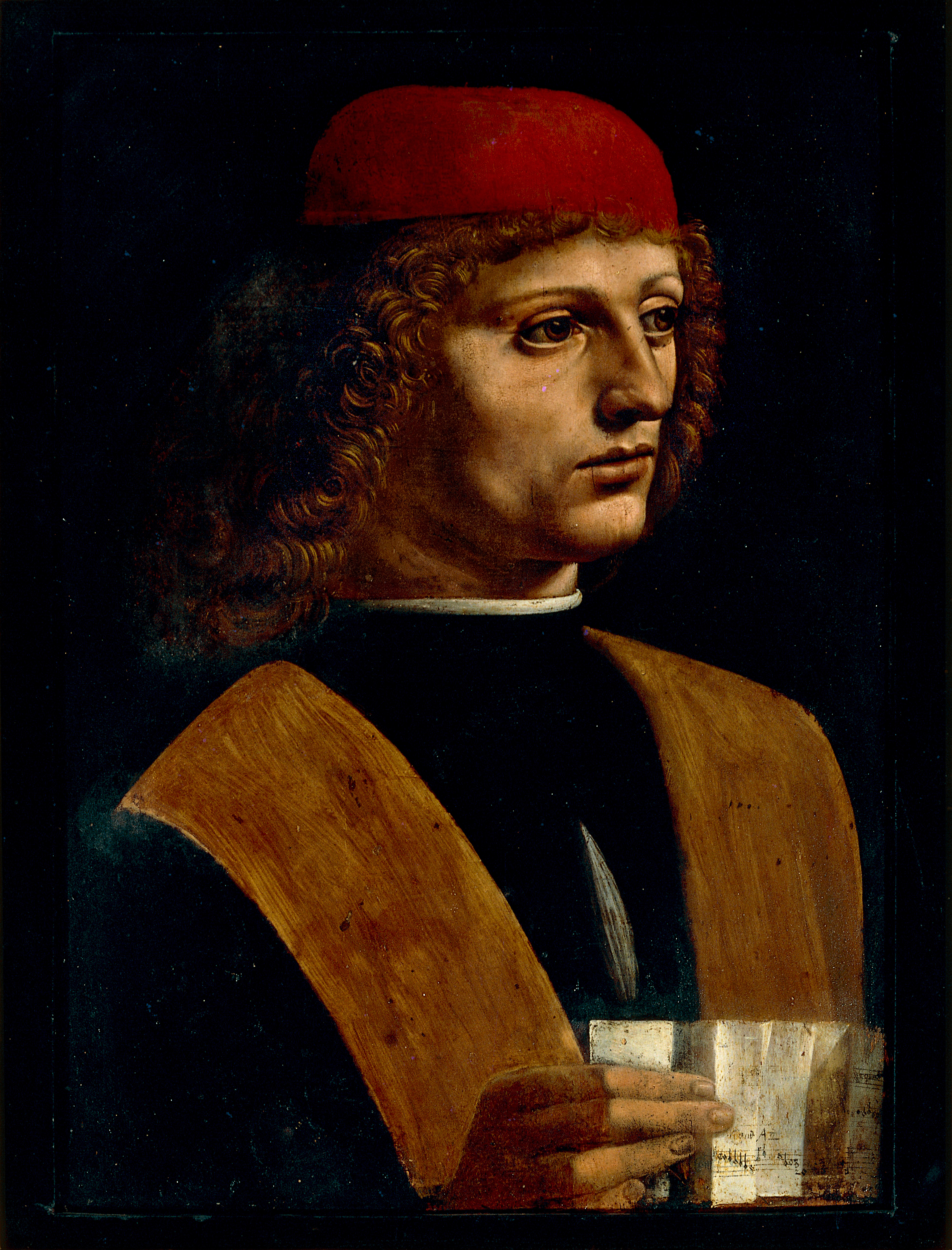
Portret muzyka

W połowie lat 80. XV wieku powstał obraz Portret muzyka, znany również pod tytułami Portret młodego mężczyzny i Muzyk. Obraz namalowany na desce z orzecha włoskiego mógł powstać ok. 1485 roku lub między 1488 a 1490 rokiem. Jest to jedyny znany portret mężczyzny, namalowany przez Leonarda. Uwieczniony na obrazie przystojny mężczyzna został ukazany w profilu w ujęciu trzy czwarte. Jego włosy są kędzierzawe, na sobie ma brązową kamizelkę, w prawej ręce trzyma nuty. Tożsamość modela jest nieznana. Prawdopodobnie na obrazie został uwieczniony dyrygent chóru w katedrze mediolańskiej Franchinus Gaffurius, jego uczeń Atalante Migliorotti lub Josquin des Prazo. Portret muzyka uchodzi za obraz niedokończony. Historyk sztuki Frank Zöllner zaznaczył, że autorstwo Leonarda jest kwestionowane. Świadczyć o tym mają mało subtelne cienie oraz sztywna poza muzyka.

##### Portret Cecylii Gallerani

Dama z gronostajem

Około lat 1489–1490 powstał obraz olejny Dama z gronostajem, znany również pod tytułami: Portret damy z gronostajem, Portret Cecylii Gallerani, Dama z łasiczką, Dama z łasicą. Portret przedstawia kochankę księcia Ludwika Sforzy Cecylię Gallerani. Cecylia urodziła się w 1473 lub 1474 roku, w wieku piętnastu lat zamieszkała na dworze Ludwika Sforzy, gdzie została ulubienicą monarchy. Sam Ludwik miał w 1490 roku ożenić się z Beatrice d’Este, jednak ślub przełożono na rok późniejszy.
Ludwik Sforza zamówił obraz ok. 1489 roku. Dzieło zostało ukończone w 1490 roku. Portret trafił na własność Cecylii Gallerani. Po jej śmierci w 1536 roku obraz pozostał w Mediolanie. Około 1800 roku obraz kupił książę polski Adam Jerzy Czartoryski. Trafił on do Domu Gotyckiego w Puławach, po 1842 roku Czartoryscy wywieźli obraz do Paryża. Po zakończonej w 1871 roku wojnie francusko-pruskiej Dama z gronostajem została zabrana do Muzeum Książąt Czartoryskich w Krakowie, gdzie w 1882 roku po raz pierwszy została wystawiona na widok publiczny. Obraz nadal znajduje się w Muzeum Książąt Czartoryskich, jednak od 29 grudnia 2016 roku właścicielem portretu jest polski Skarb Państwa.
W porównaniu do Portretu muzyka i La Belle Ferronière obraz ten jest dynamiczny. Sylwetkę Cecylii ustawiono ukośnie do płaszczyzny obrazu. Na twarzy Cecylii można dostrzec tajemniczy uśmiech. Cecylia czule tuli do piersi spoglądającego w prawo gronostaja. Zwierzę symbolizuje czystość i niewinność, jest również aluzją do Ludwika Sforzy, który od 1488 roku nosił tytuł Gronostaja (L’Ermellino) oraz nawiązaniem do panieńskiego nazwiska Cecylii (grecka nazwa zwierzęcia to galé). Samo zwierzę znajdowało się również w godle monarchy.

##### Portret La Belle Ferronière

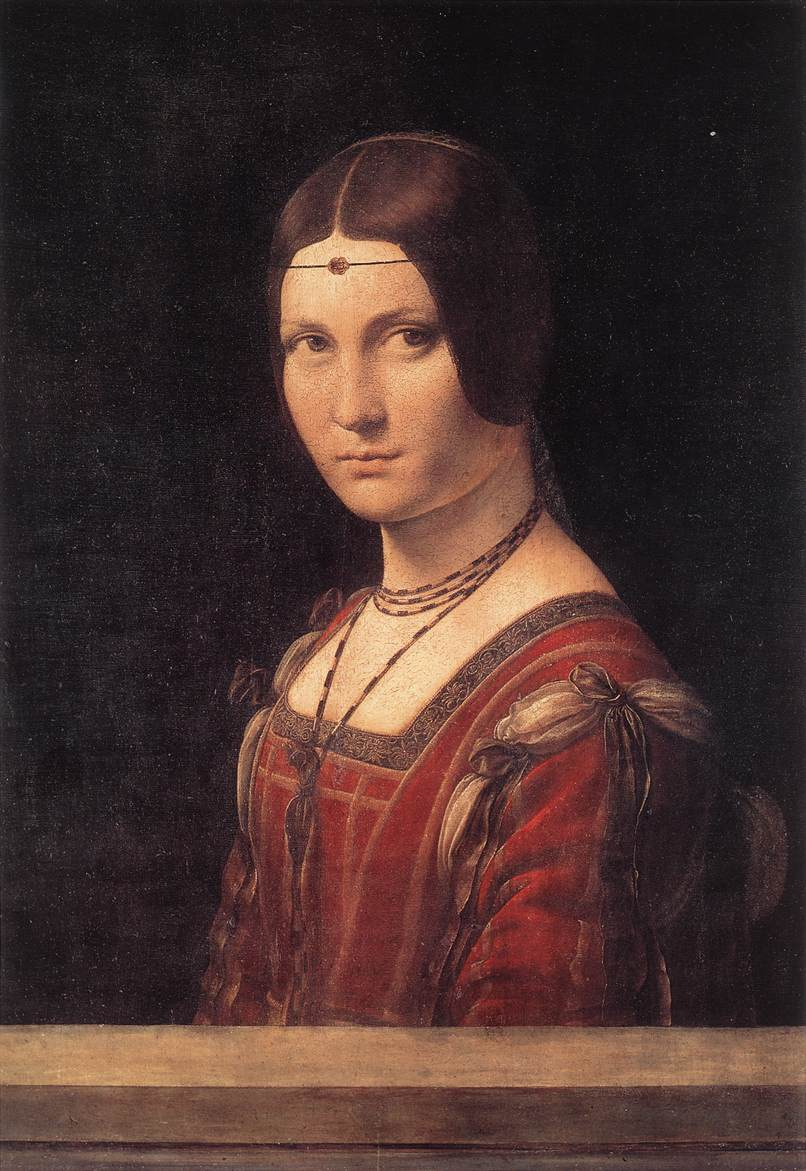
La Belle Ferronière

Pomiędzy 1490 a 1495 roku powstał również portret La Belle Ferronière, prawdopodobnie przedstawiający Lucrezię Crivelli, kochankę Ludwika Sforzy. Lucrezia Crivelli od 1494 roku była oficjalną metresą (maîtresse-en-titre) Ludwika Sforzy. Pełniła tę rolę po odejściu Cecylii Gallerani z dworu królewskiego. Podczas prac nad tym obrazem Leonardo prowadził eksperymenty ze światłem, badając jego natężenie i rozchodzenie się w zależności od kąta padania na zakrzywione powierzchnie. Światło pada bezpośrednio na lewe ramię Lucrezii, skąd odbija się i tworzy smugę świetlną po lewej stronie żuchwy. Głowa jest lekko obrócona, szyja i podbródek są w półcieniu. Spojrzenie Lucrezii jest wyzywające.

##### Portret La Bella Principessa

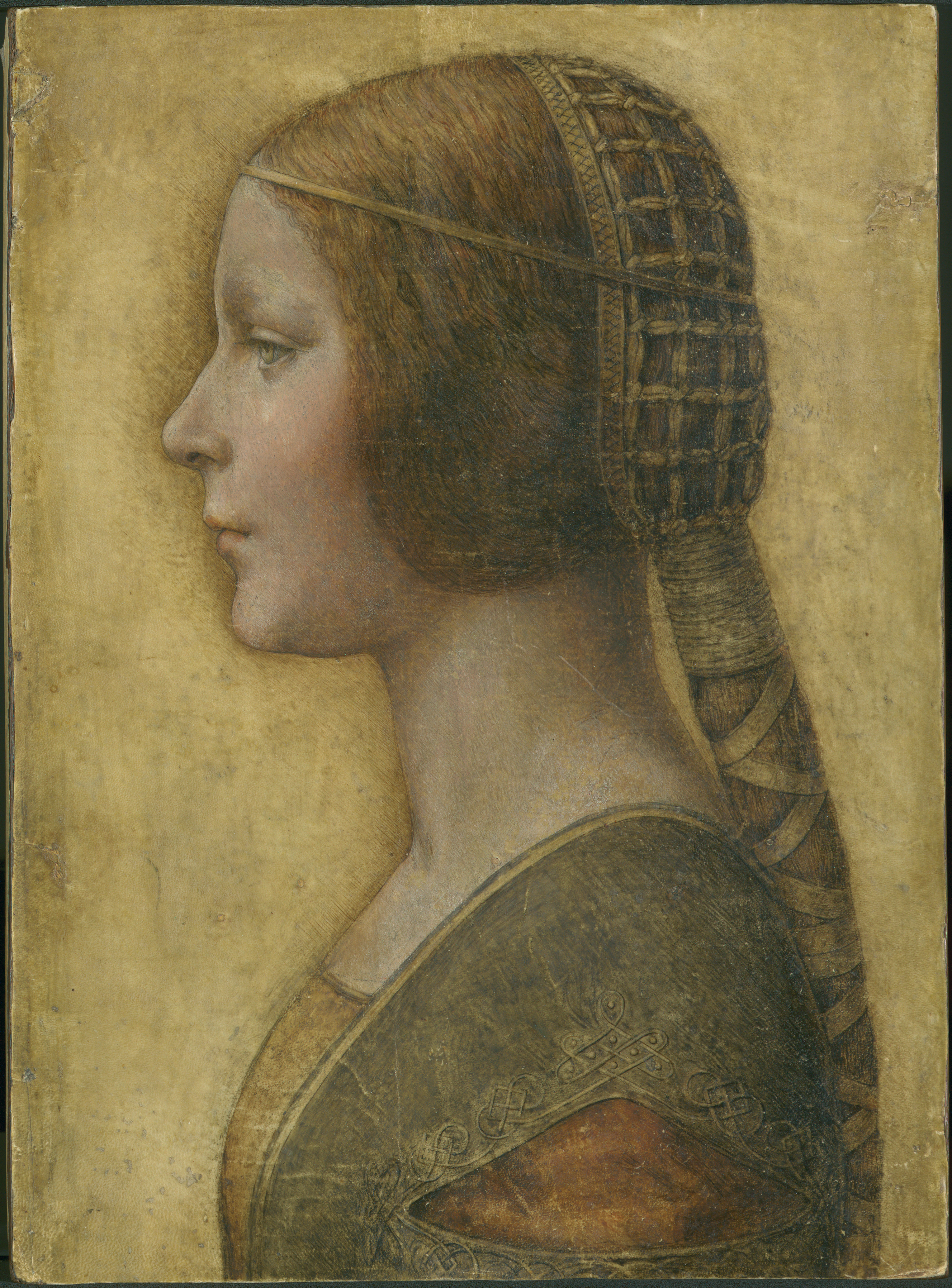
La Bella Principessa

Leonardowi da Vinci przypisuje się również portret pt. La Bella Principessa. Zdaniem Martina Kempa rysunek przedstawia Biankę Sforzę, nieślubną córkę Ludwika Sforzy. Obraz powstał w 1496 roku. Gdy wystawiono obraz na aukcji w 1998 roku twierdzono, że portret powstał w XIX wieku w Niemczech. W październiku 2009 roku opublikowano wyniki badań, według których autorem obrazu był Leonardo da Vinci. Głównym dowodem potwierdzającym autorstwo Leonarda da Vinci miał być jego odcisk palców. Według biegłego sądowego Petra Paula Birego odcisk był podobny do odcisku palca malarza na obrazie Święty Hieronim na pustyni. Badania Birego wzbudziły kontrowersje. W 2010 roku dziennikarz tygodnika „The New Yorker” David Grann skrytykował metody pracy Birego oraz nagłośnił wysuwane pod jego adresem oskarżenia o nadużycia i oszustwa. W 2011 roku profesor historii sztuki David Wright zasugerował, że portret mógł pochodzić z dzieła pt. Sforziada z 1496 roku, obecnie znajdującego się w zbiorach Biblioteki Narodowej w Warszawie. Po przeprowadzeniu badań stwierdzono, że arkusz welinu, na którym narysowano portret, faktycznie pochodzi ze Sforziady. Nadal istnieją spory, czy autorem rysunku faktycznie był Leonardo da Vinci.

##### Ostatnia wieczerza

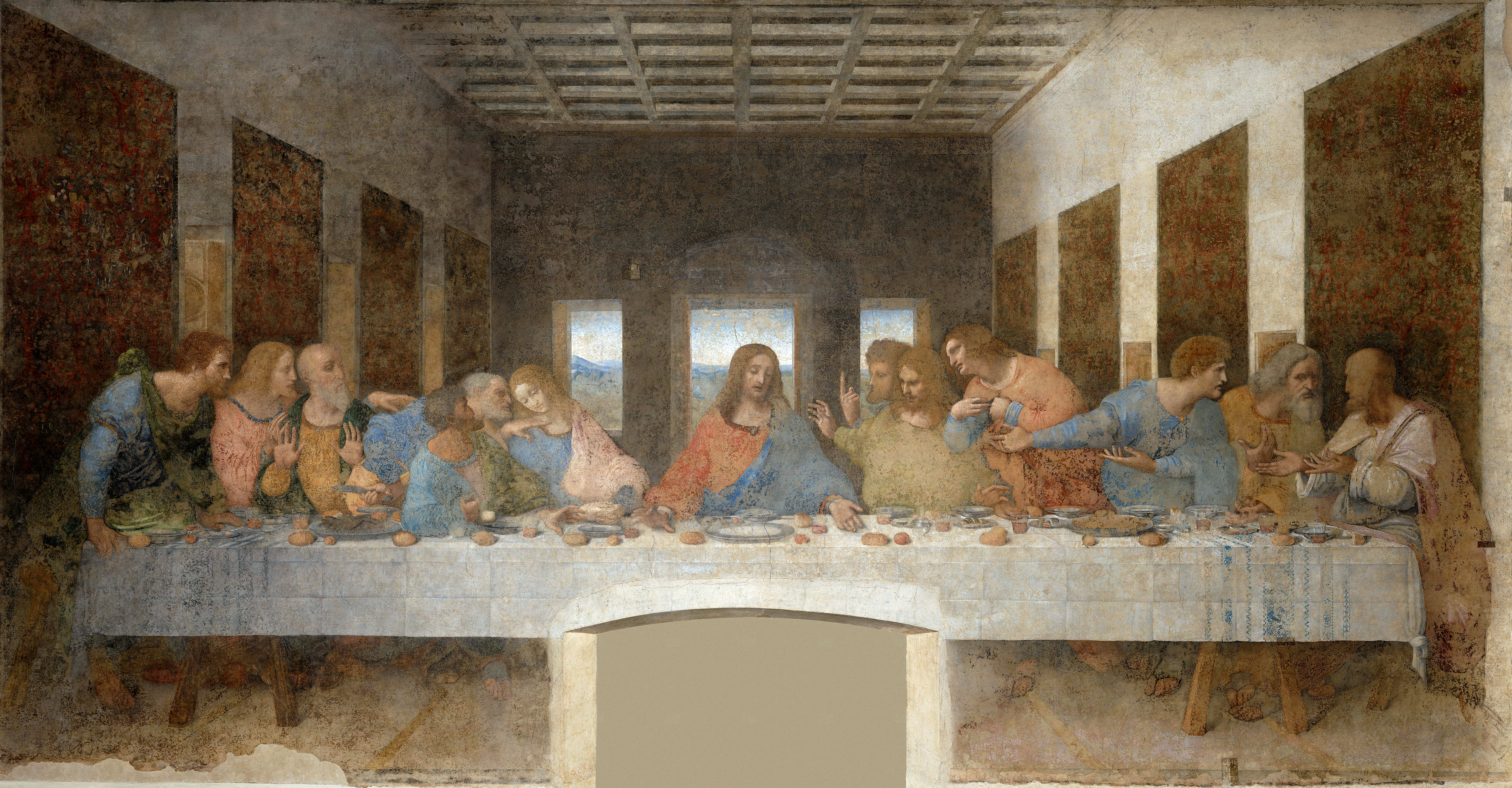
Ostatnia wieczerza

Prace nad Ostatnią Wieczerzą rozpoczęły się ok. 1495 roku, zakończyły na początku 1498 roku. Leonardo pracował nad obrazem nieregularnie. Według jednej z relacji malarz raz pracował intensywnie przez cały dzień, a w innych wcale nie tworzył. W wyniku skarg przeora Leonardo musiał wytłumaczyć się Ludwikowi Sforzy, dlaczego pracuje opieszale. Podczas spotkania malarz poinformował, że ma problemy ze znalezieniem odpowiedniego modelu dla Judasza, ale gotowy jest nadać mu twarz przeora, jeśli ten nie zaprzestanie go krytykować. Na fresku przedstawiono scenę, podczas której Jezus Chrystus oznajmia uczniom, że jeden z nich go zdradzi. Zasiadujący w centrum Jezus milczy z pochyloną głową, wyciąga jedną dłoń w stronę chleba, drugą w stronę wina. Apostołowie są poruszeni słowami Jezusa. Są rozmieszczeni w czterech trzyosobowych grupach. W pierwszej zasiadają wyraźnie zaskoczeni Bartłomiej, Jakub Młodszy i Andrzej. W drugiej grupie są Judasz, Piotr i Jan. Judasz ściska sakiewkę ze srebrnikami, Piotr jest wzburzony, Jan nie stawia pytań wiedząc, że to nie na nim ciąży podejrzenie zdrady, ale wydaje się być smutnym i zrezygnowanym. Do trzeciej grupy przynależą Tomasz, Jakub Starszy i Filip. Do ostatniej grupy przynależą pogrążeni w dyskusji Mateusz, Tadeusz i Szymon. Malowidło zostało wykonane nietrwałą techniką tempery. Już w XVI wieku pojawiły się pierwsze oznaki zniszczenia. Obraz był odrestaurowany co najmniej sześć razy. Ostatnia Wieczerza i namalowana później Mona Lisa uchodzą za najsłynniejsze obrazy Leonarda. Według brytyjskiego historyka sztuki Kennetha Clarka obraz stanowi filar europejskiej sztuki.

##### Inne prace
Oprócz zadań artystycznych podejmował się także innych projektów. Zaprojektował on m.in. serię kościołów z centralnie położonym ołtarzem oraz pawilon ogrodowy księżnej Mediolanu, wyposażony w łaźnię kąpielową. Prawdopodobnie za sprawą znajomości z architektem Donato Bramantem rozwinął zdolność sztuki budowlanej. Razem z matematykiem Luką Piaciolim studiował geometrię. W 1498 Leonardo wykonywał ilustracje do jego książki o teorii proporcji zatytułowanej: O boskiej proporcji. W tym okresie proponował także swoje usługi hrabiemu Ligny Ludwikowi Luksemburskiemu.

### II okres florencki

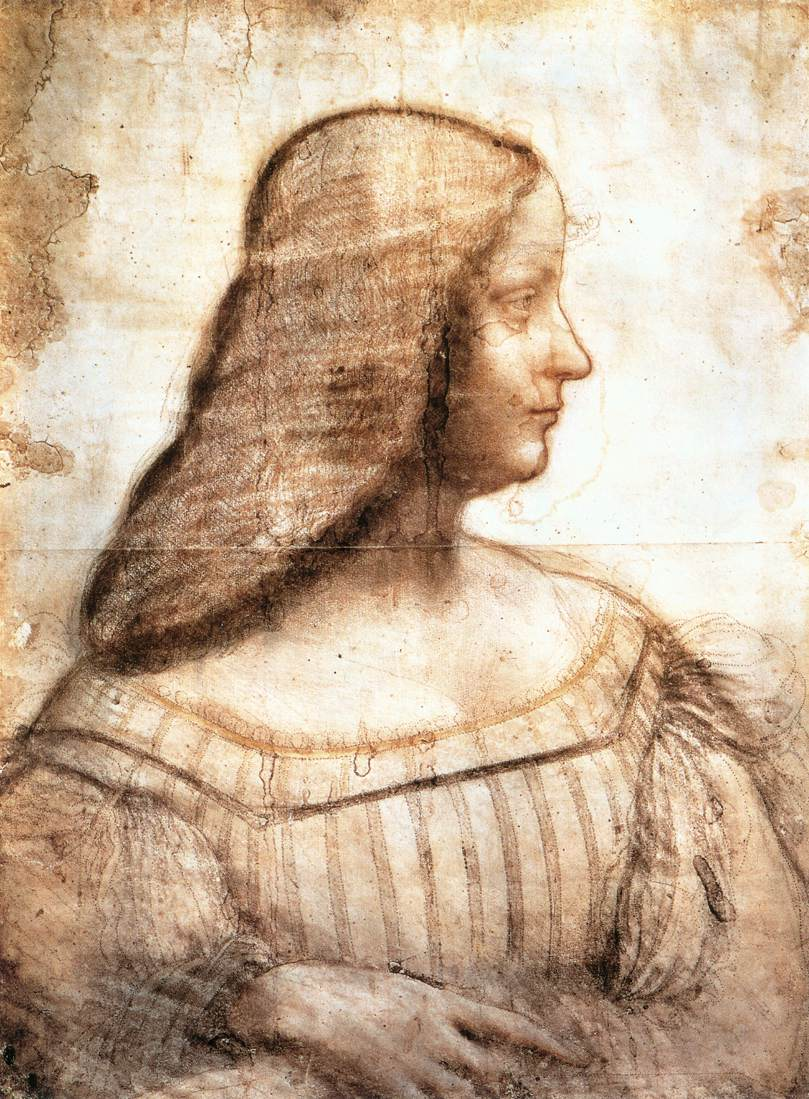
Portret Isabelli d’Este

Po wyjeździe z Mediolanu Leonardo udał się do Mantui, gdzie został przyjęty na dworze Isabelli d’Este, szwagierki Ludwika Sforzy. Uchodziła ona za hojną, ale również rozkapryszoną opiekunkę artystów. Jej pasją było kolekcjonowanie obrazów, głównie własnych portretów. Prawdopodobnie w grudniu 1499 lub na początku 1500 roku Leonardo namalował karton do obrazu Portret Isabelli d’Este. Jest to rysunek wykonany węglem, czarną kredką i pastelem. Właściwego obrazu Leonardo nigdy nie zaczął lub jak sądzi Nicholl nigdy nie ukończył. Na prośbę Isabelli Leonardo sportretował ją w sposób klasyczny. Isabella d’Este, zafascynowana Leonardem, była gotowa przyjąć od niego obraz o innej tematyce. Leonardo uporczywie unikał prośbom Isabelli d’Este, finalnie nie kończąc żadnego obrazu dla niej. Przed wyjazdem z Mantui, Leonardo wykonał kopię kartonu i zabrał go do Florencji; oryginał pozostawił Isabelli d’Este.
W marcu 1500 roku Leonardo wyjechał do Wenecji, gdzie spotkał się z Lorenzo Guznago, muzykiem z Ferrary produkujący instrumenty muzyczne. Z jego listu skierowanego do Isabelli d’Este z 13 marca można wnioskować, że Leonardo nadal pracował nad portretem księżnej, ale już nad jego docelową wersją. W Wenecji zajmował się planami ufortyfikowania rzeki Isonzo wzdłuż wschodniej granicy. Jego system opierał się na palisadach wbitych wzdłuż rzeki. Ponadto zainteresował się drukarstwem. Zlecił wyrycie i wydrukowanie emblematu swojej szkoły. Mimo tych udogodnień trwał w przekonaniu o wyższości obrazu nad drukiem. Z Wenecji Leonardo udał się do Florencji; do której dotarł 24 kwietnia.

#### Życie we Florencji
W czasie jego nieobecności we Florencji nastąpiła diametralna zmiana stosunków politycznych. W 1494 roku wypędzono Medyceuszy. W mieście trwała rewolucja religijna przeciwko Medyceuszom, prowadzona przez zakonnika Girolamo Savonarolę, który objął władzę we Florencji w listopadzie 1494 roku. Wprowadził on drakońskie prawo wymierzone w cudzołożników i homoseksualistów. Po Florencji krążyła policja obyczajowa, złożona z młodych chłopców. Mieszkańcy Florencji początkowo popierali Savonarolę, jednak po kilkunastu miesiącach zwrócili się przeciwko zakonnikowi. Savonarola został aresztowany, po czym powieszono go na głównym placu miasta. W późniejszej historiografii przeciwstawiano sobie Savonarolę i Leonarda. Pierwszy uchodził za ostatnią osobę reprezentującą średniowieczne myślenie, drugi za symbol odrodzenia.
Po powrocie do Florencji Leonardo stanął przed koniecznością odnalezienia się w nowej rzeczywistości. Leonardo pracował jako malarz, w wolnym czasie zajmował się studiami nad anatomią, inżynierią, matematyką i innymi naukami.
Florentyńczycy postrzegali artystę jako dziwacznego, kapryśnego, żyjącego chaotycznie i z dnia na dzień. We Florencji był powszechnie znany. Lubiąc zwracać na siebie uwagę, ostentacyjnie podkreślał swoją odrębność poprzez ubiór. Leonardo wydawał bardzo dużo pieniędzy na ubrania dla siebie i Salaia oraz na książki. W 1504 roku przygotował spis posiadanych ksiąg. Zawierał on sto szesnaście woluminów. Wśród nich znalazły się: Kosmografia Ptolemeusza, trzytomowe tłumaczenie dzieł Euklidesa, pracę poświęconą kwadraturze koła (prawdopodobnie będącą przekładem tekstu Archimedesa), trzy wydania bajek Ezopa, kilka tomików sprośnych wierszy.
Latem 1500 roku Leonardo wyjechał poza miasto. Sporządził wówczas rysunek willi florenckiego kupca Angela del Tovaglia. 11 sierpnia przesłał rysunek markizowi Mantui, Francescowi Gonzaga, w podziękowaniu za gościnę. W tym samym roku Leonardo prowadził konsultacje inżynierskie. W wyniku osunięcia się wzgórza pod kościołem San Salvatore została naruszona konstrukcja budowli. Leonardo zalecił remont systemu odwadniającego i kanałów wodnych. Planiści podjęli 22 marca 1501 roku decyzję o wprowadzeniu pomysłu w życie.
Na początku 1501 roku Leonardo udał się w krótką podróż do Rzymu. Zwiedził wówczas ruiny willi Hadriana w Tivoli oraz Zamek św. Anioła. Sporządził serię szkiców antycznych budynków i rzeźb.
Na początku kwietnia 1501 roku Leonardo spotkał się z wikariuszem generalnym zakonu karmelitów Pietrem Novellarą, który przekazał mu prośby Isabelli d’Este. 29 marca wysłała ona list do duchownego, by ten nakłonił Leonarda do wykonania dla niej obrazu Madonny. Prosiła także o przysłanie drugiego szkicu jej portretu. 3 kwietnia zakonnik odpisał, iż artysta jest pochłonięty studiowaniem geometrii i niewiele czasu poświęca malarstwu. Kolejny list od duchownego z 14 kwietnia zawierał informacje, iż Leonardo ustosunkował się przychylnie do pomysłu Isabelli. Obiecał wykonać dzieło zaraz po ukończeniu wykonywanego wówczas dla Roberta Florimonda obrazu Madonna z kądzielą. W lipcu markiza napisała jeszcze jeden list do Leonarda, wymuszając na artyście rozpoczęcie prac nad zleconym dziełem. Tym razem jej posłańcem był Manfredo de’Manfredi. W odpowiedzi z 31 lipca wysłannik stwierdził, że ze słów Leonarda wynika, iż rozpoczął już prace. W maju 1502 roku Leonardo wyceniał antyczne wazy na życzenie Izabelli.
W latach 1500–1506 Leonardo pracował nad obrazami: Leda z łabędziem, Madonna z kądzielą, Zbawiciel świata, Maria Magdalena, Herkules i lew nemejski, Neptun i konie morskie, Madonna z Dzieciątkiem i św. Janem, Neptun i Herkules, Anioł zwiastujący oraz nad kartonami Święta Anna Samotrzecia i Bitwa pod Anghiari.

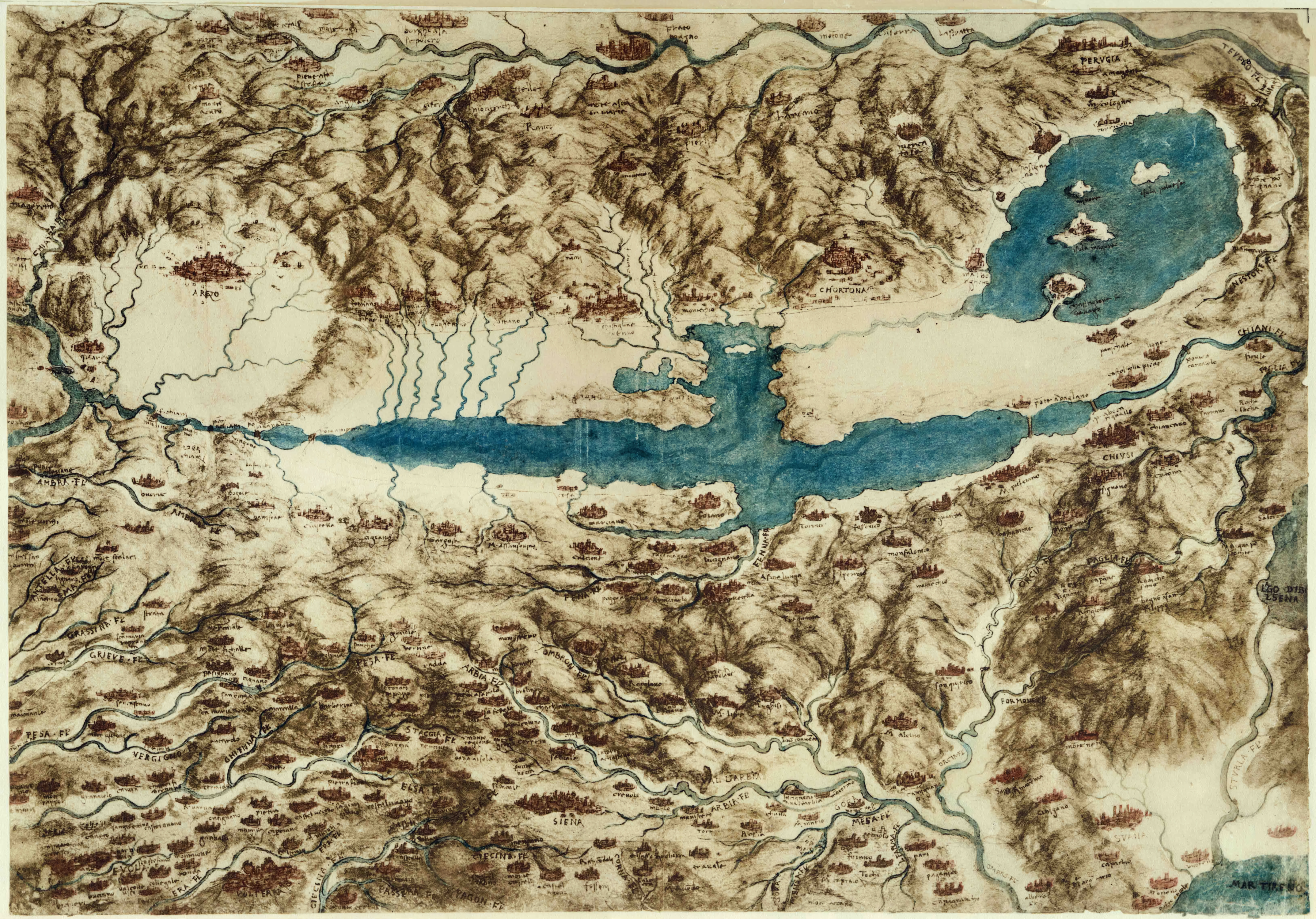
Widok Val di Chiana z lotu ptaka

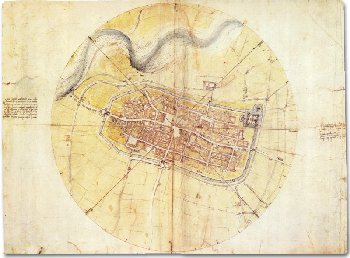
Plan twierdzy Imoli

#### Praca dla Cezara Borgii
Od 1502 do 1503 roku Leonardo pracował dla Cezara Borgii, jako Prestantissimo e Dilettissimo Familiare Architetto e Ingenere Generale (pol. Nadworny i Ukochany Architekt Rodzinny oraz Inżynier Generalny). Według jednej z hipotez Leonardo był dla Florentyńczyków szpiegiem na dworze Borgii. Leonardo podróżował po strefie wpływów Borgii. Początkowo wyjechał do Piombino, gdzie prawdopodobnie sporządzał notatki na temat fortyfikacji i portu. Następnie udał się do Urbino, do którego dotarł pod koniec lipca. Spotkał się ponownie ze Sforzą, a następnie wyruszył w rekonesans po wschodnich posiadłościach księcia. Odwiedził Pesaro (1 sierpnia), Rimini (8 sierpnia) i Cesenę (10 sierpnia). Tam Leonardo rozważał wykorzystanie nieznanych jeszcze we Włoszech wiatraków, ze względu na płaskie ukształtowanie terenu. 18 sierpnia wystawiono w Pawii dokument zapewniający Leonardowi swobodę podróżowania po włościach Borgii oraz pokrycie wydatków jego i pomocników. 6 września Leonardo wykonał szkic zatoki i kanału w Porte Cesenatico nad Morzem Adriatyckim, potrzebny do projektów fortyfikacyjnych, w które się angażował. 11 października był obecny przy zdobyciu Fossombrone przez Borgię. W czasie wypraw Leonardo przygotował precyzyjne rysunki topograficzne związane ze strategią wojskową.
Pod koniec lata Leonardo przeniósł się do Imoli, gdzie mieszkał w twierdzy u osiadłego tam tymczasowo Il Valentino. 7 października przybył tam Niccolò Machiavelli, wysłany na pertraktacje z księciem. W czasie jego trzymiesięcznego pobytu między politykiem a artystą nawiązały się serdeczne stosunki. Leonardo sporządzał szczegółowe plany fortecy Imoli (według innego źródła głównym autorem planu jest Danesio Maineri, a Leonardo przygotował tylko dodatki). Podróże w 1502 roku owocowały ogromną liczbą map, m.in.: mapy doliny Val di Chiana z lotu ptaka, czy też dróg i strumieni w okolicach Castiglione i Montecchio. Na początku 1503 roku da Vinci udał się z Borgiem do Sieny, którą władca zajął. Artysta, starając się odwieść myśli od spraw politycznych i wojskowych, zainteresował się architekturą miasta. W marcu Leonardo da Vinci powrócił do Florencji.

#### List do sułtana
W 1952 roku w Archiwum Państwowym w Muzeum Topkapı w Stambule znaleziono dokument podpisany: kopia listu, który niewierny imieniem Lionardo przysłał z Genui. Leonardo oferuje w liście swoje usługi inżynierskie sułtanowi Bajazydowi II m.in. młyn nienapędzany wodą, pompę wyciągająca wodę ze statków oraz wybudowanie mostu łączącego Stambuł z Galaty. Projekty oferowanych pomysłów można znaleźć w notatkach Leonarda, które sporządzał w latach 1502–1503. W notesie znajduje się rysunek mostu z objaśnieniem: Most z Pery do Konstantynopolu, szerokości 600 braccia, wysokości 70 braccia nad powierzchnią wody, długości 600 braccia, z czego 400 braccia nad morzem, 200 lądem tak by stał na podporach. Pomiary zgadzają się z faktyczną szerokością Złotego Rogu. W 1503 roku Leonardo był w Rzymie podczas wizyty sułtana u papieża Aleksandra VI i jak przypuszcza Nicholl mogła wówczas paść propozycja zatrudnienia włoskiego inżyniera do realizacji takich planów. Według Vasariego pomysłem tym interesował się również Michał Anioł.
Pomimo powszechnego przekonania, brakuje dowodów na to, że w latach 1502–1503 Leonardo odwiedził Konstantynopol.

#### Powrót do Florencji
Jego oszczędności malały z dnia na dzień i nie mógł już mieszkać u zakonników. Prawdopodobnie za sprawą Machiavellego otrzymał zaproszenie do uczestniczenia w projekcie zmiany biegu rzeki Arno. Według Jonesa Leonardo nie był pomysłodawcą tego przedsięwzięcia, choć notatka na ten temat znajduje się w Kodeksie Madryckim II. W rzeczywistości chodziło o dwa osobne projekty: pierwszy miał na celu zmianę koryta, by odciąć wrogiemu miastu Pizie dostęp do morza, drugi natomiast zakładał regulację rzeki tak, by stała się tam możliwa żegluga. 21 czerwca 1503 roku, po zajęciu twierdzy La Verruca przez wojska florenckie dwa dni wcześniej, do twierdzy przyjechał Leonardo da Vinci i dokonał rekonesansu. 22 lipca ponownie przyjechał na miejsce przedstawiając szkic dolnego biegi Arno i projekty. Rzeka Arna miała być skierowana na południe, do mokradeł pod Livoro; bieg miały zawrócić jazy ustawione na długim na milę i głębokim na 10 metrów kanale rozwidlającym się na dwa mniejsze. Do tego celu Leonardo zaprojektował żuraw do kopania kanałów, który miał skrócić czas potrzebny do usunięcia ziemi wydobytej podczas kopania kanału. Rysunek koparki znajduje się w Kodeksie Atlantyckim. Realizację projektu rozpoczęto 20 sierpnia 1504 roku, ale nad jego realizacją miał czuwać niejaki Colombino. Po dwóch miesiącach projekt prace wstrzymano; projekt okazał się kompletnym fiaskiem. Niccolò Machiavelli konsultował się z Leonardem w sprawie prac. W efekcie władca Florencji ostrzegł inżyniera nadzorującego prace, że łożysko kanału jest płytsze od łożyska rzeki, co może przyczynić się do niepowodzenia. Uwaga została zignorowana. Na początku października doszło do osunięcia ścian kanałów i zalania pobliskich gospodarstw. Główny bieg rzeki nie uległ zmianie.
Pod koniec października 1504 roku Leonardo udał się do Piombino, gdzie jako doradca inżynieryjny Machiavellego miał opracować metody osuszenia moczarów oraz budowy okrągłej fortecy.
9 lipca 1504 roku zmarł ojciec Leonarda, ser Piero da Vinci. Nie otrzymał po nim żadnego spadku. W sierpniu 1504 roku opuścił Florencję i wyjechał do Vinci, gdzie 12 sierpnia wuj Francesco sporządził testament, w którym przekazywał mu część nieruchomości w Vinci. Czyn ten naruszył umowę z ser Pierem, według której majątek Francesca po jego śmierci miał przypaść ser Pierowi i jego prawowitym potomkom. Podczas pobytu w Vinci Leonardo sporządził szkic wzgórz Mont’Albano oraz rysunek tłoczni oliwy. Z Vinci Leonardo pojechał do Piombino, gdzie przebywał w listopadzie 1504 roku, a następnie powrócił do Florencji.
W drugiej połowie maja 1506 roku rząd Florencji wyraził zgodę na wyjazd Leonarda do Mediolanu. W poświadczonym notarialnie dokumencie z 30 maja Leonardo zobowiązał się do powrotu pod groźbą grzywny. Poręczycielem Leonarda da Vinci był Leonardo Bonafé, dyrektor banku, w którym Leonardo trzymał oszczędności. Leonardo miał tu zostać tylko trzy miesiące, gdyż rajcowie z Florencji domagali się ukończenia Bitwy pod Anghiari. Pretekstem do wyjazdu były nieustanne spory związane z Madonną wśród skał. Leonardowi i Ambrogiowi de Predis po oddaniu dzieła nie wypłacono całej należnej kwoty honorarium. Złożyli nawet skargę do Ludwika XII, lecz wszczęta w tej sprawie rozprawa zakończyła się dla nich niekorzystnie. Obraz uznano za niedokończony i nakazano Leonardowi jego ukończenie w ciągu dwóch lat.

#### Dzieła i inne prace z II okresu floreńskiego

##### Madonna z kądzielą

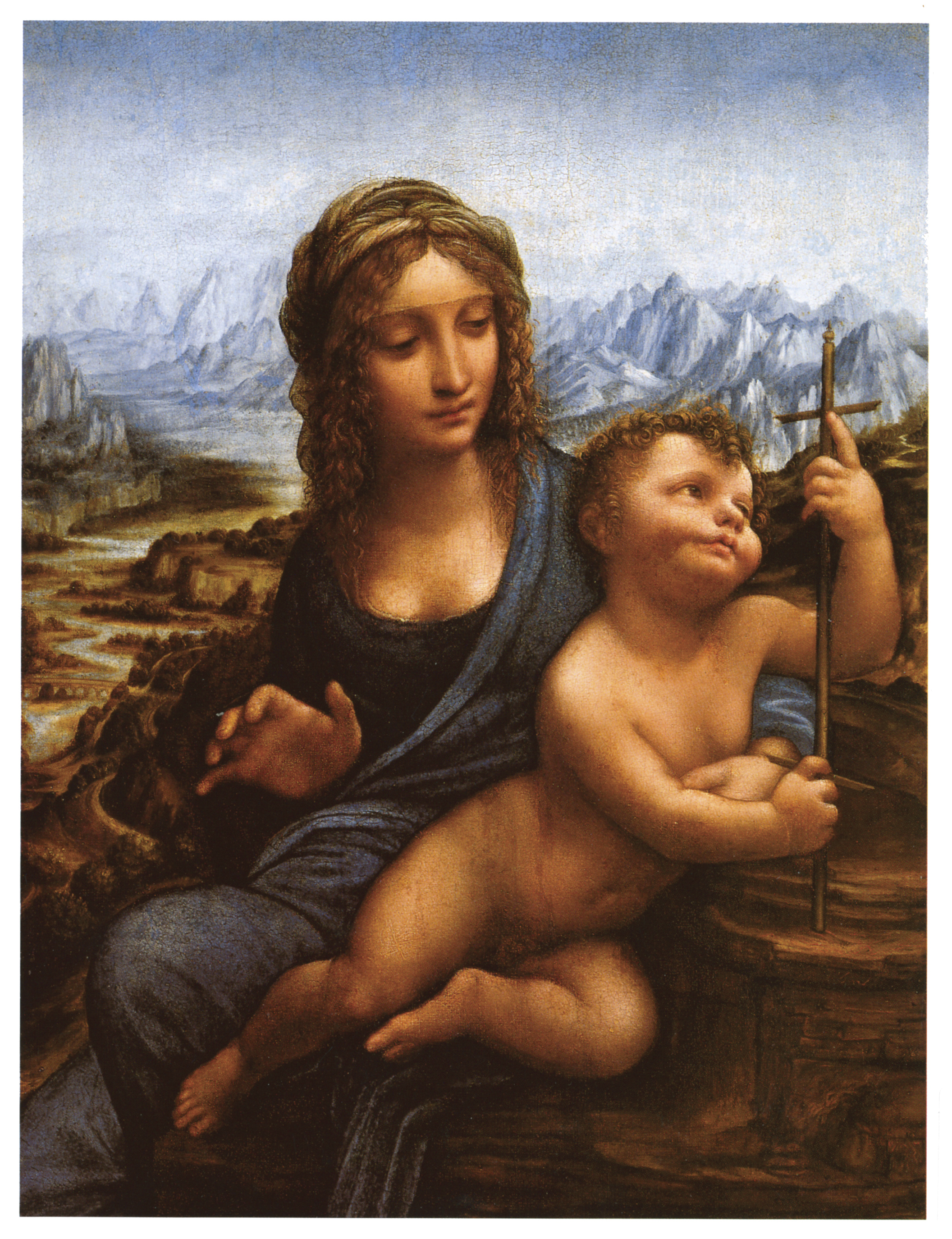
Madonna z kądzielą (wersja znana jako Madonna Lansdowne)

Madonna z kądzielą przedstawia Madonnę siedzącą tak, jakby zabierania się do uwinięcia przędzy na kądziel. Dziecko opiera stopę o koszyk z przędzą i z kądzielą w rączkach. Kądziel ma kształt krzyża. Dziecko uważnie przypatruje się kądzieli, ściska ją tak, jakby nie chciał jej oddać matce. Obraz doczekał się około czterdziestu wersji wykonanych przez Leonarda lub jego uczniów i naśladowców. Nadal są spory co do autorstwa poszczególnych wersji obrazu. Leonardo prawdopodobnie namalował wersje znane jako Madonna Buccleuch i Madonna Lansdowne. Jeden z obrazów otrzymał król Francji w 1507 roku.

##### Bitwa pod Anghiari

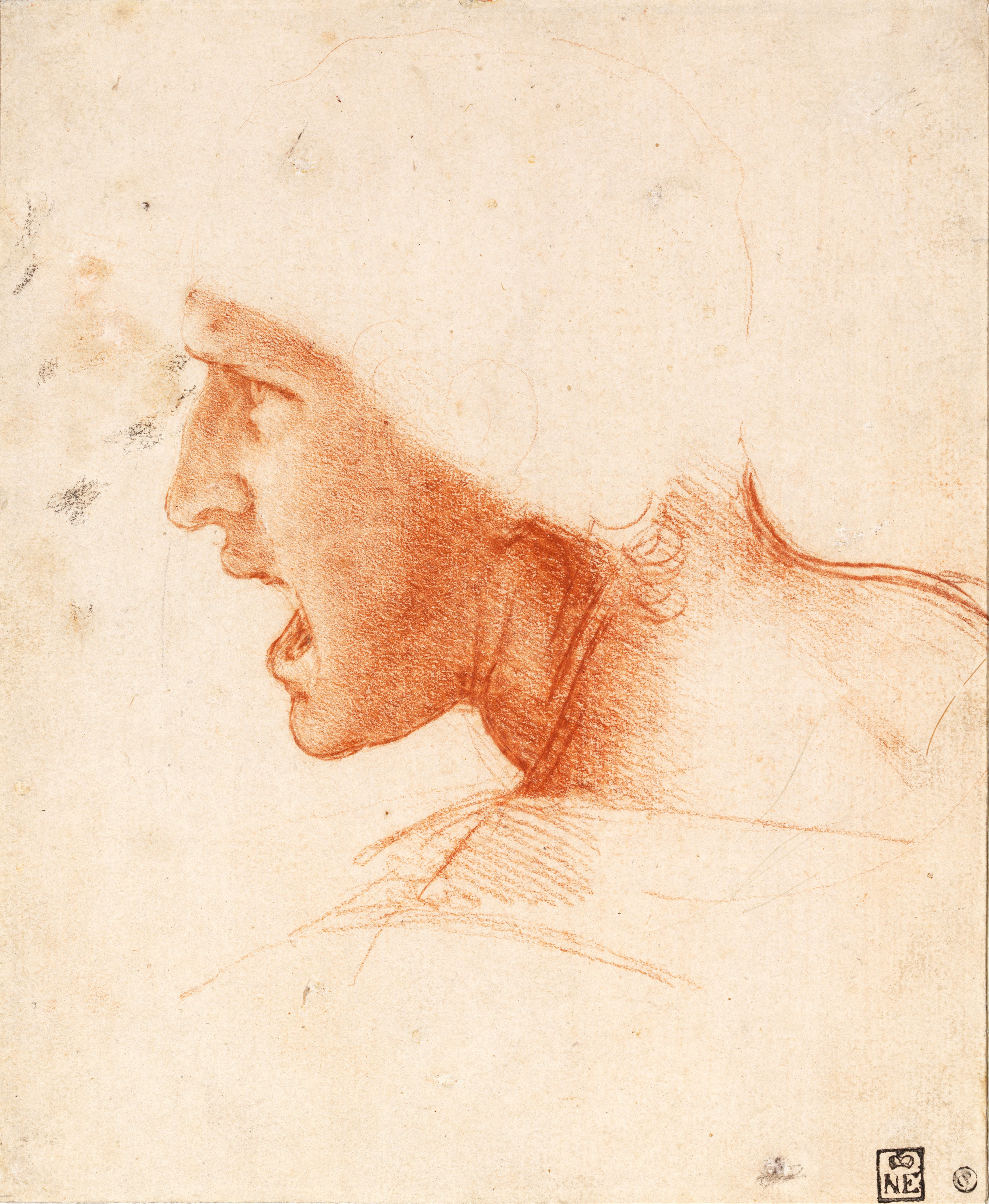
Szkic twarzy wojownika do obrazu Bitwa pod Anghiari (1503)

W 1503 roku, w październiku, Leonardo dostał zlecenie ozdobienia malowidłem ściennym ściany Sali Wielkiej Rady w Palazzo Vecchio. Obraz miał przedstawić bitwę pod Anghiari. Na czas potrzebny do wykonania prac, 24 października otrzymał do dyspozycji pomieszczenia w klasztorze i dostęp do kościoła dominikanów Santa Maria Novella. Leonardo miał tam mieszkać na koszt państwa. Podczas prac nad obrazem stał się nieświadomie konkurentem dwudziestoośmioletniego Michała Anioła, który otrzymał zlecenie na namalowanie drugiego fresku, na przeciwległej ścianie, w tej samej sali. Był on już powszechnie znanym artystą, głównie za sprawą Piety. Osiadł we Florencji w tym samym czasie co Leonardo. Cieszył się sławą wybitnego rzeźbiarza, jednak uchodził za człowieka przewrażliwionego na swoim punkcie. Michał Anioł jako awanturujący się i niezbyt atrakcyjny rzeźbiarz zaniedbujący higienę osobistą uchodził za zupełne przeciwieństwo starszego o ponad 20 lat Leonarda. Gdy Leonardo malował Bitwę pod Anghiari, Michał Anioł pracował nad Bitwą pod Casciną.
Mając w pamięci kampanię Cezara Borgii oraz oblężenie Mediolanu, Leonardo chciał ukazać bitwę w sposób ekscytujący i równocześnie odrażający, pokazując okrucieństwo konfliktu zbrojnego. Fresk miał zająć prawie jedną trzecią długości pięćdziesięciometrowej ściany w sali obrad Wielkiej Rady. Centralnym punktem fresku miała być walka o sztandar. W weneckiej Gallerie de’Accademia zachowały się trzy kartki ze szkicami do fresku. W maju 1504 roku Leonardo, podpisał nowy kontrakt w sprawie wykonania fresku. Nowa umowa zakładała, że malarz ukończy obraz do lutego 1505 roku. Za niewywiązanie się z umowy Leonardo miał zwrócić otrzymane wynagrodzenie oraz zrzec się praw do wykonanej części prac. Prace nad obrazem się przeciągały, w czerwcu 1505 roku niegotowy fresk omal nie został zniszczony przez ulewę. Inną trudnością była słaba przyczepność farb do ściany, wynikająca ze stosowania opracowywanych przez Leonarda nowych technik nakładania farby. Leonardo porzucił pracę nad obrazem wiosną 1506 roku. Pół wieku później malowidło zostało zniszczone. Michał Anioł również nie ukończył malowidła. Bitwa pod Anghiari jest znana z licznych kopii, m.in. autorstwa Petera Paula Rubensa z 1603 roku.

##### Mona Lisa

Mona Lisa

W 1503 roku Leonardo rozpoczął pracę nad Mona Lisą. Według powszechnych przekazów portret ma przedstawiać żonę kupca Francesco del Giocondy, Lisę z domu Gherardini. Taki opis przedstawił Giorgio Vasari: Dla Francesca del Giocondo namalował portret jego żony, pani Lisy; pracował nad nim cztery lata i nie skończył. Z tego opisu pochodzi jego powszechna nazwa: Mona Lisa choć we Włoszech obraz znany jest jako La Gioconda a we Francji La Jaconde, czyli wesoła kobieta, figlarka, trefnisia. Do dziś biografowie i historycy sztuki różnie identyfikują postać kobiety. Francesco del Gioconda był handlarzem sukien jedwabnych, a według późniejszych ustaleń sprowadzał cukier z Madery, skóry z Irlandii oraz prawdopodobnie mógł handlować niewolnikami. Francesco zamówił obraz z okazji narodzin ich syna Andrei i przeprowadzki do nowego domu.
Mona Lisa jest przedstawiona w dwóch trzecich, zwraca się do widza. Na włosach ma cienki woal. Jej uśmiech odpowiada ówczesnemu poglądowi na temat kobiecego wdzięku. Jej ciemna suknia jest pokryta haftem i marszczeniem. Pierwszy plan i krajobraz w oddali łączy balustrada z filarkami. Po lewej stronie jest droga, po prawej wyschnięte koryto rzeki. Wrażenie trójwymiarowości wywołuje zastosowany światłocień na twarzy i dłoniach.
Mona Lisa, Bitwa pod Anghiari i Święta Anna Samotrzeć stały się inspiracją dla Rafaela Santiego, który w oparciu o te obrazy wypracował własną formę, którą stosował w następnych latach, np. na obrazach Madonna Terranuova, Piękna Ogrodniczka i Święta Katarzyna Aleksandryjska, a w późniejszym okresie na Portrecie kardynała i Portrecie Tommasa Inghiramiego.
Mona Lisa stanowi najpopularniejszy obraz Leonarda i doczekała się wielu interpretacji.

##### Michał Anioł i rzeźba Dawida

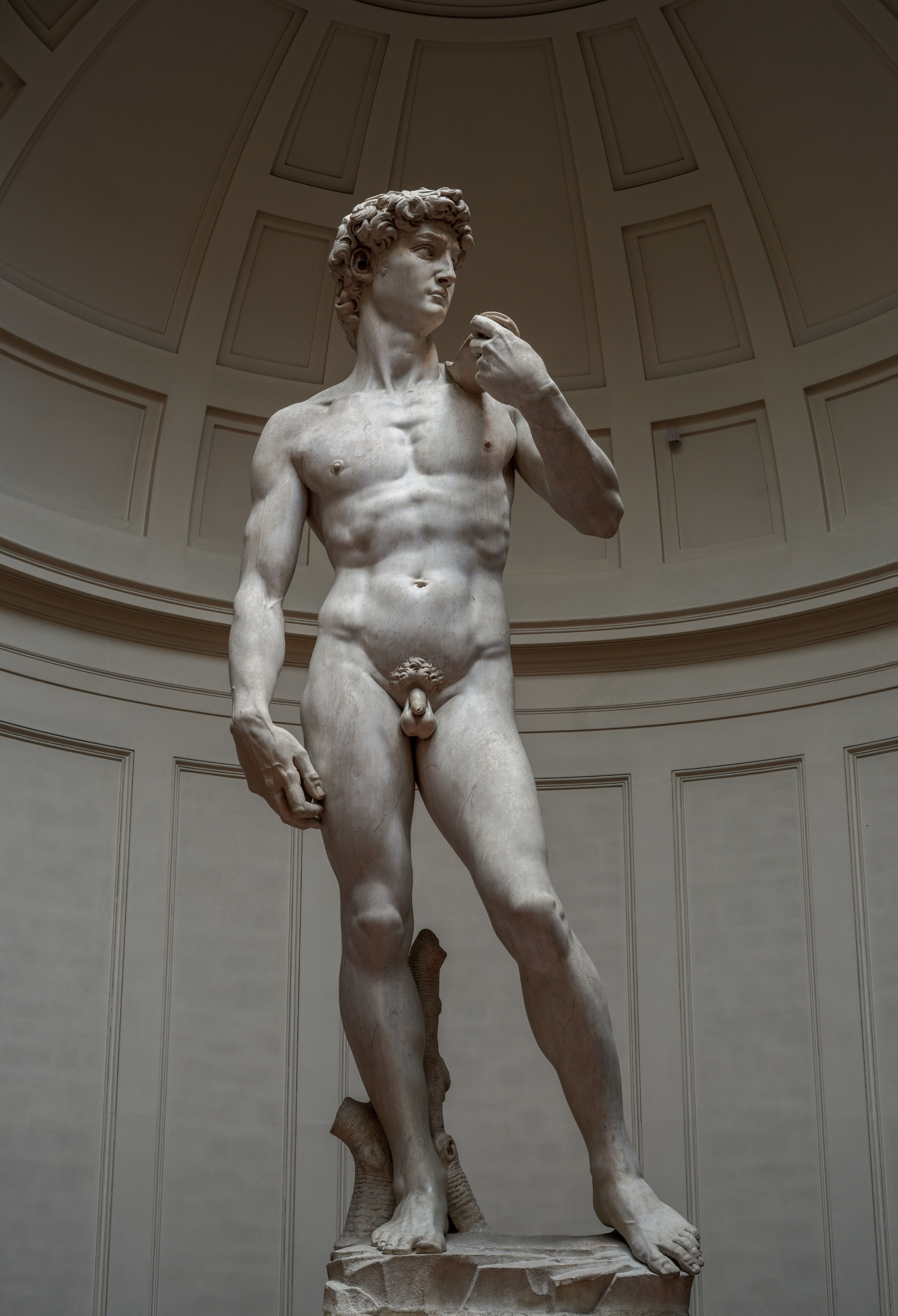
Dawid Michała Anioła

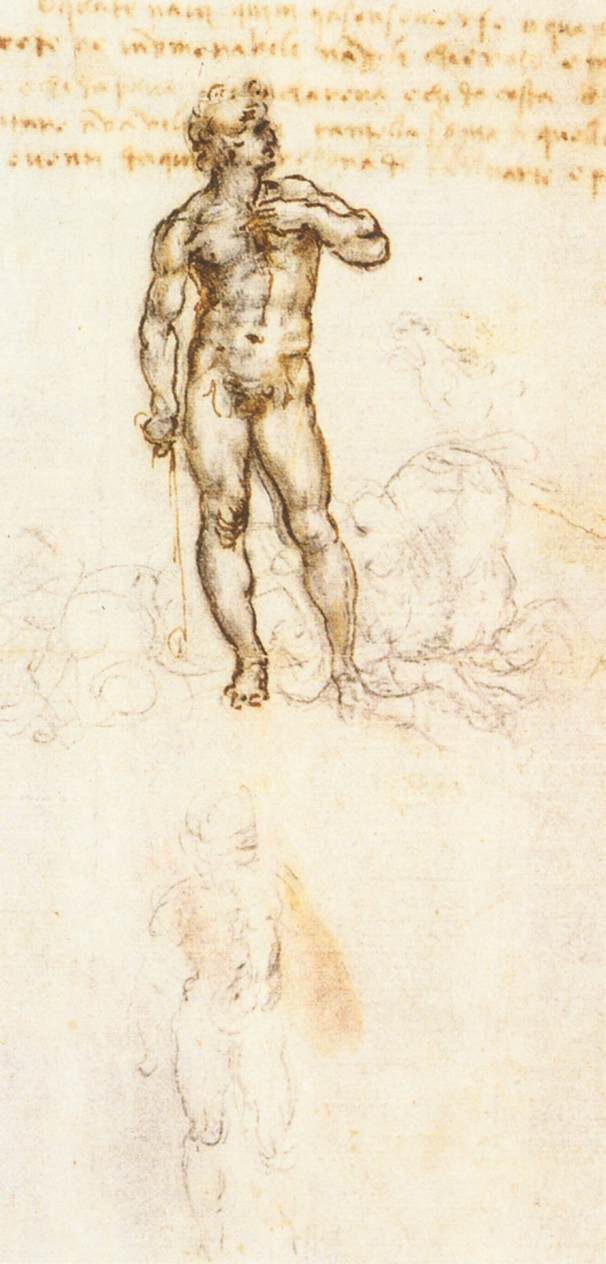
Rysunek według Dawida, 1504

25 stycznia 1504 roku zarząd katedry Santa Maria del Fiore zorganizował zebranie w sprawie podjęcia decyzji o umiejscowieniu posągu Dawida autorstwa Michała Anioła. W trzydziestoosobowej komisji znalazł się Leonardo da Vinci. Sugerował, by umieścić posąg w Loggi dei Lanzi, naprzeciw pałacu Vecchio Jego zdaniem dzięki tej lokalizacji rzeźba nie przeszkadzałaby podczas uroczystości miejskich. Zdania Leonarda nie wzięto pod uwagę. 14 maja posąg stanął przed głównym wejściem do pałacu Vecchio. Rywalizacja pomiędzy Leonardem a Michałem Aniołem przerodziła się w publiczną awanturę, opisaną przez Anonima Gaddianę. Według historii Leonardo w pobliżu Pancaccia degli Spini został zaczepiony przez grupę dyskutującą nad fragmentem jednego z dzieł Dantego. Grupa poprosiła o Leonarda o pomoc. W tym samym czasie w pobliżu przechodził Michał Anioł. Leonardo odpowiedział dyskutującym, że Michał Anioł będzie w stanie im pomóc. Michał Anioł, odbierający zawołanie Leonarda za obrazę, odparł zagniewany, że sam powinien wyłożyć fragment oraz przypomniał historię pomnika konia. Przytoczenie nieudanego przedsięwzięcia miało zasmucić Leonarda. Według innej relacji Michał Anioł chcąc zaatakować Leonarda miał zadać pytanie: I te mediolańskie osły uwierzyły w ciebie? Według Kennetha Clarka niechęć pomiędzy Leonardem da Vinci a Michałem Aniołem wynikała z ich zupełnie innych światopoglądów. Leonardo uchodził za racjonalistę, podczas gdy Michał Anioł był człowiekiem głęboko wierzącym.

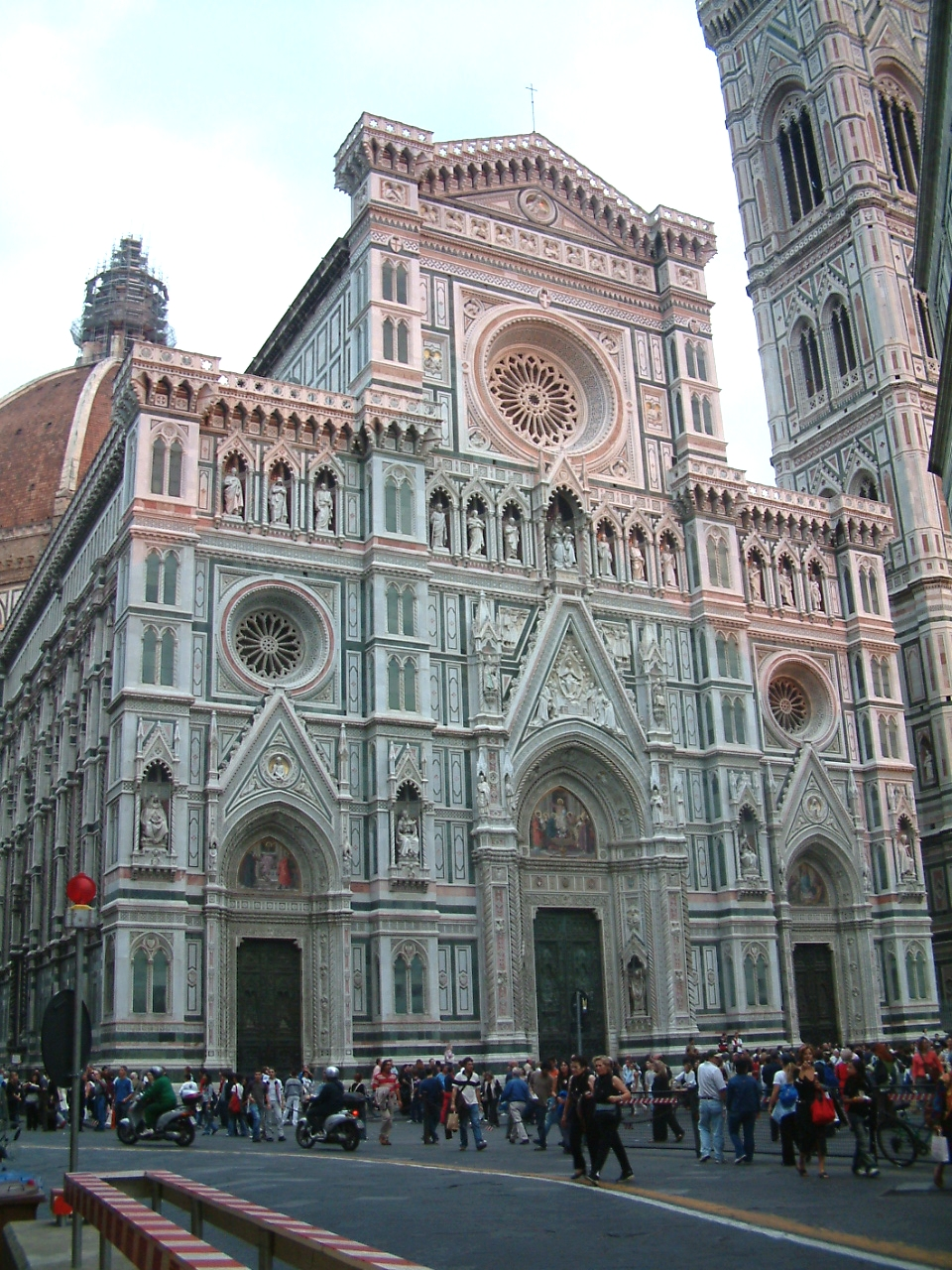
Katedra Santa Maria del Fiore

### II okres mediolański
W 1506 roku przeniósł się do Mediolanu, gdzie został przyjaźnie powitany przez namiestnika Charles’a d’Amboise, który darzył artystę wielkim podziwem. Namiestnik napisał: Pokochaliśmy go, zanim poznaliśmy osobiście, a teraz, gdy mamy go przy sobie i z doświadczenia możemy mówić o jego rozlicznych talentach, zaprawdę widzimy, że imię Leonarda, choć już słynne dzięki malarstwu, nie otrzymało należnej pochwały z racji wielu innych posiadanych przezeń przebogatych darów.
Leonardo był honorowym gościem na zamku, jednakże w napisanym później liście wysunął prośbę o kwaterę w mieście. Dla d’Amboise rozpoczął przygotowania do budowy jego letniej rezydencji na zewnątrz Porta Venezia, między dwiema małymi rzekami Nirone i Fontelunga. Leonardo sporządził szkice willi i ogrodu z fontanną i wiatrakiem.
Po upływie trzech miesięcy Leonardo nie chciał powrócić do Florencji zgodnie z umową. 18 lipca Karol Amboise napisał list do Signorii z prośbą o możliwość przedłużenia pobytu Leonarda da Vinci w Mediolanie pod pretekstem ukończenia rozpoczętych dla niego prac nad zbudowaniem letniej willi. Prośbę wsparł oficjalny list wicekanclerza Gefroi Carlesa, który prosił o przedłużenie urlopu artysty o miesiąc i zobowiązywał się, iż powróci on w wyznaczonym terminie. Signoria w liście z 28 sierpnia przystała na warunki, jednakże Leonardo nie wyjechał pod koniec września do Florencji. 9 października gonfalonier Piero Soderini napisał do namiestnika list ze skargą. D’Amboise odpisał dopiero 16 grudnia, przyrzekając, iż nie zatrzyma Leonarda w Mediolanie, przy czym skarcił Soderiniego za nieumiejętność zapewnienia artyście optymalnych warunków dla rozwoju jego talentu.
W tym samym czasie ambasador Francesco Pandolfini otrzymał od króla Francji Ludwika XII wiadomość, iż zachwycił go obraz Madonna z kądzielą i pragnie, by artysta stworzył dla niego jakieś dzieło. W wysłanym 14 stycznia 1507 roku liście do Signorii jego zachcianka przybrała formę żądania. W odpowiedzi z 22 stycznia władze wyraziły zgodę na pozostanie Leonarda w Mediolanie.
W lutym da Vinci towarzyszył namiestnikowi w czasie zdobywania Baiedo. Stworzył wówczas projekty nowego kościoła Santa Maria della Fontana, który miał zostać wzniesiony w Mediolanie. 20 kwietnia otrzymał list od Charles’a d’Amboise adresowany do skarbników księstwa, gdzie książę przywraca mu na własność winnicę, zagarniętą po wkroczeniu wojsk francuskich do Mediolanu w 1500 roku. Pod koniec kwietnia do Mediolanu przybył król Ludwik XII. Leonardo przygotował plastyczną oprawę uroczystości jego wjazdu do miasta. Król zachwycony kreatywnością artysty w nagrodę przyznał mu dożywotnio dochody z opłat wnoszonych przez użytkowników Naviglio di San Cristofano, odcinka kanałów miejskich.
W kwietniu 1507 roku Ambrogio i Leonardo przystąpili do ukończenia Madonny wśród skał. Latem tego samego roku doszło między nimi do konfliktu prawdopodobnie na tle podziału wypłaty. Poprosili o rozstrzygnięcie sporu dominikanina Giovanniego de Pagnanis, jednakże do tego czasu doszli do porozumienia. Obraz był już pewnie ukończony. 26 sierpnia zleceniodawcy wypłacili im połowę honorarium. Odebrał ją Amborgio, da Vinci przebywał wówczas we Florencji.
Krótko po tym wydarzeniu Leonardo poznał czternastoletniego wówczas Francesca Melzi, który stał się początkowo jego uczniem, a następnie skrybą, kopistą i osobistym sekretarzem Leonarda. Melzi towarzyszył Leonardowi do końca jego życia, był jego spadkobiercą i głównym dysponentem jego rękopisów, które w dużej mierze dzięki niemu przetrwały do obecnych czasów.

#### Spory majątkowe
Do Florencji da Vinci wyjeżdżał jedynie w celu uregulowania sporów majątkowych z przyrodnimi braćmi. Pierwszy wyjazd miał miejsce w połowie 1507 roku. Po śmierci wuja Francesca, w sądzie toczył się spór o jego majątek. Prawowici potomkowie ser Piera da Vinci starali się podważyć testament stryja na podstawie naruszonej umowy z ich ojcem. 26 lipca król Francji wysłał list z prośbą o interwencję na korzyść artysty, natomiast 15 sierpnia Charles d’Amboise wysłał list do Florencji z prośbą do władz o przyspieszenie procesu oraz zapowiedzią szybkiego przybycia Leonarda w celu uregulowania sprawy. Rozpatrzeniem sprawy zajął się ser Rafaello Hieronim. 18 lipca da Vinci napisał do Soderiniego, by wymógł od Rafaela zakończenie procesu do 1 listopada, jednakże nie nastąpiło to tak szybko. W innym z listów pojawia się spór o posiadłość zwaną Il Botro, przepisaną na Leonarda.
Leonardo po przybyciu do Florencji z Salaiem zatrzymał się w Palazzo Martelli u mecenasa sztuki Piera di Braccia Martellego przy Via Larga. Tam poznał bliżej i zapałał sympatią do Giovanniego Francesca Rusticiego. Owocem ich znajomości była rzeźba grupowa Św. Jan nawracający lewitę i faryzeusza. Od 22 marca w przerwach między rozprawami da Vinci zaczął porządkowanie swoich notatek. W tym samym czasie Leonardo prowadził badania anatomiczne; najbardziej interesował go układ krążenia. Podczas tych badań stworzył wiele szkiców i rysunków przedstawiających części ciała, ludzkie mięśnie, płuca, narządy brzuszne, a nawet genitalia kobiece Wykonywał sekcje zwłok w szpitalu przy Santa Maria Nuova we Florencji, gdzie przez pewien czas mieszkał.

#### Studia naukowe
W kwietniu 1508 roku Leonardo powrócił do Mediolanu. Zamieszkał w parafii kościoła Santa Babila przy ulicy Porta Orientale i otworzył tam pracownię. W tym okresie Leonardo dopracowywał wcześniej rozpoczęte obrazy: Święta Annę Samotrzeć, Mona Lisę oraz Ledę z łabędziem. Stworzył wówczas rysunek do Świętej Anny Samotrzeć tzw. karton z Burlington House (obecnie znajdujący się w National Gallery w Londynie) o ogromnych wymiarach 140 × 104,5 cm przedstawiający cztery wypełniające całą przestrzeń postacie. Dodatkowo Leonardzo sporządził wiele innych pomniejszych rysunków i studiów. Na podstawie tego kartonu nigdy nie powstał obraz. Ten, który wisi w Luwrze pochodzi z lat późniejszych (z ok. 1510-1511). Drugim obrazem nad którym pracował Leonardo w tym okresie była Leda z łabędziem, która według Nichollsa nigdy nie wyszła poza etap kartonu. Do innych prac z tego okresu można zaliczyć szkice do nagrobnego pomnika konnego Giangiacoma Trivia.
II okres mediolański był bardzo aktywnym okresem w życiu Leonarda, który poza sztuką pogłębiał wiedzę na temat innych dziedzin życia. Prócz wspomnianej anatomii, od 12 września do października 1508 roku prowadził intensywne zapiski w notesie opatrzonym tytułem O świecie i jego wodach. W nim oddawał się studiom nad hydrologią, a na innych kartach zapisywał swoje spostrzeżenia na temat optyki, geometrii, geologii oraz zagadnieniu wzroku.
Leonardo zajmował się także przygotowywaniem dekoracji na przedstawienia teatralne, festyny i inne widowiska, sporządził również trzy emblematy. Pod koniec 1509 roku Leonardo poznał pracującego na Uniwersytecie w Pawii lekarza i anatoma Marcantonia della Torre. Wraz z nim Leonardo prowadził szerokie badania anatomiczne. W wyniku współpracy powstały liczne rysunki anatomiczne, które miały zostać wydane w formie traktatu. Znajomość przerwała nagła śmierć della Torre w 1511 roku. Tego samego roku, 10 marca zmarł protektor artysty, Charles d’Amboise. Leonardo dalej otrzymywał pensję z królewskiej kasy, ale nie dostawał już hojnych darów tak jak wcześniej otrzymywał je od Charlesa.
W tym samym roku Leonardo wyjechał z miasta w góry, w rejon La Brianza, prawdopodobnie z misją o charakterze militarnym. Tam wykonał serię rysunków poświęconych tamtejszym rzekom oraz sporządził mapy lombardzkich dróg rzecznych z naciskiem na dorzecze Addy i Naviglio Martesany. Prace te zostały opublikowane w rękopisie paryskim G i Kodeksie Atlantyckim. Fragmenty krajobrazów, które Leonardo obserwował podczas tej podróży, można dostrzec na późniejszych obrazach: pt. Święta Anna Samotrzecia i Św. Jan Chrzciciel. 16 grudnia szwajcarscy żołnierze w służbie Świętej Ligi ostrzelali miasteczko Desio. Leonardo utrwalił i to wydarzenie na rysunku.
W stoczonej między Francuzami a Świętą Ligą, 11 kwietnia 1512 roku, bitwie pod Rawenną zginął namiestnik Mediolanu Gaston de Foix. Pomimo zwycięstwa Francuzów, ich władza w Lombardii mocno osłabła, a pod koniec roku Sforzowie znów przejęli władzę w Mediolanie. 29 grudnia Massimiliano Sforza i Cesare wjechali tryumfalnie do miasta; Leonardo wyjechał z Mediolanu. Większość tego okresu spędził w Villa Melzi, wiejskim domu Girolama Melziego w pobliżu wsi Vaprio d’Adda. Z okresu pomiędzy 18 grudnia 1511 roku a 9 stycznia 1513 roku nie zachowały się żadne datowane notatki na temat działalności Leonarda. W Villa Melzi Leonardo poświęcił się studiowaniu hydrologii i anatomii, zajął się także upiększeniem domu. 5 stycznia 1513 położony kilka kilometrów dalej zamek w Trezzo został ostrzelany przez Wenecjan. Leonardo sporządził rysunek tego zdarzenia.
Na początku 1513 roku Leonardo przybył do Mediolanu, gdzie zamieszkał u Prevostina Violi. Latem artysta otrzymał zaproszenie od Giuliano de’ Medici do Rzymu i ofertę ponownej współpracy z rodem Medicich. 24 września artysta wyjechał z Mediolanu wraz z pięcioma uczniami. Wyruszyli na południowy wschód drogą Via Emilia – przez Lodi, Piacenzę, Parmę, Regio Emilia, Modenę i Bolonię i skierowali się na południe, podróżując przez Apeniny.

#### Dzieła i inne prace z II okresu mediolańskiego

##### Leda z łabędziem

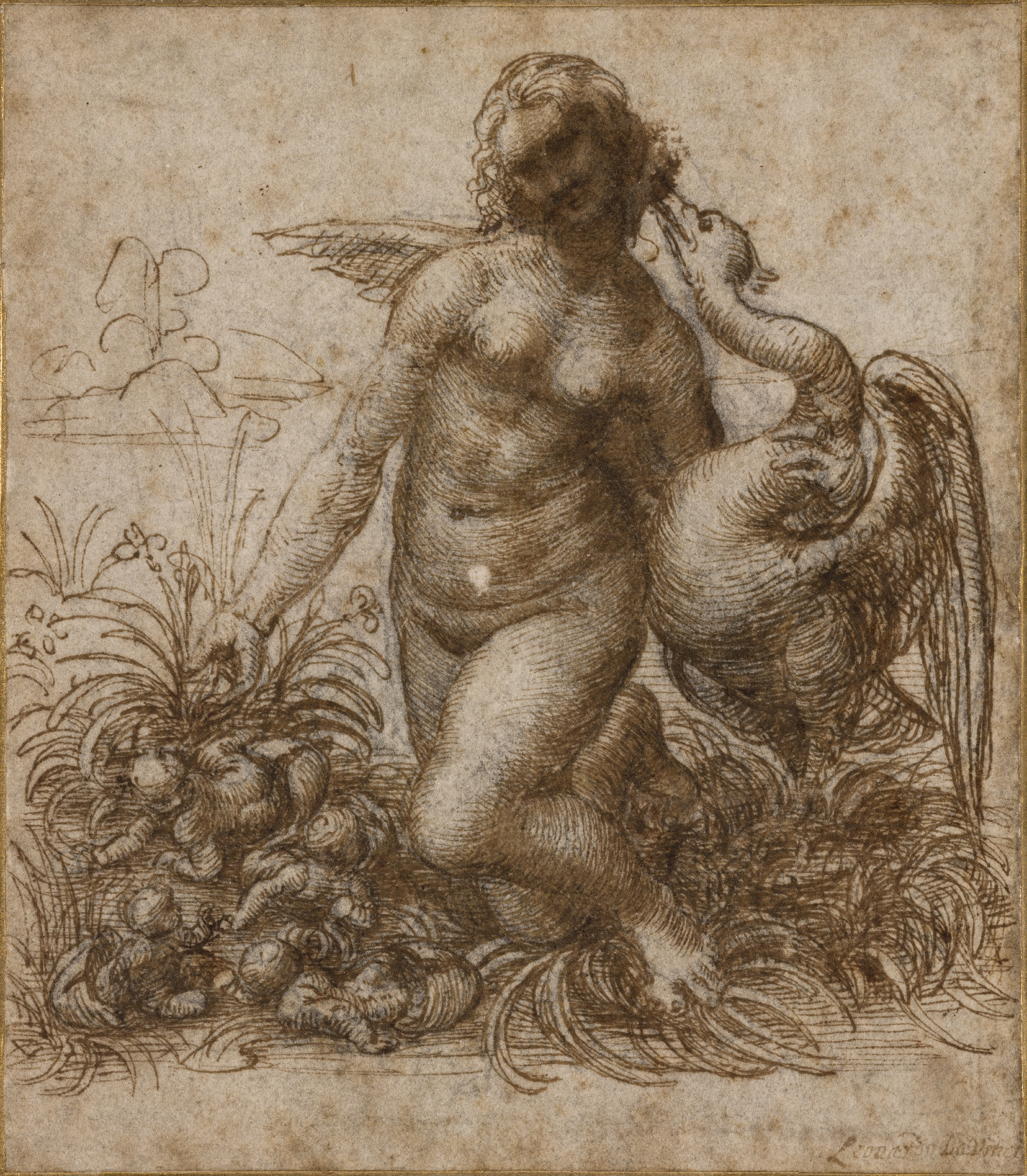
Leda klęcząca – studium do Ledy z łabędziem

Leda z łabędziem stanowi zaginione dzieło Leonarda. Powstała na początku pierwszej dekady XVI wieku, studium do obrazu powstało ok. 1505 roku. Przedstawia Ledę, nago stojącą z łabędziem (Zeusem, który przemienił się w tego ptaka) przy boku i dwoma pękniętymi jajami, z których wyłaniają się niewolęta. Według anegdoty oryginał zniszczyła Madame de Maintenon. Obraz jest znany dzięki kopiom (m.in. Melziego).

##### Święta Anna Samotrzecia

Święta Anna Samotrzecia

W okresie od 1500 do 1506 roku Leonardo mieszkał w klasztorze zakonu serwitów przy kościele Zwiastowania Najświętszej Maryi Panny. Zakonnicy oddali mu i jego asystentom do dyspozycji pięć komnat. W zamian za gościnę Leonardo miał namalować obraz do głównego ołtarza w kościele Annunziata. Obraz początkowo miał wykonać Filippino Lippi, jednak według relacji Vasariego zrzekł się zlecenia na rzecz Leonarda. Na decyzję zakonników wpływ mógł mieć również fakt, że notariuszem klasztoru był ser Piero da Vinci, ojciec Leonarda. Obraz miał być bardzo duży, trzy metry na metr osiemdziesiąt. Leonardo zrobił karton z Matką Boską, św. Anną i Dzieciątkiem. Isaacson karton identyfikuje jako pierwowzór dla namalowanego dekadę później obrazu Święta Anna Samotrzecia. Nicholl takiej pewności nie ma uważając, że Leonardo przez kolejne 16 lat eksperymentował z różnymi wariantami kompozycyjnymi. Prace nad obrazem wywoływały powszechne zainteresowanie. Do mieszczącej się w klasztorze pracowni Leonarda ściągały tłumy, by móc zobaczyć chociaż karton do dzieła.
W kwietniu 1508 roku Leonardo powrócił do Mediolanu. Zamieszkał w parafii kościoła Santa Babila przy ulicy Porta Orientale i otworzył tam pracownię. W tym okresie Leonardo dopracowywał wcześniej rozpoczęte obrazy: Świętą Annę Samotrzeć, Mona Lisę oraz Ledę z łabędziem. Stworzył wówczas rysunek do Świętej Anny Samotrzeć tzw. karton z Burlington House (obecnie znajdujący się w National Gallery w Londynie) o ogromnych wymiarach 140 × 104,5 cm przedstawiający cztery wypełniające całą przestrzeń postacie. Dodatkowo Leonardo sporządził wiele innych pomniejszych rysunków i studiów. Na podstawie tego kartonu nigdy nie powstał obraz. Ten, który dzisiaj wisi w Luwrze pochodzi z lat późniejszych (1510-1511).

#### Zbawiciel świata

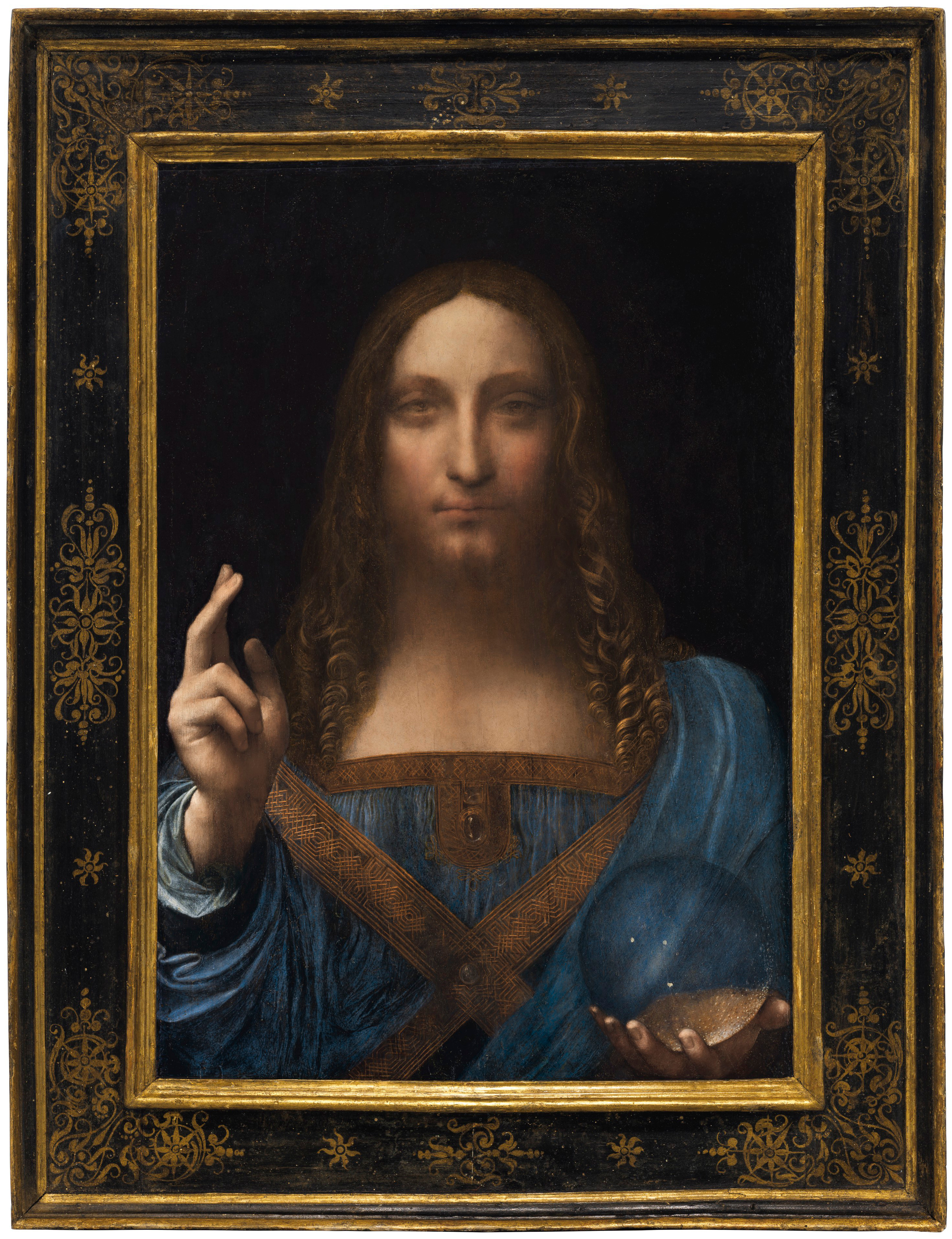
Zbawiciel świata

Leonardowi przypisuje się namalowanie obrazu Zbawiciel świata (znanego również pod łacińskim tytułem Salvator Mundi). Istnieją dwie wersje tego obrazu Zbawiciel świata z Abu Zabi oraz Zbawiciel świata (ex de Ganay), przypisywany Leonardowi i jego współpracownikom. Zbawiciel świata z Abu Zabi stał się sensacją na początku XXI wieku.
Według różnych źródeł obraz mógł powstać po 1499 roku, w latach 1506–1513 lub latach 1510–1515. Kontrowersje wzbudza autorstwo obrazu. Do dzisiaj trwają spory, czy zachowany do czasów współczesnych obraz namalował Leonardo da Vinci, czy też któryś z jego uczniów. Wpisuje się on w popularny na początku XVI wieku motyw Chrystusa jako Zbawiciela świata, trzymającego jabłko królewskie. Doczekał się on około dwudziestu wersji. Właścicielem oryginalnego obrazu był król Anglii Karol I Stuart. W 1900 roku obraz kupił brytyjski kolekcjoner sir Frederick Cook. W 1958 roku obraz sprzedano na aukcji za 100 dolarów (według innego źródła za 45 dolarów). Malowidło uchodziło za kopię obrazu namalowanego przez ucznia Leonarda, Boltraffiego. W 2005 roku obraz kupiło konsorcjum marszandów i kolekcjonerów sztuki podejrzewających, że Zbawiciel świata jest dziełem wyjątkowym. Kolejnymi właścicielami obrazu byli: paryski handlarz Yves Bouvier, a następnie rosyjski oligarcha Dmitrij Rybołowlew. 17 listopada 2017 roku obraz sprzedano za 450 mln dolarów. Sam obraz kosztował 400 mln dolarów, 50 mln stanowiła prowizja domu akcyjnego Christie’s. Obecnie obraz znajduje się w posiadaniu księcia koronnego Arabii Saudyjskiej Muhammada ibn Salmana. W 2021 roku kuratorzy muzeum Prado orzekli, że obraz nie został namalowany przez Leonarda.

### Okres rzymski
W październiku 1513 r. Leonardo przybył do Rzymu. Papieski architekt Giuliano Leno na zlecenie Giuliana de’Medici przygotowywał dla artysty pomieszczenia w Pałacu Belwederskim w Watykanie. W tym okresie przybywali tam także Bramante, Michał Anioł i Rafael oraz pomocnik Leonarda, Atalante Migliorotti. Pomimo przyjęcia na dwór papieża, Leonardo nie otrzymywał od niego poważniejszych zleceń artystycznych.
Na zlecenie Leona X przygotował plan osuszenia Błot Pontyjskich. Prawdopodobnie w wyniku wysokich kosztów, plan ów nie został zrealizowany (Błota Pontyjskie zostały osuszone dopiero w XX wieku za rządów Benita Mussoliniego). Ponadto Leonardo pracował nad traktatami o locie ptaków, geometrii i malarstwie.
Latem 1515 roku, kiedy w Rzymie panował ogromny upał, Leonardo podupadł na zdrowiu. Prawdopodobnie miał udar a jego skutkiem był niedowład prawej ręki. 8 października wstąpił do florenckiego Bractwa św. Jana na wniosek Gaiacqo, który za niego poręczył. Artysta został przyjęty większością głosów, jednakże utracił członkostwo z powodu nieuiszczenia opłaty za wpisowe. Powodem nieuniszczenia wpisowego był wyjazd Leonarda, który znalazł się w papieskiej świcie wyjeżdżającej do Florencji i Bolonii. Celem było spotkanie papieża z nowym francuskim władcą, Franciszkiem. Najpierw przybyli do portu Civitavecchia, a 30 listopada wjechali do Florencji. Powitało ich około pięćdziesięciu najbardziej wpływowych obywateli miasta i przejechali pod specjalnie dla nich wzniesionym łukiem triumfalnym. Papież zorganizował spotkanie najwybitniejszych artystów, aby wymienili się poglądami odnośnie do tego, co należy uczynić, by przywrócić Florencji dawną świetność. Rozprawiano głównie nad odnowieniem Palazzo Medici i kościoła San Lorenzo, w którym znajdowała się kaplica Medyceuszy.
7 grudnia papieski orszak wyruszył do Bolonii. Tam papież prowadził rozmowy z Franciszkiem I, a Leonardo poznał swojego przyszłego mecenasa. Król bardzo cenił artystę dzięki jego dziełu Ostatnia Wieczerza, które widział w Mediolanie. Na dworze francuskim w Bolonii znajdował się Artur Boissif, którego portret Leonardo wykonał 14 grudnia przy użyciu sangwiny. 17 grudnia papież wyjechał z Bolonii. Gdy protektor Leonarda zmarł 17 marca 1516 roku, artysta nie widział sensu pozostania w Rzymie. Ostatnią pracą jaką wykonał we Włoszech były pomiary w bazylice San Paolo Fouri le Maura. Po ich ukończeniu wyruszył do Francji.

#### Dzieła i inne prace z okresu rzymskiego

##### Św. Jan Chrzciciel

Jan Chrzciciel

Jedyne zamówienie na obraz, jakie Leonardo otrzymał podczas pobytu w Rzymie, pochodziło od nowego papieża Leona X. Namalowany ok. 1509/1513–1516 obraz przedstawia wyłaniającego się młodego Jana Chrzciciela, patrona Rzymu. Święty wyciąga dłoń w kierunku nieba, wskazując na niewidoczne dla odbiorcy obrazu źródło światła. Dłoń jest wyraźnie zaznaczona. Uśmiech świętego okazuje tajemniczość, uduchowienie, ale też frywolność. Jan Chrzciciel nie ma zarostu, ogorzałej skóry i wyraźnej muskulatury, co wyróżnia obraz Leonarda od innych renesansowych przedstawień św. Jana. Modelem pozującym do obrazu mógł być Salai. Leonardo nie sprzedał obrazu, do końca życia nanosił na dzieło różne poprawki.

##### Święty Jan Chrzciciel z atrybutami Bachusa

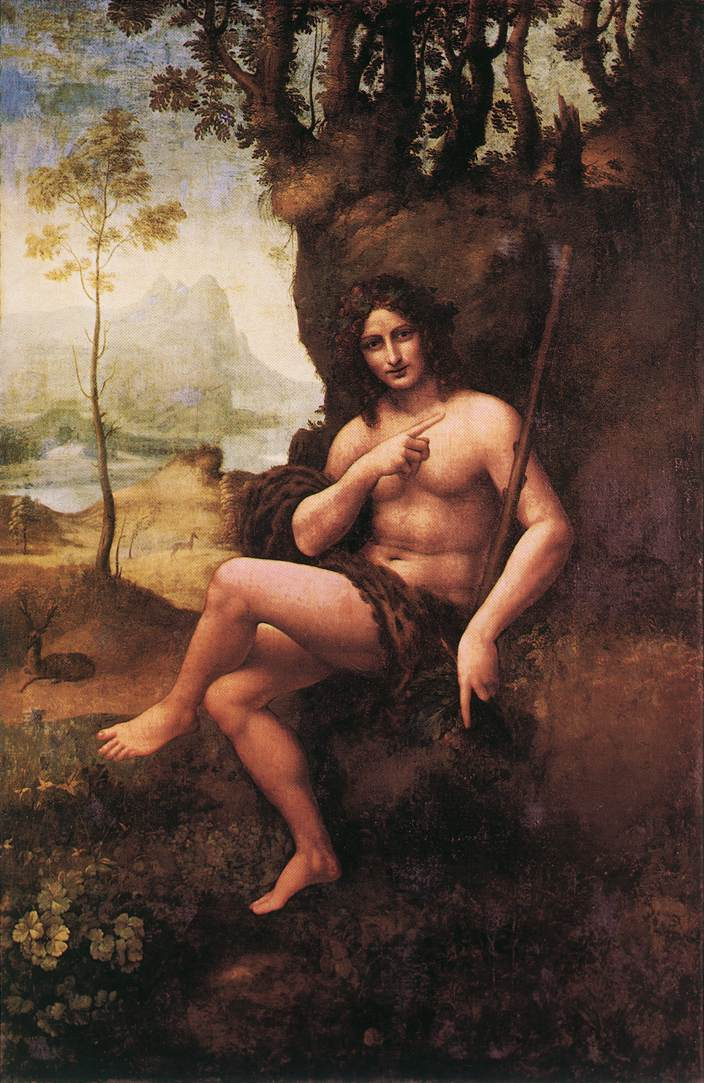
Święty Jan Chrzciciel z atrybutami Bachusa

Około lat 1513–1516 powstał obraz pt. Święty Jan Chrzciciel z atrybutami Bachusa, znany również pod tytułami Święty Jan Chrzciciel na puszczy i Bachus. Autorstwo obrazu pozostaje nieustalone. Krytycy sztuki sugerują, że obraz mógł namalować Leonardo da Vinci, Cesare da Sesto, Francesco Melzi lub też Leonardo da Vinci z grupą swoich uczniów. Pierwotnie dzieło było opisywane jako obraz przedstawiający św. Jana. W 1695 roku dotychczasowy tytuł zastąpiono nowym, Bachusem na tle pejzażu. Prawdopodobnie w drugiej połowie XVII wieku na obrazie domalowano zarzuconą na biodro skórę lamparta lub pantery, winogrona i wieniec z liści winnych. Sam krzyż przerobiono na tyrs, dzięki czemu obraz zaczął przedstawiać nie św. Jana, a Bachusa, rzymskiego boga wina i zabawy.

##### Portrety
Około 1512 roku powstało kilka portretów Leonarda. Jeden z rysunków przedstawia starszego człowieka, który w jednej ręce trzyma laskę, drugą przykłada do głowy. Melancholijny starzec przygląda się strumieniowi płynącej wody. Nie ma pewności, czy rysunek stanowi autoportret Leonarda. W latach 1512–1518 powstał portret z profilu, którego autorem jest prawdopodobnie Francesco Melzi. Inny domniemany portret narysował nieznany uczeń Leonarda. Rysunek znalazł się w notatniku ze studiami koni. Inny domniemany portret znalazł się w Traktacie o locie ptaków. Ponadto na Szkole Ateńskiej Rafael Santi nadał Platonowi rysy twarzy Leonarda. Najsłynniejszym rysunkiem jest domniemany autoportret Leonarda (tzw. Portret turyński), powstały w latach 1515–1518.

### Ostatnie lata życia

#### Francja – Amboise

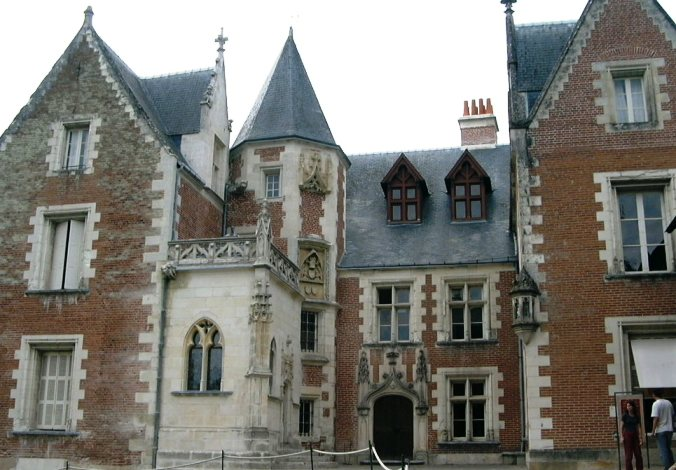
Posiadłość Cloux przez pewien czas była domem Leonarda

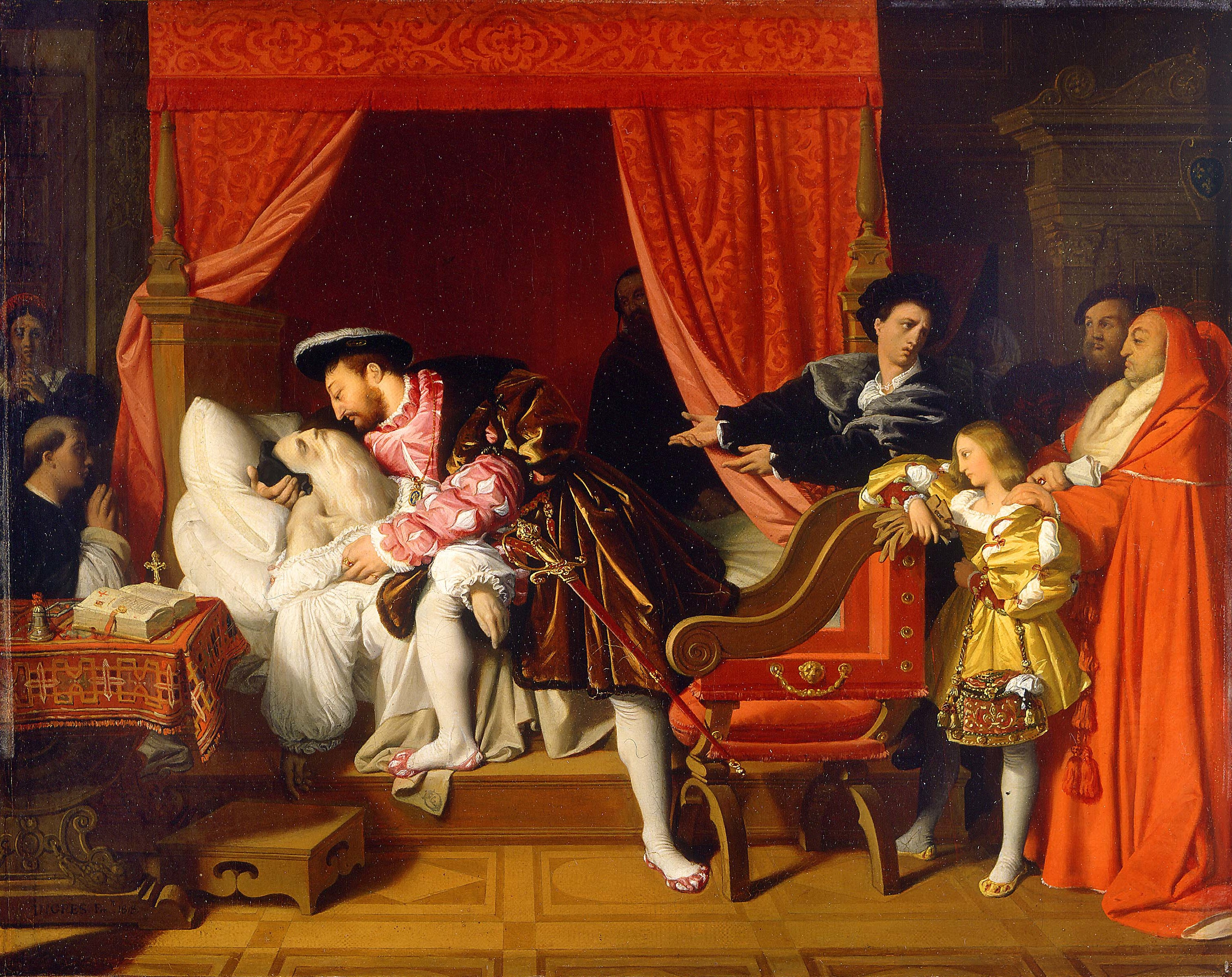
Śmierć Leonarda da Vinci, Jean-Auguste-Dominique Ingres

Do Francji, do zamku Amboise Leonardo dotarł jesienią 1516 roku. Zamieszkał razem z Francescem Melzim w posiadłości Clos Lucé (Cloux), w pobliżu królewskiej rezydencji, którą król oddał do dyspozycji artysty, obdarzywszy go wynagrodzeniem tysiąca skudów rocznie.
Władca dał Leonardowi całkowitą swobodę i zapewnił wszelkie wygody. Otrzymał on do dyspozycji gosposię i kucharkę Mathurine. Choć Leonardo nosił tytuły królewskiego inżyniera, malarza i architekta, nie był obarczony licznymi obowiązkami. Król chciał mieć tylko możność rozmowy z artystą o dowolnej porze dnia i nocy. Pokój nad jadalnią służył artyście za pracownię. Artysta tworzył już raczej okazyjnie projekty kostiumów bądź szkice architektoniczne. Mógł jeszcze rysować lewą ręką, malowanie natomiast zostawiał Melziemu. Zachowały się kostiumy przeznaczone na bale maskowe i wizerunki jeźdźców, świadczące o powrocie do marzenia o stworzeniu posągu konnego. Ostatnim projektem architektonicznym był zamek w Romorantin. Leonardo zajmował się już głównie porządkowaniem notatek.
W październiku 1517 roku Leonarda odwiedził kardynał Luigi d’Aragona ze swą świtą. Po poczęstunku przygotowanym przez Mathurine i krótkim przedstawieniu w kaplicy, gości wprowadzono do pracowni Leonarda. Artysta przedstawił im pokrótce dzieła, tj.: Mona Lisa, Święta Anna Samotrzeć, Jan Chrzciciel, które zachował w posiadaniu do końca życia. Zaprezentował im także swoje szkice anatomiczne. Następnego dnia goście wyruszyli do zamku Blois.
Jednym z ostatnich rysunków Leonarda była Dama wskazująca, przedstawiająca kobiecą postać tańczącą nad brzegiem rzeki otoczoną wysokimi kwiatami.

#### Choroba i śmierć

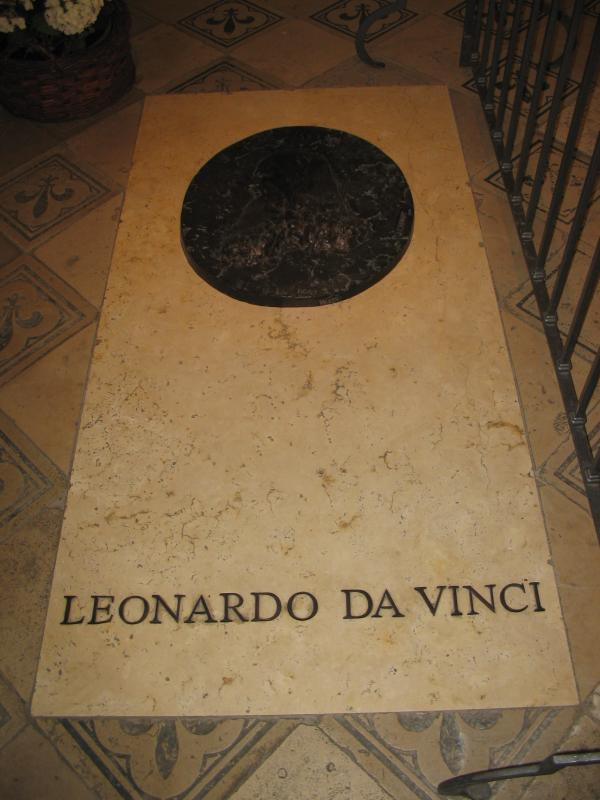
Domniemany grób artysty

Wiosną 1518 roku, w maju Leonardo wykonał dekoracje na chrzest Henryka, syna Franciszka I, i ślub Madeleine de Tour d’Auverge z Lorenzem de’Medici. 19 czerwca w ogrodach w Cloux wydano przyjęcie na cześć króla. Wystawiono wówczas przedstawienie Raj, które było powtórzeniem inscenizacji z 1490 roku zaprezentowanej w zamku Sforzesco.
Ostatnie datowane zdanie jakie zapisał Leonardo brzmiało: 24 dnia czerwca, dzień św. Jana 1518, w Amboise w pałacu Clu; ostatnie zapisane przez niego zdanie brzmi: perche la ministra si fredda. Notatka została zamieszczona na końcu strony poświęconej studiom geometrycznym i dotyczyła stygnącej zupy.
23 kwietnia 1519 roku Leonardo w obecności notariusza królewskiego i świadków: Francesca Melziego, Battisty de Villanis, dwóch francuskich księży i trzech franciszkanów sporządził testament. W nim zażyczył sobie, by w pogrzebie uczestniczyło sześćdziesięciu biedaków, z których każdy miał nieść świecę i otrzymać za to zapłatę. Leonardo zapisał w testamencie prawa do dochodów z Naviglio di San Cristofano, meble oraz sprzęty kuchenne w Cloux swemu służącemu, Battiście de Villanis, natomiast Salai i Battista Villani otrzymali po połowie winnicy nieopodal Florencji. Francesco Melzi dostał wszystkie notatki, narzędzia, obrazy oraz część pieniędzy. Służącej Mathurine Leonardo zapisał płaszcz z czarnego sukna, sztukę materiału i 2 dukaty. Bracia artysty otrzymali od niego gospodarstwo w Fiesole i kwotę 400 skudów zdeponowanych we Florencji.
Leonardo zmarł 2 maja 1519 roku w zamku Cloux. Został pochowany 12 sierpnia 1519 roku w kościele Saint Florentin w Amboise.
Kościół Saint Florentin został dwukrotnie zniszczony: w czasie rewolucji francuskiej oraz w 1802 roku przez wojska Napoleona Bonapartego. W 1863 roku w ruinach kościoła poeta Arsene Houssaye odnalazł kawałki płyty z grobowca z zachowanymi literami: (EO[...]DUS VINC) oraz szkielet z dużą czaszką. Uznano, że duża czaszka należała do Leonarda. Dziesięć lat później szczątki zostały pochowane w kaplicy Saint-Hubert w ogrodach Zamku w Amboise. W rejestrze kościelnym zachował się wpis: W krużganku tego kościoła został pochowany pan Leonardo da Vinci, szlachcic z Mediolanu, inżynier i architekt Króla, mistrz mechaniki i niegdyś nadworny malarz księcia Mediolanu.

## Życie prywatne
Ustalenie, kim był Leonardo da Vinci za życia, jest zadaniem trudnym, gdyż biografie artysty często mylą fakty z anegdotami i mitami. Vasari podaje, że Leonardo uchodził za człowieka utalentowanego, przystojnego i muskularnego. Opinia Vasariego zbieżna ze wcześniejszymi relacjami. Podobnie o Leonardzie pisali m.in. Paolo Giovio, Luca Pacioli, Donato Bramante i inni intelektualiści z Mediolanu i Florencji, którzy mieli okazję poznać Leonarda osobiście. Według anonimowej relacji Leonardo często chwalił się swoją siłą. Miał być w stanie chwycić za cugle i zatrzymywać spłoszone konie oraz łamać podkowy i kołatki do drzwi z żelaza. Leonardo da Vinci słynął z noszenia kolorowych i schludnych strojów, pedanterii, szczodrości oraz miłości do zwierząt. Według relacji Vasariego Leonardo miał kupować ptaki, które następnie wypuszczał na wolność. Leonardo przez dłuższą część życia był wegetarianinem. Został nim z powodów etycznych – uważał, że zwierzęta w przeciwieństwie do roślin odczuwają ból. Choć sam nie jadał mięsa, zdarzało mu się kupować mięso dla gości i domowników. Pogląd, jakoby Leonardo był wegetarianinem jest postrzegany niekiedy jako przypuszczenie, oparte na analizie notatek.
Leonardo da Vinci był osobą homoseksualną. Leonardo miał nie ukrywać ani nie obnosić się ze swoją orientacją, jednak ze względu na swój homoseksualizm miał czuć się wyobcowany w społeczeństwie. W jego czasach homoseksualizm nie stanowił ewenementu, jednak sodomia stanowiła przestępstwo, za które groziło więzienie, banicja lub kara śmierci. Jednym z pierwszych partnerów Leonarda był Atalante Migliorotti, muzyk z Florencji, który uczył się u Leonarda gry na lirze. Przez długi czas partnerem Leonarda był Giacomo Caprotti. Kontakty homoseksualne utrzymywał również z praktykantem Paolo i z młodzieńcem zwanym Firavanni. Krytyk sztuki Kenneth Clark również uważał, że Leonardo da Vinci był osobą homoseksualną, czego dowodem na to miały być styl malarski, zamiłowanie do strojów, tajemniczość i brak jakichkolwiek informacji o kobietach w jego notatkach. Clark negatywnie odnosił się do traktowania jako źródła donosu z 1476, mówiącego o kontaktach Leonarda z Jacopo Saltarellim.
Nie zachowały się informacje, by Leonardo romansował z kobietami lub by miał dzieci. W notatkach wyrażał obrzydzenie do stosunku heteroseksualnego. Orientacja Leonarda stała się przedmiotem badań Sigmunda Freuda. Homoseksualizm Leonardo pozostaje kwestią sporną dla niektórych autorów.
Wśród jemu współczesnych uchodził za ekscentryka, który niedotrzymywał terminów. Problemy z wywiązywaniem się z terminów sprawiały, że zdarzało mu się żyć w ubóstwie.

### Rodzina
- Antonio da Vinci (ur. ok. 1372, zm. ok. 1465[449]) – ojciec ser Piera (młodszego), dziadek Leonarda. Jego żoną była Lucia, córka notariusza. Jako jedyny z rodu da Vinci nie wykonywał zawodu notariusza, zamiast tego wybrał życie ziemianina[450] i kupca[451]. Mógł prowadzić interesy w Hiszpanii i Afryce Północnej[452].
- Piero da Vinci (ur. 19 kwietnia 1426, zm. 9 lipca 1504[453]) – ojciec Leonarda, notariusz[4]. Osiem miesięcy po narodzinach Leonarda ożenił się z szesnastoletnią Albierą Amadori[7]. Po jej śmierci w 1465 roku ożenił się z córką notariusza Francescą Lanfredini[454].
- Caterina – matka Leonarda. W momencie narodzin syna miała piętnaście lub szesnaście lat[4][449]. Prawdopodobnie była sierotą mieszkającą z babką w majątku w okolicach Vinci. Według jednej z hipotez pracowała u Antonia da Vinci[2]. Po urodzeniu syna wyszła za mieszkańca Vinci Antoniego di Piero Butiego nazywanego „Accattabriga” lub „Accattabrighe” (awanturnik)[455][456], trudniącego się wypalaniem cegieł i dachówek[457]. Według współczesnych hipotez mogła być niewolnicą sprowadzoną z Bliskiego Wschodu[451].
- Francesco (ur. 1436[458]) – brat Piera, stryj Leonarda[6]. Nie pracował jako notariusz, utrzymywał się z handlu jedwabnikami. Błędnie uważa się, że nie trudnił się jakąkolwiek pracą[457]. Miał bliskie relacje z Leonardem. Umarł bezpotomnie. Majątek zapisał Leonardowi, co wywołało spory pomiędzy Leonardem a pozostałymi dziećmi Piera[458].

### Poglądy religijne
W pierwszym wydaniu Żywotów najsławniejszych malarzy, rzeźbiarzy i architektów Giorgio Vasari napisał, że Leonardo nie zgadzał się z żadną religią i przypominał bardziej filozofa niż chrześcijanina.
Ów pogląd wyrażony w pierwszym wydaniu, Vasari zweryfikował osiemnaście lat później, w drugim wydaniu Żywotów. Pominął wówczas wszystkie wzmianki o heretyckich spekulacjach i dodatkowo dodał informacje o rzekomym gorliwym zwróceniu się ku wierze katolickiej i ku prawdom świętej religii chrześcijańskiej. Prawdopodobnie swoją opinię zmienił pod wpływem Francesca Melziego, towarzysza i ucznia Leonarda, którego poznał w 1566 roku.
Według XIX-wiecznego angielskiego historyka sztuki Edwarda McCurdy’ego, Leonardo nie przykładał wagi do teologicznych dogmatów i nie podchodził entuzjastycznie do żywotów chrześcijańskich świętych. Do podobnych konkluzji w 1920 roku doszedł M. Jourdain, który zwrócił uwagę, że stosunek Leonarda mógł być wyraźnie pogardliwy wobec dogmatów wiary oraz (mógł on) pogardzać ułomnościami i praktykami duchowieństwa. Negatywnie odnosił się do przywilejów stanu duchownego, sprzedaży odpustów i przepychu Kościoła katolickiego. O sprzeciwie Leonarda wobec działań duchownych, m.in. Girolama Savonaroli i jego nakazie zniszczenia wszystkich książek, obrazów i drogich tkanin, wspomina uznana, XIX-wieczna historyk sztuki Mary Heaton. Jak twierdzi w świetle takiej postawy, człowiek o takich poglądach jak Leonardo był w swoich czasach postrzegany jako heretyk, a nawet ateista.
Pod koniec XX wieku opinia na temat religijności Leonarda uległa zmianom. Czołowy znawca biografii artysty i okresu renesansu, Luke Syson, w 2011 roku twierdził, że chrześcijańskie przekonania Leonarda były „zasadniczo prawowierne”, a jego studia naukowe pogłębiły tylko jego przekonania religijne. Zdaniem Martina Kempa, Leonardo był przekonany, iż funkcjonowanie praw przyrody może być wyjaśnione fizycznie bez odnoszenia się do jakichkolwiek sił boskich i nadprzyrodzonych, jednakże w ustanowieniu tych doskonałych praw miał udział najwyższy stwórca. Kemp zwraca również uwagę, że Leonardo wykonujący bezpośrednie badania anatomii człowieka zachęcał do wysławiania pierwszego budowniczego takiej maszyny i zwracał jednocześnie uwagę, że ciało człowieka w niczym nie dorównuje duszy, która zamieszkuje owo ciało. Według Leonarda, zagłębianie tajemnic natury było tylko aktem uwielbienia Boga, a nie herezją. Niewątpliwie zachowane pisma Leonarda mają antyklerykalne inklinacje; negował w nich sens istnienia zakonów religijnych a zakonników nazywał zadufanymi w sobie hipokrytami. Nie przeszkadzało mu to jednak, by z owymi zakonnikami współpracować, o czym świadczą w niczym nie zakłócone prace przy powstawaniu Ostatniej Wieczerzy w Santa Maria delle Grazie.
W piętnastotomowej New Catholic Encyclopedia Leonardo da Vinci wzmiankowany jest m.in. w haśle Empiricism poświęconym stanowisku, że jedynie nauki przyrodnicze są źródłem prawdziwej wiedzy. Jest on wymieniany jako kluczowy reprezentant tego poglądu z okresu renesansu. Podkreśla się znaczenie racjonalności i eksperymentów naukowych dla Leonarda.
Według dawnej legendy Leonardo pod wpływem kontaktów z mahometanami miał przyjąć islam. Historia ta została obalona m.in. przez Antoninę Vallentin.

## Leonardo da Vinci jako geniusz

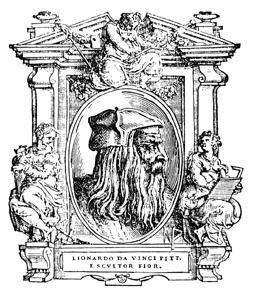
Portret Leonarda da Vinci pochodzący z Żywotów najsławniejszych malarzy, rzeźbiarzy i architektów Vasariego

W powszechnej opinii Leonardo da Vinci jest przedstawiany jako człowiek renesansu. Traktuje się go jako geniusza uprawiającego wiele dyscyplin, „człowieka uniwersalnego” o licznych talentach, który z racji wielu zainteresowań często porzucał rozpoczęte prace, a także człowieka o niemal boskim statusie. Wizerunek ten powstał za sprawą autorów pierwszych biografii Leonarda. Giorgio Vasari napisał, że Leonardo odznaczałby się w naukach i piśmiennictwie, gdyby nie był zmienny i niestały. Poświęcając się studiom różnych spraw i dziedzin, rzucał je wkrótce. Talent artystyczny został uwieczniony w anegdotach cytowanych przez Vasariego. Według jednej z historii Pierre a Vinci widząc talent swojego syna, zaniósł kilka prac do Andrei del Verrocchio, prosząc go o opinię. Zdumiony talentem młodego Leonarda Verrocchio przyjął go swojej pracowni.
Historyk sztuki Kenneth Clark nazwał Leonarda najbardziej ciekawskim człowiekiem w historii. Rosyjski historyk sztuki Michaił Ałpatow uznał, że jedność myślenia plastycznego i naukowego Leonarda czyniła go lepszym od innych artystów. Zdaniem Ałpatowa podobną jedność myślenia zdołał później osiągnąć wyłącznie Johann Wolfgang von Goethe.
Obraz Leonarda jako geniusza, człowieka renesansu podzielają współcześni badacze Leonarda da Vinci. Charles Nicholl, autor książki Leonardo da Vinci. Lot wyobraźni podkreśla, że Leonardo faktycznie był geniuszem, jednak opinia ta jest sprzeczna ze sceptycyzmem Leonarda. Według Waltera Isaacsona, geniusz Leonarda przejawia się w łączeniu różnych dziedzin nauki, techniki i sztuki. Amerykański dziennikarz i pisarz stwierdził również, że geniusz Leonarda (mającego trudności z rachunkami i łaciną) opiera się na ciekawości świata oraz uważnej obserwacji, co czyni go bardziej ludzkim. Geniusz Leonarda jest inny od tego, który reprezentowali Isaac Newton i Albert Einstein, postrzegani jako osoby obdarzone umysłem zdolnym do przetwarzania bardzo dużej ilości informacji.

## Dorobek

### Twórczość malarska
Pomimo niewielkiego dorobku malarskiego Leonardo da Vinci uchodzi za jednego z najwybitniejszych malarzy w historii. Jego twórczość jest porównywana z twórczością Michała Anioła i Rafaela (zob. wielka trójka renesansu). Znakiem charakterystycznym twórczości Leonarda jest stosowanie sfumato, modelunku malarskiego o łagodnych przejściach światłocieniowych, umożliwiającego zacieranie konturów. Chcąc odrzucić obowiązujące tradycje projektował urządzenia (camera obscura, projektor figur) oraz testował nowe barwniki, które mogły zrewolucjonizować pracę malarską. Historyk sztuki Michał Ałpatow zalicza Leonarda, Correggia, El Greca i Caravaggia za pierwszy malarzy, którzy umieszczali oświetlone przedmioty na ciemnym tle. Nie wszystkie eksperymenty zakończyły się powodzeniem. W wyniku złych rozwiązań fresk Ostatnia Wieczerza znajduje się w złym stanie technicznym, a Bitwa pod Anghiari nie zachowała się do czasów współczesnych. Leonardo rzadko otrzymywał zamówienia publiczne. Większość obrazów namalował dla mecenasów i osób prywatnych. Obrazy dopracowywał przez kilkanaście lat. Część jego obrazów na przestrzeni lat zaginęła.
Cenił twórczość malarską Giotta i Masaccia (którego cenił za wzorowanie się na naturze). Leonardo podkreślał, że sztuka przeżywa kryzys, ponieważ wszyscy kopiowali namalowane obrazy. Z czasem jednak Leonardo zaczął naśladować sztukę antyczną. Podobnie jak Michał Anioł Leonardo czytał dzieła Dantego: Boską komedię, Convivio, Quaestio de aqua et terra. Z tych dzieł czerpał przykłady bohaterów, które następnie interpretował, by móc lepiej oddać emocje na obrazach.
Leonardo traktował malarstwo jako sztukę przewyższającą poezję, muzykę, czy też rzeźbę. Pogląd Leonarda był odmienny od obowiązującego od średniowiecza poglądu, zgodnie z którym malarstwo było sztuką mechaniczną, wykonywaną przez rzemieślników. Leonardo bronił malarstwa między innymi podczas debaty zorganizowanej na zamku Sforzów 9 lutego 1498 roku. Leonardo pisywał również dysputy, gdzie porównywał malarstwo z innymi gałęziami sztuki. Notatki te miały charakter prywatny, ich forma jest chaotyczna. Leonardo próbował podnieść rangę malarstwa poprzez powiązanie tej dziedziny sztuki z optyką i zasadami perspektywy. Poezję uważał za gorszą sztukę od malarstwa, gdyż poeta potrzebuje użyć wielu słów, aby wyrazić to, co malarz potrafi przedstawić za pomocą jednego obrazu.
Leonardo miał pracować nad Traktatem o malarstwie. Według jednej z hipotez książę Ludwik Sforza miał zaproponować Leonardowi napisanie całego traktatu. Leonardo do końca życia poprawiał i uzupełniał notatki poświęcone malarstwu. Na początku lat 90. XV wieku notatki zawarto w dwóch kompletach, znanych dzisiaj jako Manuskrypty paryskie A i C. Około 1508 roku Leonardo zebrał kolejne notatki, które stanowią zbiór Kodeksu Atlantyckiego. Ponadto część notatek z lat 90. XV wieku znalazła się w zaginionym zbiorze Libro W. Po śmierci Leonarda spadkobierca Francesco Melzi podjął się próby uporządkowania notatek. Kompilacja Melziego stanowi pierwszą wersję Traktatu o malarstwie. W następnych latach powstały kolejne wersje Traktatu.
Najbardziej znanymi obrazami Leonarda są Mona Lisa i Ostatnia Wieczerza. Najbardziej cenionym obrazem Leonarda za jego życia była zaginiona Leda z łabędziem.
Zdaniem polskiego historyka sztuki Jana Białostockiego, w swoich dziełach Leonardo pragnął ukazać ideał prawdy, podczas gdy Michał Anioł dobra, a Rafael Santi piękna.

### Twórczość rzeźbiarska
W opinii Leonarda najwznioślejszą ze sztuk pięknych było malarstwo. Rzeźbę uważał za sztukę gorszą. Jego zdaniem rzeźbiarz, w przeciwieństwie do malarza, nie bierze pod uwagę światła, cienia i koloru, jego pracownia jest brudna od pyłu. Według Leonarda jedyną przewagą rzeźby nad obrazem jest trwałość rzeźby. Jednocześnie Leonardo zaznacza, że obraz namalowany na miedzi jest równie trwały jak rzeźba. Porównując malarstwo i rzeźbiarstwo Leonardo pisał, że może porównać obie sztuki bezstronnie, gdyż uprawia jedno i drugie w jednakowej mierze.
Prawdopodobnie Leonardo da Vinci jest autorem rzeźby Dziewica śmiejąca się z dzieckiem z ok. 1472 roku, znajdującej się w zbiorach Muzeum Wiktorii i Alberta w Londynie. Rzeźba powstała, gdy Leonardo był uczniem Verrocchia. Przez wiele lat uważano, że autorem rzeźby był Antonio Rosselino. Na podstawie badań z 2019 roku stwierdzono, że faktycznym autorem rzeźby jest Leonardo da Vinci. Zdaniem pracującego w Uniwersytecie w Neapolu historyka sztuki Francesca Gaglioti, widoczne na rzeźbie skomplikowane draperie, płynące nad nogami Madonny, są podobne do rysunków draperii, które w latach 80. robił Leonardo. Ponadto mały Chrystus jest pobudzony i uśmiechnięty. Podobnie Leonardo rysował małego Chrystusa w swoich notatkach. Leonardowi przypisywane jest również wykonanie głowy z terakoty do rzeźby Młody Chrystus. Ponadto Leonardo tworzył modele z gliny w ramach prac nad freskiem Bitwa pod Anghiari.
Około 1489 roku Leonardo otrzymał zlecenie na Pomnik konny Francesca Sforzy. Był to największy tego typu projekt w czasach renesansowych. Ludwik Sforza zlecił Leonardowi wykonanie pomnika, który uczci pamięć jego ojca Francesca. Sama idea budowy pomnika pojawiła się już w latach 70. XX wieku, jednak jego realizację odłożono w czasie. Według wizji Leonarda, koń miał stać wyłącznie na tylnych nogach. Pod koniec 1492 roku lub ok. 1493 roku został odsłonięty gliniany model pomnika. Odsłonięcie pomnika z brązu nie nastąpiło. Przeznaczony na pomnik brąz przetopiono na działa, a gliniany model zniszczyły wojska francuskie w 1499 roku.
W 1504 roku dowódca wojskowy Giangiacomo Trivulzio sporządził testament, w którym przeznaczył cztery tysiące dukatów na grobowiec, uwieczniony konnym posągiem. W latach 1507–1512 Leonardo przygotował studia do pomnika Trivulzia. Według jego wizji koń i jeździec mieli być odlani z brązu. Leonardo nawiązywał do wcześniejszej koncepcji pomnika dla Ludwika Sforzy. W pierwszej wizji (ok. 1507–1509) kompozycja była dynamiczna, w następnej (ok. 1508–1512) pomnik był bardziej stonowany. Projekt prawdopodobnie nie wyszedł poza plany. Trivulzio zmarł w 1518 roku, krótko przed Leonardem.
Leonardowi przypisywano autorstwo rzeźby Popiersie Flory. Rzeźba została zakupiona w 1909 roku przez Muzeum Królewskie w Berlinie, od 1911 roku trwają spory co do autorstwa. W 2021 roku przeprowadzono datowanie radiowęglowe które wykazało, że surowiec użyty do stworzenia rzeźby pochodzi z lat 1704–1950. Inną przypisywaną Leonardowi rzeźbą jest Dama z bukiecikiem kwiatów, którą tradycyjnie zalicza się do rzeźb Verrocchia.

### Notatki
Zachowało się ok. 7,2 tys. stron notatek, zawierających spostrzeżenia, pomysły, listy i rysunki. Notował z prawej do lewej strony. Wbrew powszechnemu mniemaniu błędnie przyjmuje się, że pisał wstecz, by ukryć swoje odkrycia przed Kościołem katolickim. Faktycznie Leonardo pisał z prawej do lewej ze względu na swoją leworęczność. Notatki prowadził regularnie od początku lat 80. XV wieku do swojej śmierci. Część notatników stanowią luźne karty formatu tabloidu, inne mają kieszonkowe rozmiary. Na marginesach notował listy rzeczy do zrobienia, spisy wydatków lub studia postaci, które go zainteresowały. Notatki są pozbawione wyznań i osobistych przemyśleń.
Do czasów współczesnych zachowało się ponad siedem tysięcy dwieście stron notatek. Prawdopodobnie stanowią one jedną czwartą wszystkich rękopisów sporządzonych przez Leonarda. Leonardo rzadko podawał datę powstania notatki. Ustalenie powstania notatek jest tym trudniejsze, gdyż Leonardo po latach często wracał do wcześniejszych zapisków, by dodać nowe uwagi, nanieść poprawki lub wykorzystać wolne miejsce pozostawione na papierze. Leonardo kilkakrotnie deklarował zamiar uporządkowania notatek, jednak nigdy tego nie zrobił w całości.

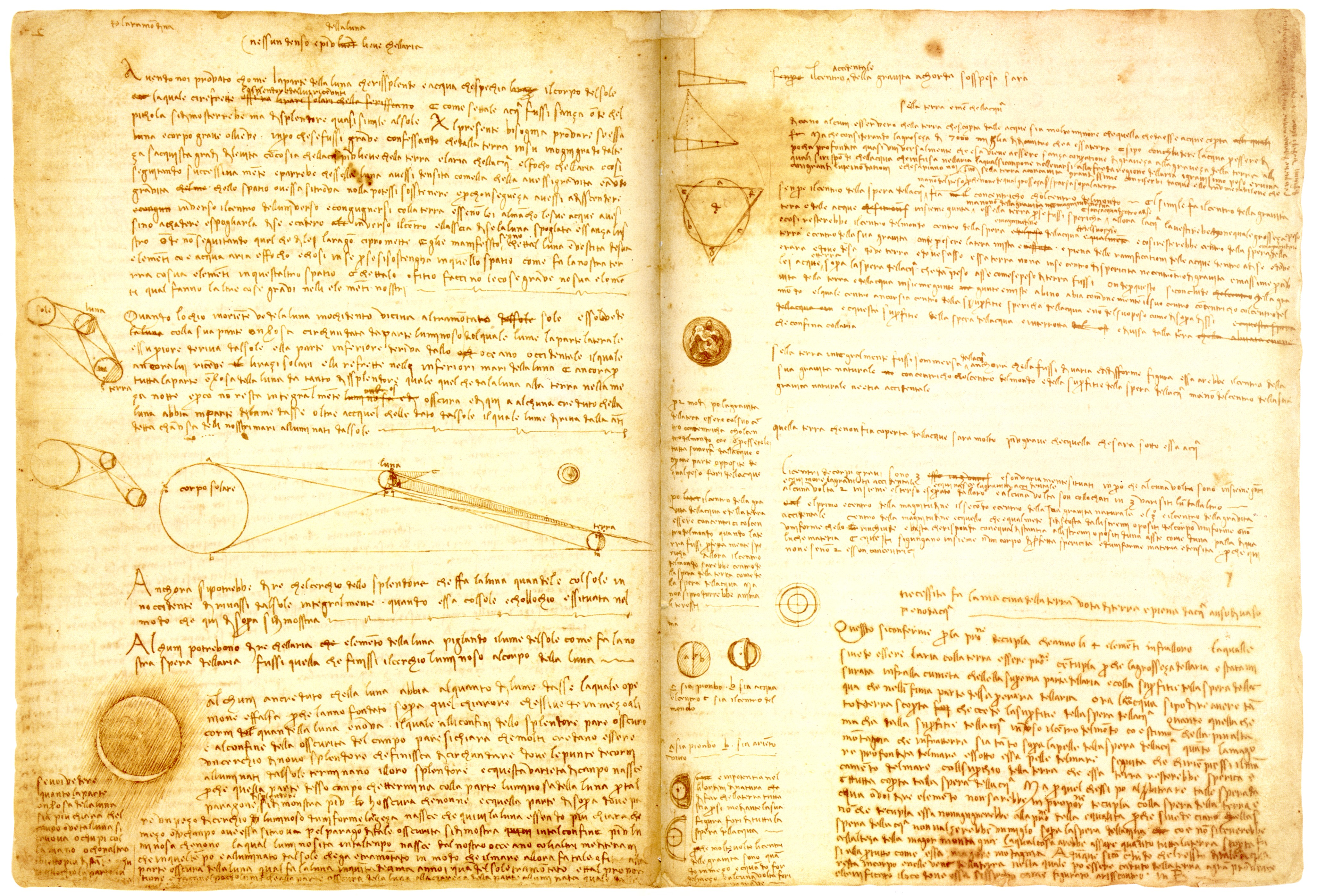
Kodeks Leicester

Notatki cieszyły się zainteresowaniem już w XVI wieku. Po śmierci Leonarda Melzi sporządził zestawienie części tekstów Leonarda na temat sztuki (głównie tych powstałych w latach 1490–1492). Kompilacja ta była pierwszą, lecz nie jedyną wersją Traktat o malarstwie.
Po śmierci Melziego w 1570 r. zbiór odziedziczył jego syn Orazio, który jednak nie wykazywał żadnego nim zainteresowania. Notatki przeniósł na strych. Nauczyciel Orazio, Lelio Gavardi, bez trudu przekonał go, by oddał mu trzynaście woluminów notatek. Gavardi bezskutecznie próbował sprzedać notatki księciu Franciszkowi I Medyceuszowi. Gavardi za pośrednictwem swojego przyjaciela Ambrogio Mazzenty próbował oddać notatki Orazio, jednakże ten nie chciał ich przyjąć z powrotem. Notatkami zainteresował się rzeźbiarz Pompeo Leoni, który w latach 1582–1590 zdobył większość notatek Leonarda, zgromadzonych w kilkunastu zeszytach. Chcąc przedstawić dokumenty w atrakcyjniejszej formie, Leoni dokonał podziału zeszytów na większe kodeksy. Działania Leoniego przyczyniły się do zniszczenia kolekcji. Mieszając notatki utracono szansę na dokładne ustalenie, z którego roku pochodzą poszczególne notatki oraz w jakiej były kolejności. Leoni miał zamiar podarować notatki królowi Hiszpanii Filipowi II Habsburgowi, jednak nie wiadomo, czy doszło do przekazania prezentu. Prawdopodobnie Filip II otrzymał tylko fragment zbiorów, a reszta pozostała u Leoniego, na co przemawia fakt, że po jego śmierci zbiór odziedziczył jego zięć Polidoro Caichi.
Około 1622 roku Caichi sprzedał jeden z tomów, znany dzisiaj jako Kodeks Atlantycki, hrabiemu Galeazzo Arconati. 14 lat później Archonati przekazał kodeks Bibliotece Ambrozjańskiej w Mediolanie. Do Biblioteki Ambrozjańskiej trafił również Kodeks Trivulziów. Inne tomaty w latach 1630–1640 trafiły do Wielkiej Brytanii za sprawą Thomasa Howarda, hrabiego Arundela. W 1717 roku Lord Leicester kupił i zabrał do Anglii jeden z kodeksów, nazwany na jego cześć Kodeksem Leicester. W 1876 roku do Wielkiej Brytanii trafił Kodeks Forster.
W 1967 roku w Madrycie odnaleziono dwa zaginione notesy Leonarda. Notesy te należały do Pompeo Leoniego, po jego śmierci trafił do madryckiego kolekcjonera Juana de Espiny. De Espina zapisał swój księgozbiór królowi Hiszpanii. Po śmierci de Espiny w 1642 roku zeszyty Leonarda wraz z innymi książkami zdeponowano w Bibliotece Pałacowej (zalążku Hiszpańskiej Biblioteki Narodowej). W XIX wieku zeszyty widniały w katalogach Hiszpańskiej Biblioteki Narodowej, jednak nie znajdowały się one na wymienionych półkach (Aa 19 i 20). Pod koniec XIX wieku oba zeszyty uznano za zaginione. W 1964 roku podjęto się kolejnej próby odnalezienia zeszytów. Na początku 1965 roku zeszyty odnaleziono na półkach Aa 119 i 120. Odkrycie potwierdzono dwa lata później.
| Nazwa                                                | Lata powstania notatek                         | Tematyka |
| ---------------------------------------------------- | ---------------------------------------------- | --- |
| Kodeks Arundel                                       | ok. 1480–1518, ok. 1490–1518 lub ok. 1492–1518 | projekty maszyn i instrumentów muzycznych, architektura, geometria                                                                                            |
| Kodeks Atlantycki                                    | 1478–1518                                      | hydrologia, inżynieria, malarstwo, anatomia, matematyka, astronomia, filozofia, mechanika, geografia, fizyka, botanika, chemia, bajki                         |
| Kodeks Forster                                       | 1487–1505                                      | maszyny, geometria, projekty ubrań, przepisy, sentencje moralne, studia do Pomnika konnego Franciszka Sforzy i budowli w Mediolanie, urbanistyka, matematyka. |
| Kodeks Leicester (również znany jako Kodeks Hammera) | 1506–1510 lub 1508–1512                        | astronomia, geologia, hydrologia |
| Kodeks Trivulziów                                    | ok. 1487–1490                                  | architektura, rysunki groteskowych grup, zestaw słów łacińskich, częściowo przetłumaczonych na włoski, inżynieria wojenna                                     |
| Kodeks Urbinas                                       | 1508                                           | optyka |
| Kodeksy Ashburnham                                   | 1486–1490 (I tom), 1490–1492 (II tom)          | architektura |
| Kodeksy Madryckie                                    | 1493–1499 (I tom), 1493–1505 (II tom)          | Projekty maszyn, kartografia |
| Manuskrypt paryski A                                 | ok. 1492                                       | malarstwo, perspektywa, mechanika, hydrologia |
| Manuskrypt paryski B                                 | 1488–1490                                      | architektura, technika wojskowa |
| Manuskrypt paryski C                                 | 1490–1491                                      | optyka, badania prądów morskich |
| Manuskrypt paryski D                                 | 1508–1509                                      | optyka |
| Manuskrypt paryski E                                 | 1513–1514                                      | fizyka, geometria, malarstwo, studia lotu ptaków |
| Manuskrypt paryski F                                 | 1508–1513                                      | hydrologia, optyka, geologia, astronomia |
| Manuskrypt paryski G                                 | 1510–1515                                      | botanika, technika |
| Manuskrypt paryski H                                 | 1493-1494                                      | mechanika, hydraulika, gramatyka, alegorie, bestiaria, rysunki heraldyczne, geometria                                                                         |
| Manuskrypt paryski I                                 | 1497–1505                                      | geometria, architektura, łacina |
| Manuskrypt paryski K                                 | 1503–1508                                      | geometria |
| Manuskrypt paryski L                                 | 1497–1502                                      | inżynieria wojskowa |
| Manuskrypt paryski M                                 | 1490–1500                                      | geometria, balistyka, botanika |
| Traktat o locie ptaków                               | 1490–1505                                      | teoria lotu |
| Traktat o malarstwie                                 |                                                | teoria malarstwa |

### Projekty architektoniczne

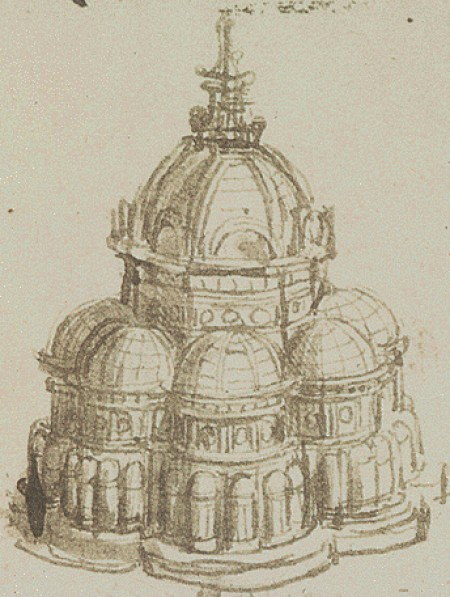
Projekt pawilonu ogrodowego

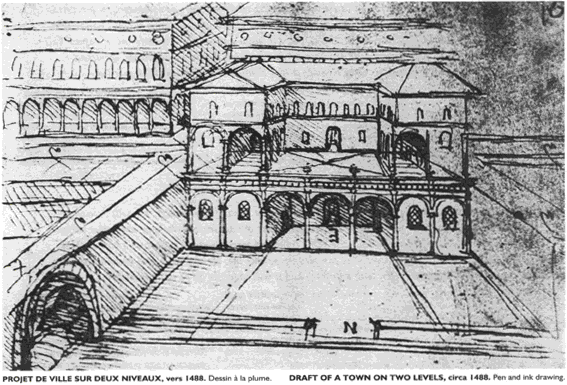
Projekt idealnego miasta

Leonardo twierdził, że architektura sakralna powinna opierać się na symetrii. Jako pierwszy w historii regularnie badał pojawiające się pęknięcia w murach. Architekty miał go uczyć m.in. Donato Bramante. W latach 80. XV wieku Leonardo był doradcą przy budowie katedry w Mediolanie. Zaprojektował ośmioboczną gotycką wieżę. Opracował system przypór, który miał wzmocnić obszar wokół podstawy przyszłej wieży. Z pomocą stolarza Leonardo przygotował drewniany model świątyni. W maju 1490 roku po wyborze projektu architekta Francesca, przedstawiającego ośmioboczną gotycką wieżę, Leonardo wycofał się z prac nad budową wieży. W czerwcu 1490 Leonardo i Francesco di Giorgio Martini udali się do Pawii, gdzie mieli wyrazić swoje opinie o budowanej wówczas katedrze. W następnych latach Leonardo stworzył ponad siedemdziesiąt szkiców kopuł oraz projektów wnętrz kościelnych.
Leonardo da Vinci wykonywał także dla Ludovica Sforzy plany pawilonów ogrodowych. W 1489 roku sporządził rysunek elewacji i rzut poziomy niewielkiej budowli z kopułą. Budynek swoją formą przypominał świątynię. Prawdopodobnie projekt budowy pawilonu wiązał się z zaślubinami księcia Mediolanu z Izabelą Aragońską w lutym 1489 roku. Na zagubionej karcie rękopisu Manuskryptu paryskiego B widniała inna wersja projektu. Budynek miał mieć ściany z różowego marmuru. W wyposażeniu zaprojektowano białe wanny, mozaiki z boginią Dianą i kurki w kształcie łebków węgorzy.
Artysta, zgodnie z ówczesną modą na tworzenie utopijnych projektów urbanistycznych, stworzył w 1487 roku wizję idealnego miasta. W swoim zamyśle dążył do połączenia wymagań praktycznych i estetycznych. Zaprojektowane przez Leonarda miasto miało znaleźć się nad rzeką lub morzem. Szerokość ulic miała być uzależniona od wysokości domów. Miasto miało składać się z dwóch poziomów: dla arystokracji (część górna) oraz dla pozostałych mieszkańców (dolna). Nieczystości miały być spłukiwane do podziemnych zbiorników. Zakładając, że ludzie sami z siebie nie zmienią swoich nawyków, zaproponował budowę schodów w kształcie spirali, które zniechęcałyby mieszkańców miasta do oddawania moczu na klatkach schodowych pomiędzy piętrami. W 1503 roku wpadł na pomysł zbudowania mostu w Konstantynopolu dla sułtana Bajazyda II. Pomysł oferty wysłał władcy w liście. Pomysł Leonarda wykorzystał norweski artysta Vebjørn Sand, projektując w Ås stumetrowy most. Oficjalne otwarcie mostu miało miejsce 31 października 2001 roku.
W 1506 roku prowadził pertraktacje z Charles’em d’Amboise na temat zbudowania dla niego letniej rezydencji nieopodal Porta Venezia. Willa miała stanąć na parceli między rzekami Nirone i Fontelunga. Leonardo dążył do dostosowania wszystkich elementów do zaleceń i wygody namiestnika. Zaprojektował portyki, loggie i przestronne pokoje wychodzące na park. W ogrodzie miały się znajdować pomarańczowe i cytrynowe drzewa, altana pokryta miedzianą siatką oraz liczne strumyki. W związku z projektem Leonardo planował także stworzenie świątyni Wenus. W lutym 1507 roku zaczął tworzyć projekty kościoła Santa Maria della Fontana. Miał on powstać na przedmieściach Mediolanu, gdzie biło źródło, któremu przypisywano cudowną moc. Rozpoczęto budowę kościoła, ale nigdy jej nie ukończono.
W czasie pobytu w Villa Melzi w 1512 roku Leonardo zajął się jej upiększeniem. Sporządził ogólny plan jej wnętrz i najbliższego otoczenia. Zaprojektował pasaż ogrodowy i ogród tarasowy z widokiem na rzekę Addę. Zbudowano kopuły do narożnych wież i łukowej ściany oporowej od strony rzeki. W 1515 roku Leonardo współpracował z innymi artystami przy projekcie odnowienia kościoła San Lorenzo. Na swoich rysunkach planował wydłużenie placu koło kościoła. Na szkicu przedstawił rząd wyburzonych domów przed kościołem i plac sięgający Via Larga z boczną ścianą Palazzo Medici przekształconą w fasadę, stojącą frontem do placu. Jednym z jego ostatnich projektów architektonicznych był zamek w Romorantin, nie został on jednak zrealizowany.

### Botanika i zoologia

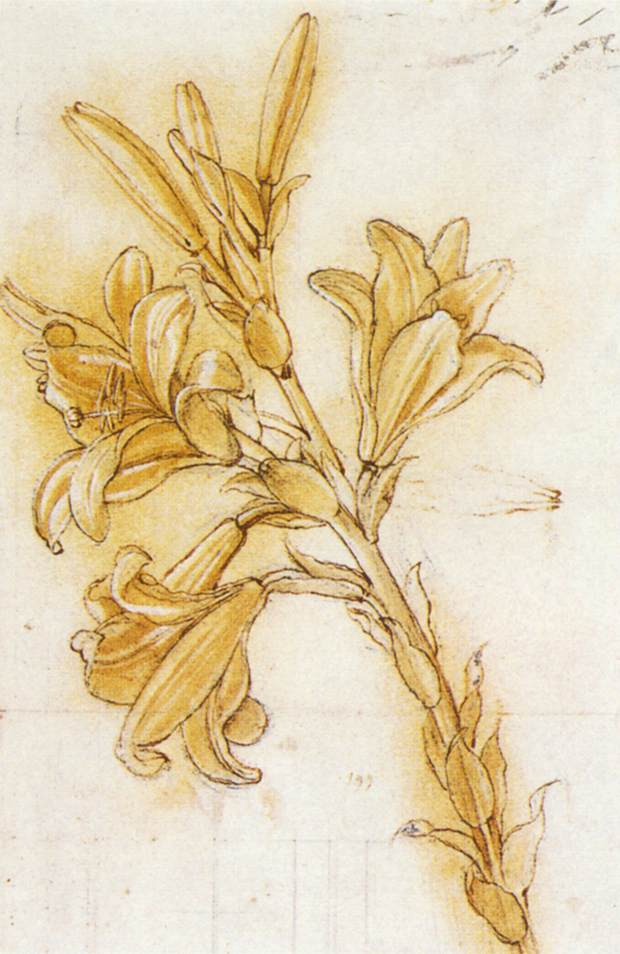
Studium lilii (ok. 1480–1485)

Leonardo interesował się botaniką i zoologią. Wykorzystywał swoje badania botaniczne podczas prac nad obrazem Madonna w grocie. Na obrazie starał się dokładnie odtworzyć wszystkie cechy charakterystyczne poszczególnych gatunków. W czasie prac nad Zwiastowaniem przygotował rysunek lilii. Był to szkic przygotowawczy do obrazu. Wpływ na jego wiedzę na temat przyrody mieli Grek Jan Argiropul (który wykładał we Florencji filozofię naturalną Arystotelesa oraz tłumaczył jego dzieła) oraz lekarz Paolo del Pozza Toscanelli.
Od 1490 do ok. 1510 roku badał anatomię ptaków oraz próbował ustalić, czy człowiek za pomocą swoich mięśni może wznieść się w powietrze. W rozprawie O locie ptaków opisał ze szczegółami ruchy piór i skrzydeł ptaków podczas lotu. W pierwszej części rozprawy skupił się na mechanice ruchu skrzydeł i aktywnym locie, w drugiej przedstawił zmagania mające na celu zachowanie równowagi w locie podczas wiatru. Około 1487 roku interesował się również lotem nietoperzy, ważek i innych skrzydlatych owadów.
W latach 90. XV wieku Leonardo jako pierwszy w historii uśmiercił żabę, przecinając jej rdzeń kręgowy, z którego wychodziły nerwy. Sekcje na zwierzętach prowadził do ok. 1510 roku. Około 1508 roku Leonardo próbował dowieść, dlaczego psy wąchają swoje odbyty. Zdaniem Leonarda w odchodach zwierząt pozostają fragmenty żywności. Psy mające silny zmysł węchu miałyby być w stanie wychwycić w kale zapach niestrawionych resztek. Dzięki obwąchaniu odbytu pies miałby być w stanie rozpoznać dobre odżywionego psa (któremu okazałby szacunek) od źle odżywionego. W tym samym roku zainteresował się budową języka dzięcioła oraz szczęk krokodyla. Około 1513–1515 roku powstał rysunek przedstawiający studia kotów, smoka i innych zwierząt, a ok. 1517 roku studia koni, smoka i walki św. Jerzego ze smokiem. Zdaniem niemieckiego historyka sztuki Franka Zöllnera Leonardo planował wydanie traktatu o zwierzętach, a przygotowane rysunki miały trafić do dzieła. Według Antoniny Vallentin traktat o zwierzętach miał stanowić pracę poświęconą anatomii porównawczej. Podczas przygotowywania szkiców do traktatu Leonardo przeprowadził sekcję zwłok niedźwiedzia i małpy. Planował wykazać różnice pomiędzy łapą niedźwiedzia lub małpy a stopą człowieka.
W swoich badaniach Leonardo był przekonany o istnieniu podobieństw pomiędzy człowiekiem a innymi zwierzętami (pogląd ten był popularny wśród jemu współczesnych). Zauważył, że podczas ruchu osoby dorosłej relacja pomiędzy górnymi a dolnymi kończynami jest podobna do tej, jaka występuje pomiędzy kończynami przednimi i tylnymi u czworonogów. Obserwując podobieństwa pomiędzy anatomią człowieka a zwierzętami wierzył, że człowiek byłby w stanie wznieść się w powietrze.

### Anatomia człowieka
Zainteresowanie Leonarda anatomią ciała człowieka wiązało się ze studiami do malarstwa. Pierwsze nauki pobierał prawdopodobnie u Verrocchia, następnie u wykładowców medycyny. W 1489 roku planował napisanie traktatu o anatomii, obejmującego szeroką tematykę od narodzin człowieka po radość płynącą ze słuchania muzyki. Zdaniem historyk sztuki Luby Ristujcziny, Leonardo mógł zainteresować się szerzej anatomią pod wpływem nieukończonej Bitwy pod Casciną Michała Anioła. Gotowość do wydania traktatu wyraził na początku 1510 roku. Był zwolennikiem badań empirycznych.
Pierwsze notatki dotyczące anatomii człowieka pochodzą z końca lat 80. XV wieku. W 1489 roku Leonardo zainteresował się ludzkimi czaszkami. Na pierwszym rysunku czaszka jest przecięta z góry na dół. Jako pierwszy w historii prawidłowo odwzorował zatokę czołową oraz opisał dokładnie uzębienie. Na niektórych szkicach umieścił kilka osi. Zdaniem Leonarda, w ich przecięciu znajdował się obszar zawierający (zbieg wszystkich zmysłów), gdzie miała mieścić się dusza oraz gdzie mózg przetwarzał informacje pochodzące ze zmysłów. Studia budowy czaszki były bliższe metafizyce niż anatomii. Badał również budowę ludzkiego oka. W połowie lat 90. XV wieku Leonardo przerwał studia anatomiczne. Wrócił do nich po dziesięciu latach.
Leonardo był zafascynowany dziełem Witruwiusza De architectura (O architekturze ksiąg dziesięć). Z pracą tą zapoznał się podczas wizyty w Pawii pod koniec lat 70. XV wieku. Dzieło Witruwiusza potwierdziło przekonanie o istnieniu powiązania pomiędzy człowiekiem (mikrokosmos) a naturą (makrokosmos). W 1489 roku Leonardo rozpoczął badania anatomiczne poświęcone proporcjom ludzkiego ciała. Leonardo robił samodzielne pomiary, przez co musiał poprawić niektóre stwierdzenia Witruwiusza, np. gdy u Witruwiusza długość stopy wynosiła jedną szóstą wzrostu człowieka, u Leonarda była to jedna siódma. W 1490 roku powstał rysunek Człowiek witruwiański, na którym Leonardo zrewidował koncepcje Witruwiusza. Rysunek ten uchodzi za wyidealizowany autoportret Leonarda, uchodzi również za najsłynniejszy rysunek Leonarda. Inne rysunki oparte na ideach Witruwiusza stworzyli m.in. Francesco di Giorgio Martini, Iacomo Andrea, Cesare Cesariano.
Zajmując się optyką wyraził pogląd, że odbiór bodźców wzrokowych ma miejsce na całej powierzchni siatkówki oka. Na podstawie prac arabskiego matematyka Alhazena prowadził eksperyment, polegający na stopniowym przybliżaniu do oka igły. Leonardo zauważył, że zbliżona do okna igła nie blokowała całego pola widza. Gdyby za widzenie odpowiadał pojedynczy punkt w siatkówce, człowiek dostrzegłby wyłącznie igłę. Jednocześnie Leonardo zanotował, że obraz przybliżonej igły staje się niewyraźny. Leonardo nie rozumiał, dlaczego obraz świata nie jawi się jako odwrócony w pionie i w poziomie. Problem ten pojawił się podczas eksperymentów z camerą obscurą, gdzie otrzymany tym sposobem obraz jest odwrócony. Leonardo zasugerował, że w oku znajduje się miejsce, gdzie dokonuje się korekta obrazu. Podczas prowadzonych sekcji oka Leonardo miał trudności ze zmianą kształtu gałki ocznej po nacięciu jej nożem. Zaproponował rozwiązanie tego problemu poprzez zanurzenie oka w białku jaja i ugotowaniu go, dopóki białko nie się ścięło. Część obserwacji trafiła do rękopisu O oku Leonarda z około 1507 roku.
Około 1492 roku Leonardo narysował studium stosunku seksualnego mężczyzny i kobiety w przekroju. Na rysunku Leonardo powtórzył antyczną i średniowieczną koncepcję pochodzenia spermy częściowo z mózgu i pokarmu kobiecego z macicy. Na przekroju penisa znajdują się dwa kanały. Przez pierwszy przechodzi sperma, przez drugi duchowa substancja z mózgu. Zdaniem niemieckiego historyka Franka Zöllnera Leonardo wyrażał w ten sposób pogląd, że do zapłodnienia konieczna jest zarówno sperma, jak i substancja duchowa, nadająca wymiar duchowy. Idea ta wynikała z przekonania Leonarda o bliskim wzajemnym powiązaniu narządów.
Podczas drugiego pobytu we Florencji Leonardo przeprowadził pierwsze sekcje zwłok. W XVI wieku sekcje zwłok wywoływały kontrowersje. Za życia Leonarda Kościół katolicki zrezygnował z całkowitego zakazu przeprowadzania sekcji zwłok, jednak hierarchia kościelna nie była zgodna co do zniesienia zakazu. W praktyce prowadzenie sekcji zwłok było uzależnione od decyzji władz lokalnych. Sekcje zwłok można było prowadzić we Florencji i Mediolanie, w Rzymie były zaś zakazane. W 1506 roku wymagane było uzyskanie specjalnego zezwolenia na przeprowadzenie zabiegu. Z tego powodu większość sekcji Leonardo prowadził w swoim domu. Sam Leonardo uważał autopsję za przejaw szacunku dla dzieła Boga.
W notatce z przełomu 1507 i 1508 Leonardo zanotował sekcję zwłok stuletniego starca, który zmarł śmiercią naturalną. Badając ciało starca zainteresował się krzywizną jego kręgosłupa, wątrobą, jelitami i żołądkiem. Nie przeprowadził autopsji nóg, prawdopodobnie w wyniku postępującego rozkładu ciała. Badając śmierć stulatka odkrył przebieg miażdżycy naczyń krwionośnych. Mniej więcej w tym samym czasie przeprowadził sekcję zwłok schorowanego dwulatka. Obie sekcje zostały wykonane w szpitalu Santa Maria Nuova. Podczas sekcji zwłok interesował się przede wszystkim budową serca. Sekcja zwłok starca była prawdopodobnie pierwszą sekcją przeprowadzoną bezpośrednio przez Leonarda. Około 1508 roku przeprowadził łącznie dziesięć sekcji zwłok. Pod koniec życia wyznał, że przeprowadził w sumie trzydzieści sekcji.
W 1510 roku zasugerował, że ruch wirowy cieczy sprawia, że zastawki się zamykają oraz że krew wiruje podczas wypompowywania jej z serca do aorty. Opisał on fragmenty aorty, gdzie dochodzi do wirów. Badania te powtórzył oraz opisał na początku XVIII wieku włoski anatom Antonio Maria Valsalva, na cześć którego nazwano te części aorty. Leonardo przypuszczał również, że między płatkami zastawki a zatokami aorty powstają wiry krwi, dzięki którym zamyka się zastawka. Hipoteza Leonarda została potwierdzona w latach 60. XX wieku. W przeciwieństwie do Galena jako jeden z pierwszych nowożytnych uczonych wyraził pogląd, że serce jest podstawowym organem układu naczyniowego. Odrzucił również pogląd Galena, jakoby serce było zbudowane z tkanki o życiodajnych właściwościach oraz skorygował budowę tego organu. Jednocześnie Leonardo powielił niepoprawny pogląd Galena, że serce ogrzewa krew. Uznał, że ciepło jest wytwarzane podczas skurczu serca oraz w wyniku tarcia krwi o ścianki organu. Nie udało mu się opisać, jak krew krąży po ciele. Zjawisko krążenia krwi odkrył sto lat później angielski anatom William Harvey.
W latach 1508–1509 badał budowę płuc oraz kobiecych genitaliów. W 1510 roku Leonardo poznał anatoma Marcantoniego della Torrego. Uczęszczał na jego wykłady anatomiczne, gdzie rysował organy zmarłych. W 1515 roku Leonardo został oskarżony o przeprowadzanie sekcji zwłok. Zdaniem Charlesa Nicholla przyczyną kontrowersji mogły być studia embrionów. Ostatni raz sekcję zwłok przeprowadził w szpitalu Santo Spirito w Rzymie.
W latach 1510–1512 roku Leonardo przygotował rysunek płodu w macicy. Rysunek ten nie powstał w wyniku przeprowadzenia sekcji zwłok ciężarnej kobiety. Na podstawie dokonanej autopsji krowy Leonardo przyjął, że macica ma kulisty kształt. Wbrew powszechnym wówczas poglądom Leonardo prawidłowo przyjął, że macica składa się nie z kilku, a jednej komory. Dokładnie przedstawił budowę tętnicy macicznej, układu naczyń krwionośnych pępowiny oraz pochwy. Wbrew oficjalnemu stanowisku Kościoła katolickiego Leonardo stwierdził, że zarodek stanowi taką samą część ciała matki jak jej dłonie lub stopy. Kilka lat po wykonaniu szkicu Leonardo wrócił do rysunku notując na dole strony, że płód nie musi oddychać, ponieważ jest karmiony jedzeniem, które przyjęła matka, i jej siłą życiową.
Leonardo da Vinci był pierwszym uczonym, który wypełniał komory mózgu masą do odlewów. Jego wyczyn powtórzył holenderski anatom Frederik Ruysch ok. 200 lat później.
Badał również budowę jamy ustnej, gardła i tchawicy. Zebrane notatki na temat tych części ciała chciał uporządkować i wydać w Traktacie o głosie. Zdaniem Leonarda w tchawicy głos ludzki nabiera odpowiednich tonów. Według zamierzeń Leonarda praca ta miała cieszyć się popularnością w Rzymie, gdzie było bardzo duże zainteresowanie dialektyką.
Choć Leonardo da Vinci dokonał nowych odkryć anatomicznych, nie zdecydował się opublikować wyników badań. Niezredagowane notatki przekazał swemu spadkobiercy Francescowi Melziemu. Rozwój anatomii rozpoczął się 25 lat po śmierci Leonarda, za sprawą opublikowania przez Andreasa Vesaliusa traktatu pt. Budowa ludzkiego ciała. Badania Leonarda były odkrywane na nowo w ciągu następnych stuleci.

### Matematyka

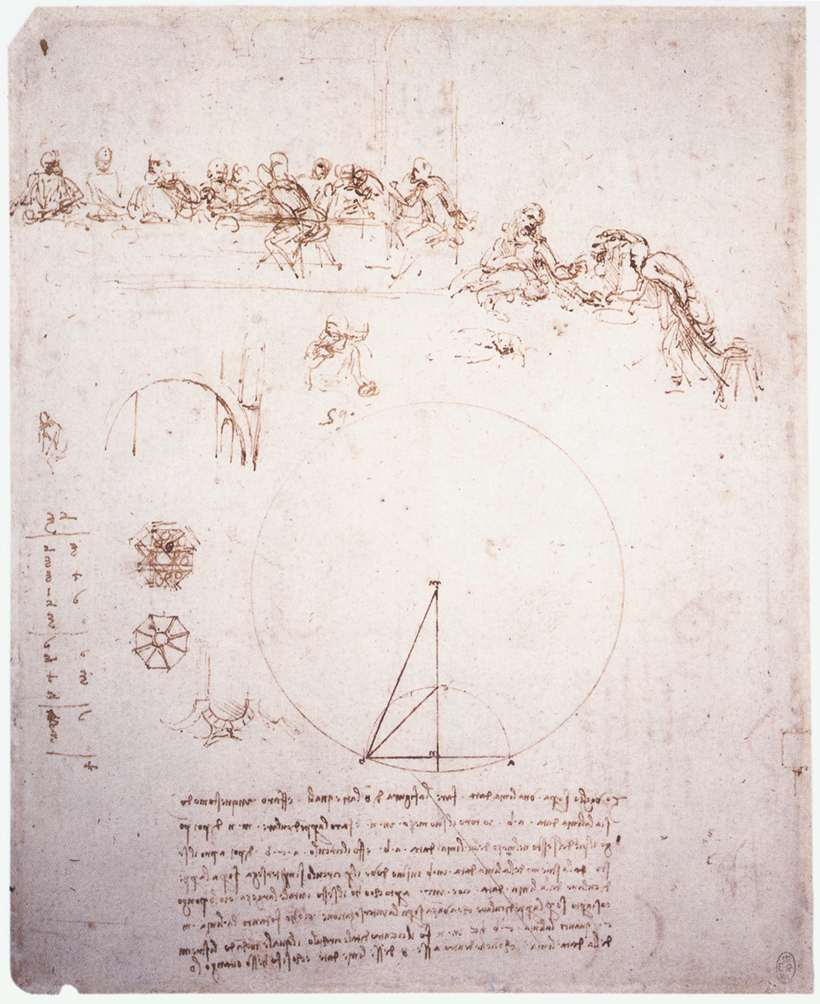
Szkice do Ostatniej Wieczerzy, plany ośmiobocznych kościołów i studium geometryczne kwadratury koła (ok. 1495)

Leonardo jako dziecko uczył się w tzw. szkole rachunkowej podstaw arytmetyki. Jako dorosły był świadomy tego, że matematyka jest konieczna, by możliwe było sformułowanie teorii na podstawie wyników obserwacji. Dobrze radził sobie z geometrią, trudności sprawiała mu arytmetyka (w tym m.in. wyciąganie pierwiastków i ułamki), nie był zaznajomiony z algebrą. Leonardo radził sobie z geometrią, gdyż mógł określać figury za pomocą analogii. Dziedzinę tę opanował studiując prace Archimedesa. Geometrię traktował jako najważniejszy dział matematyki.
Jednym z przyjaciół Leonarda był włoski matematyk Luca Pacioli, autor podręcznika do matematyki w języku włoskim wydanego w 1494 roku. Pacioli udzielił Leonardowi korepetycji z matematyki. Leonardo zdołał nauczyć się od przyjaciela geometrii euklidesowej, jednak przerosły go działania na pierwiastkach kwadratowych. Gdy Leonardo nie był w stanie zrozumieć danego zagadnienia, przepisywał do notatników wyjaśnienia Paciolego słowo w słowo. W zamian za udzielane lekcje Leonardo sporządzał ilustracje do traktatu O boskiej proporcji, wydanej w 1509 roku w Wenecji. Traktat ten jest poświęcony znaczeniu proporcji w sztuce, architekturze, matematyce i anatomii. Ponadto Leonardo i Pacioli zajmowali także zagadkami matematycznymi. Według francuskiego humanisty Geoffroy’a Tory’ego Luca Pacioli dopuścił się plagiatu, przypisując sobie ważniejsze odkrycia, które zdaniem Tory’ego są dokonaniami Leonarda.
Zastanawiał się, czy jest możliwe przekształcenie kwadratu w koło o dokładnie tej samej powierzchni oraz czy można przekształcić kulę w sześcian o identycznej objętości. Interesował się również bryłami platońskimi, problemem podwojenia sześcianu, czy też kwadraturą koła. Zachowało się co najmniej 169 prób rozwiązania przez niego kwadratury koła.
Dzięki swoim obserwacjom i notatkom uchodzi za jednego z pionierów topologii. Nie znając równań, transformacje określał wyłącznie w formie rysunków. Podczas badań ruchu wody zainteresował się homeomorfizmem, wówczas określanym mianem transformacji. W 1505 roku Leonardo zaplanował napisanie traktatu o transformacjach. Praca ta nigdy się nie ukazała.
Błędne przyjmuje się, że podczas prac nad Mona Lisą Leonardo świadomie zastosował złoty podział (m.in. na twarzy postaci). Martin Kemp zwrócił uwagę, że proporcje wymiarów obrazu są bliższe pierwiastkowi z dwóch (w przybliżeniu 1,414) niż złotej liczbie, wynoszącej w przybliżeniu 1,618, zaś poszukiwanie złotego podziału na obrazie stanowi rodzaj myślenia życzeniowego. Zdaniem Waltera Isaacsona Leonardo prawdopodobnie nie stosował celowo tej zasady. Ślady stosowania złotej proporcji miano odnaleźć też na obrazie Święty Hieronim na pustyni.
Leonardo nie opublikował żadnych badań nad matematyką, przez co nie przyczynił się do rozwoju tej dziedziny wiedzy.

### Astronomia
Leonardo interesował się również astronomią. Był świadkiem całkowitego zaćmienia Słońca, które nastąpiło 16 marca 1485 roku. W notatkach radził, by zaćmienie obserwować przez dużą kartę perforowanego papieru. Podczas prac nad Bitwą pod Anghiari Leonardo rozrysował schemat Układu Słonecznego. Starał się wytłumaczyć przyczyny występowania faz Księżyca. Opisał iluzję księżycową sprawiającą, że Księżyc wydaje się być większy, gdy znajduje się tuż nad linią horyzontu, niż w momencie znajdowania się wysoko na niebie. Leonardo zanotował, że za pomocą wklęsłej soczewki można zobaczyć powiększony obraz Księżyca, na którym będzie można zaobserwować złudzenie atmosfery na jego powierzchni. Odkrył, że Księżyc świeci odbitym światłem słonecznym oraz światłem odbitym od Ziemi. Obserwację tę ponownie odkrył niemiecki astronom i matematyk Michael Maestlin. Leonardo błędnie założył, że gwiazdy nie emitują własnego światła. Planował wydanie traktatu o astronomii (według innego źródła o Księżycu), gdzie chciał m.in. obliczyć odległość między Ziemią a Słońcem oraz ustalić faktyczną wielkość Słońca oraz Ziemi.
Stosowane przez Leonarda instrumenty astronomiczne były prymitywne w obsłudze i przypominały instrumenty wykorzystywane w czasach starożytnych. Ze względu na ich wysoką cenę, Leonardo pożyczał instrumenty od swoich przyjaciół. Gwiazdy obserwował poprzez kartkę papieru z dziurą. Dzięki zrobieniu otworu był w stanie uporać się z problemem migotania obserwowanej gwiazdy.
Około 1510 roku Leonardo zanotował, że Słońce się nie porusza (Il sole non si muove). Nie wiadomo, czy zdanie to odnosi się do obserwacji astronomicznych Leonarda, czy też było notatką odnoszącą się do pewnego spektaklu scenicznego lub przedstawienia.

### Geologia i hydraulika
Zainteresowanie Leonarda geologią wiązało się ze związkiem makrokosmosu z mikrokosmosem. Leonardo dostrzegał związki między anatomią człowieka a budową Ziemi. Metafizyczna relacja człowieka i Ziemi występuje w obrazach Leonarda. Glebę porównywał do mięśni człowieka, skalne warstwy góry do kości, tuf wulkaniczny do chrząstek, a żyły wodne do krwi. Jednocześnie dostrzegał, że porównania Ziemi do ciała człowieka nie zawsze są trafne. W Kodeksie Leicester znalazły się siedemdziesiąt dwie strony notatek na temat geologii, hydrologii i astronomii. Największe zainteresowanie wzbudzała u Leonarda dynamika przepływu wody. Leonardo uważał, że Ziemia nie była od początku statyczną planetą, lecz w jej historii dochodziło do szeregu zmian, które ukształtowały jej obecny kształt. Uważał, że w pewnym momencie Cieśnina Gibraltarska powiększy się do tego stopnia, że Morze Śródziemne utraci wodę i zostanie dalszą częścią Nilu.
W latach 90. XV wieku Leonardo planował wydać traktat o hydraulice. W notatkach o hydraulice poświęcił uwagę na prędkości nurtów rzecznych na różnych głębokościach. W Kodeksie Leicester Leonardo zanotował siedemset trzydzieści wniosków na temat hydrologii. Do czasów współczesnych zachowało się kilkaset notatek poświęconych mechanice płynów. Największe zainteresowanie Leonarda wzbudzały formy ruchu wody. Ruch wodny wiązał z koncepcją impetu. Wiedzę na temat hydrauliki wykorzystał podczas nieudanej próby zmiany biegu rzeki Arno.
Leonardo zasugerował, że doliny powstają w wyniki erozji rzecznej. Jego zdaniem strumienie powstałe w najniższych partiach terenu drążą glebę i formują koryto dla innych wód, przez co każdy odcinek tego koryta będzie się poszerzał i pogłębiał. Zasadę superpozycji w odniesieniu do skał osadowych opisano ponownie w drugiej połowie XVII wieku. Podczas badań geologicznych (m.in. podczas prac nad zmianą biegu rzeki Arno) Leonardo odkrył skamieniałości wymarłych zwierząt, które znajdowały się w wielu różnych warstwach skalnych. Stwierdził, że biblijny opis potopu nie ma pokrycia w rzeczywistości. Aby udowodnić swój pogląd stwierdził, że gdyby potop przetransportował muszle kilkaset mil od morza, zaniósłby je na górę razem z innymi gatunkami stworzeń, których skamieliny byłyby ze sobą przemieszane, jednak wśród zebranych skamielin znalazły się wyłącznie ostrygi, kalmary i różne muszle zwierząt żyjących stadami.
Podczas badań geologicznych i astronomicznych Leonardo próbował wytłumaczyć, dlaczego niebo ma kolor niebieski. Jego zdaniem błękit nie był faktycznie kolorem powietrza. Kolor miał być wywołany przez ciepłą wilgoć, która parując rozpadała się na bardzo drobne i niedostrzegalne cząsteczki, rozświetlane pod wpływem padających promieni słonecznych. Po odbyciu wspinaczki na górę Monte Rosa Leonardo zanotował, że niebo widziane ze szczytu góry ma głębszy odcień niebieskiego.
Wiele obserwacji z zakresu geologii znalazło się w Kodeksie Leicester. Zarówno oryginalne notatki, jak i ich kopie były dostępne dla badaczy w XVII, XVIII i XIX wieku. Według badacza manuskryptów Leonarda Domenico Laurenzy, obserwacje Leonarda mogły być o dobrze znane.

### Wynalazki i konstrukcje
Pierwsze projekty wynalazków i konstrukcji Leonarda powstały jeszcze przed jego przeprowadzką do Mediolanu w 1482 roku. Leonardo zainteresował się techniką prawdopodobnie za sprawą humanisty Benedetta Aritmetici. Wymyślone przez niego maszyny zachowały się wyłącznie na rysunkach.
Miały one wywrzeć wrażenie na Ludwiku Sforzy, który wkrótce zatrudnił Leonarda. Przedstawiały one m.in. mechanizm służący do odpychania drabin oblężniczych od murów zamku, gigantyczną kuszę, której łoże zaplanowano na dwadzieścia pięć metrów długości (ok. 1485). Kuszę udało się zbudować w 2002 roku, jednak skonstruowana maszyna nie działała zgodnie z zamysłem Leonarda. W latach 1478–1485 powstał projekt działa przewoźnego. Działo mogło być nową wersją już istniejącego rozwiązania. Projekt działa rozwinął po 1500 roku.
W Mediolanie Leonardo zapoznawał się z drukowanymi książkami poświęconymi wynalazkom militarnym. Rozwijał pomysły Rogera Bacona, Roberta Valturia, Mariana di Jacopo. Projekt maszyny przedstawiającej zwalisty wóz z przymocowanymi do kół ostrzami w kształcie kos jest rozwinięciem jednego z pomysłów Valturia i powstał około 1482–1485 roku. W tym samym czasie Leonardo zaprojektował organki wojenne (był to projekt nowego rodzaju broni, o pokaźnej sile ognia), ostrogę obronną. Około 1484, 1485 lub ok. 1487–1488 roku powstał również projekt czołgu (porównywany również do wozu zbrojnego lub samochodu pancernego), w którym mogło pomieścić się osiem osób. Był to mobilny zestaw artyleryjski lub transporter opancerzony, który miał wywoływać efekt zaskoczenia i przerażenia u przeciwnika. Maszyny nigdy nie zbudowano. Według Michaela Mosleya, producenta filmu dokumentalnego Leonardo dla stacji BBC, mogą być dwa powody dla których projekty maszyn wojennych zrekonstruowane przez współczesnych inżynierów okazały się wadliwe. Pierwszym z nich mogła być ochrona w pełni funkcjonalnych wynalazków przed skopiowaniem, drugi mógł odnosić się do światopoglądu Leonarda da Vinci, który w gruncie rzeczy był pacyfistą i celowo wprowadził błędy do swoich projektów, aby przywódcy wojskowi dla których pracował nie mogli użyć ich w walce.
Pod koniec XV wieku Leonardo stworzył projekt zamku kołowego, który zrealizował ok. 1499 roku w Niemczech technik i ślusarz Giulio Tedesco zwany Juliuszem Niemcem. Prace nad wynalazkami Leonardo prowadził do 1502 roku.
Leonardo zainteresował się mechaniką za sprawą zafascynowania się zjawiskiem ruchu. Poszukiwał podobieństw pomiędzy maszynami a budową ciała człowieka. Podobnie jak inni inżynierowie z czasów renesansu, Leonardo próbował opracować metodę na wyrównanie siły napędu zespołu elementów na każdym etapie napięcia sprężyny. Proponował budowę tartaków wodnych, warsztatów nożowniczych, szlifierni, prochowni, przędzalni jedwabiu i innych zakładów rzemieślniczych, zasilanych energią rzeki Arno. W latach 90. XV wieku interesowało go skonstruowanie perpetuum mobile. Próbował zaprojektować mechanizm, który sam sobie nadawałby pęd bez udziału jakiejkolwiek siły z zewnątrz. Jednym z pomysłów Leonarda był mechanizm wodny, opierający się na wykorzystaniu śruby Archimedesa. Poruszająca się spirala miała pompować wodę do góry. Woda spływałaby w dół i swoim ciężarem wymuszałaby kontynuowanie ruchu obrotowego śruby. Leonardo uznał, że śruba nie jest w stanie przepompowywać w górę takiej ilości wody, by cały proces mógł trwał wiecznie. W wyniku studiów Leonardo przyznał, że skonstruowanie perpetuum mobile jest niemożliwe. Ponadto przeprowadził serię eksperymentów z przesuwaniem ciężkich przedmiotów po równi pochyłej w ramach studiowania zagadnienia tarcia. Zaobserwował związek między tarciem a ciężarem ciała, powierzchnią obiektu, po którym przesuwane jest dane ciało, a stopniem nachylenia pochylni. 200 lat przed Guillaume’em Amontonsem stwierdził, że siła tarcia jest niezależna od wielkości stykających się obiektów, a zależy wyłącznie od ich rodzaju. Leonardo odkrył także, że tarcie można zmniejszyć dzięki pokryciu powierzchni równi pochyłej środkiem naoliwiającym. Zaprojektował również metody stosowania łożysk kulkowych i tocznych, które zaczęto powszechnie stosować 400 lat później.
Na przełomie 1495 i 1496 zaprojektował maszynę do wyrobu igieł krawieckich. W notatkach napisał, że sto takich maszyn mogłoby wyprodukować 40 tys. igieł w ciągu godziny. Leonardo zakładał, że maszyna ta uczyniłaby go bogatym. Zakładając, że jedna igła zostałaby sprzedana za pięć soldów, dzięki temu patentowi zarobiłby 60 tys. dukatów (w przeliczeniu ponad 8 mln dolarów w 2017 roku). Faktycznie Leonardo pomylił się w mnożeniu i uzyskał wynik dziesięć razy większy od prawidłowego. Maszyna nigdy nie została skonstruowana.
Leonardo projektował maszyny robocze, mające poprawić wydajność pracy robotników. Opracował m.in.: młot opadowy (ok. 1478–1480), maszynę do nacinania pilników (ok. 1480), szlifierkę zwierciadeł wklęsłych (ok. 1480), żuraw do kopania kanałów (1503–1504), maszynę przędzalniczą. Po zaznajomieniu się z prasą drukarską zaprojektował jej udoskonaloną wersję. Projektował również instrumenty muzyczne, m.in. kombinację skrzypiec i klawicymbału, znaną jako viola organista. Inne instrumenty miał zaprojektować podczas prac nad Mona Lisą. Przypisuje mu się również stworzenie bądź udoskonalenie camera obscura oraz zaprojektowanie stroju do nurkowania.

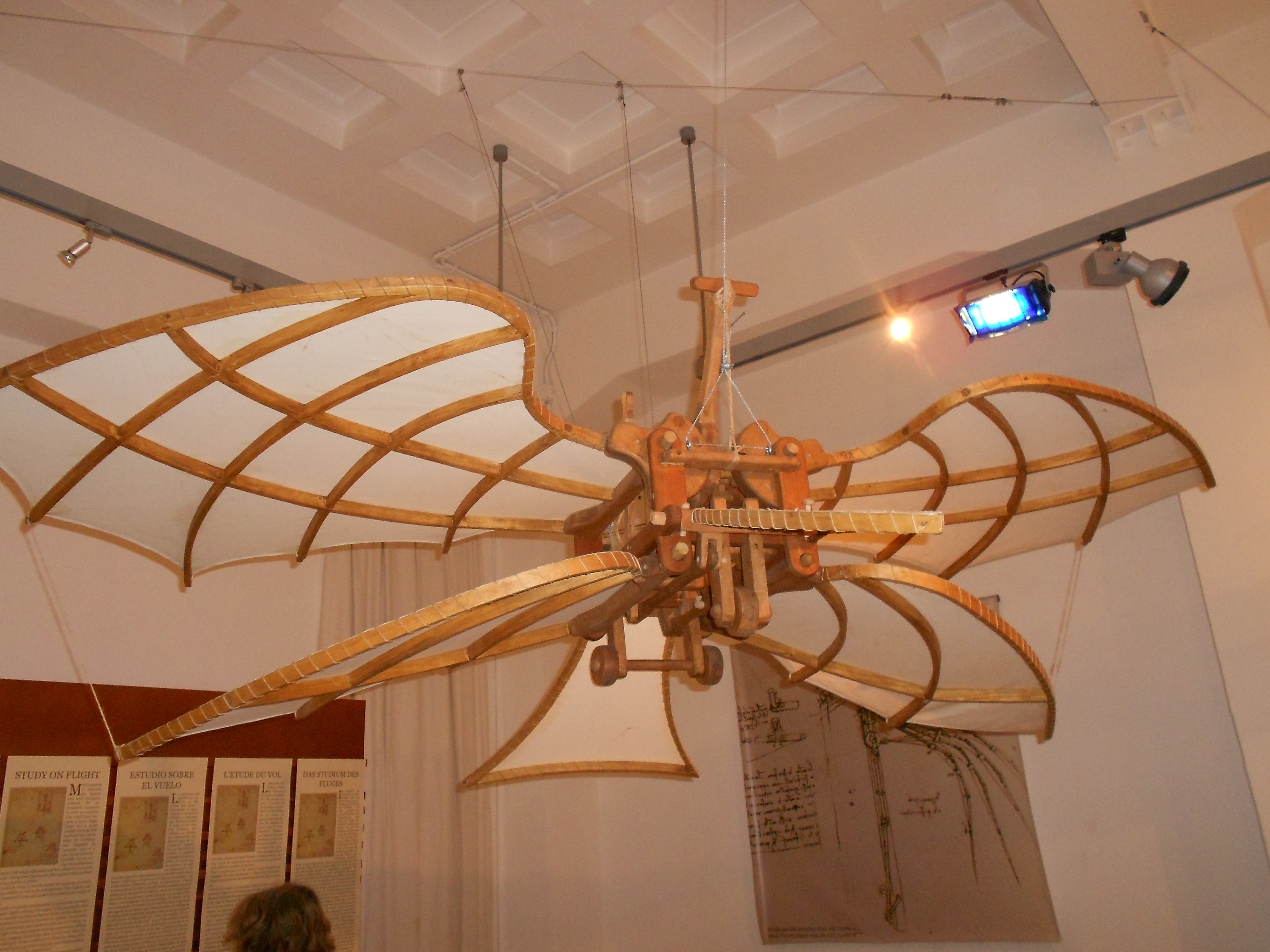
Rekonstrukcja maszyny latającej ze skrzydłami

Leonardo zaprojektował wiele urządzeń latających. Pierwsze projekty przedstawiały maszyny napędzane siłą mięśni pilota. Wiele maszyn nie mogłoby działać, ponieważ były sprzeczne z zasadami aerodynamiki. Prawdopodobnie pierwszą maszyną mogącą imitować lot mogła być maszyna wykorzystywana podczas przedstawień scenicznych.
Od 1490 roku Leonardo zajmował się anatomią ptaków. Próbował ustalić, czy człowiek za pomocą swoich mięśni i techniki może latać. Leonardo nie zgadzał się z poglądem Arystotelesa, że powietrze podtrzymuje ptaki tak, jak woda podtrzymuje statki. Zdaniem Leonarda ciało ptaka waży więcej od powietrza, przez co ptak byłby ściągany w dół przez siłę ciężkości. Zauważył m.in., że uderzenie ptasiego skrzydła sprawia, że ciśnienie powietrza pod skrzydłem rośnie i jest wyższe od ciśnienia rzadszego powietrza ponad skrzydło, że ciało działa na powietrze z taką samą siłą, z jaką powietrze oddziałuje na ciało (twierdzenie to odpowiada trzeciej zasadzie dynamiki Newtona) oraz że im szybciej przepływa powietrze bądź ciecz, tym mniejsze wywiera ciśnienie.
Zainteresowanie maszynami latającymi pojawiło się u Leonarda za sprawą realizacji przedstawień teatralnych. W wieku dziewiętnastu lat Leonardo widział spektakl teatralny Zwiastowanie, gdzie wykorzystano urządzenie projektu Brunelleschiego, które pozwalało aktorom wznosić się w powietrze tak, jakby potrafili latać. W 1482 roku Leonardo zaprojektował skrzydła podobne do tych nietoperza, poruszane za pomocą specjalnej korby. Urządzenie to miało być wykorzystywane w spektaklach teatralnych. Maszyna ta była podobna do prototypów samolotów, m.in. Ottona Lilienthala. W latach 1480–1495 Leonardo zaprojektował mechanizm skrzydeł (tzw. mechaniczna ważka) oraz turbinę wiatrową, uchodzącą za prototyp śmigłowca. Nie będąc w stanie zaprojektować działającej maszyny latającej, Leonardo zrezygnował z prac nad nią, skupiając się na zaprojektowaniu lotni.
Leonardo planował testowanie maszyny latającej nad wodą bądź też na dachu zamku w Mediolanie. Podczas testów nad wodą operator maszyny miał mieć na sobie kamizelkę ratunkową według projektu Leonarda. 3 stycznia 1496 roku na wzgórzu Ceceri w miejscowości Fiesole pod Florencją Leonardo przetestował swoją pierwszą maszynę latającą, napędzaną wyłącznie przez człowieka. Według przekazu urządzeniem sterował rzemieślnik i asystent Leonarda Tommaso di Giovanni Masini. Podczas lądowania miał on złamać nogę i kilka żeber. Nie wiadomo, czy historia ta jest prawdziwa czy stanowi jedną z legend o Leonardzie. Efektem badań nad lotem było sporządzenie kilkunastu notatek, znanych dzisiaj jako traktat O locie ptaków.
W 1485 roku Leonardo zaprojektował spadochron. Według jego projektu spadochron miano zbudować z kawałka płótna o długości i szerokości 12 braccia (7,34 m). Pod koniec XVI wieku spadochron według projektu Leonarda miał zbudować i przetestować Wenecjanin Veranzio. W 2000 roku spadochron jego projektu zbudował i przetestował Brytyjczyk Adrian Nicholas. Skoczył on z wysokości 3 tys. m, na wysokości 600 m użył spadochronu zapasowego, odcinając leonardiański. Kolejny test odbył w 2008 roku Szwajcar Olivier Vietti-Teppa. Skoczył on z wysokości 650 m ze spadochronem Leonarda (nie mając zapasowego) i bezpiecznie wylądował na ziemi.
Według zachowanych relacji Leonardo przygotował projekt podniesienia kościoła pw. św. Jana Chrzciciela we Florencji. Według idei Leonarda, kościół miał być odłączony od fundamentów, podniesiony do góry za pomocą bardzo dużych dźwigów hydraulicznych. Kolejnym etapem miało być wybudowanie na fundamentach specjalnej konstrukcji. Miała ona składać się z wieńca odwróconych łuków opierających się na łukach normalnych. Podczas prac kościół nie miał być pozbawiony żadnego elementu. Wobec obaw, że kościół może się zawalić bądź też na ścianach pojawią się pęknięcia, Leonardo przedstawił wyniki swoich badań dotyczących wytrzymałości materiałów, które broniły jego projektu. Plan podniesienia kościoła został przedstawiony władzom Florencji, jednak nie został przyjęty.

### Twórczość pisarska
Na dworze u Sforzów Leonardo zajmował się pisaniem utworów literackich o rozrywkowym charakterze. Utwory były odczytywane na głos bądź odgrywane przez aktorów. Zachowało się około trzystu tekstów. Są to bajki, rebusy, żarty, humoreski, proroctwa. Swoje literackie zamiłowania odkrył dzięki poecie, Antoniemu Cammelliemu, którego poznał w 1477 roku podczas pobytu w Pistoi. Wiele jego utworów stanowiły plagiaty z innych dzieł. Znajdujący się w Manuskrypcie paryskim H utwór Zwierzyniec stanowi kompilację bestiariusza średniowiecznego Fiore di Virtù i utworu Acerba Cecca d’Ascoli.

### Projekty dekoracji i kostiumów
Bernardo Belicioni przygotował przedstawienie kostiumowe Rajska uczta (również nazywane Święto Raju) z okazji ślubu księcia Gian Galeazza Sforzy z Izabellą Aragońską. Leonardo zajął się przygotowaniem inscenizacji Maskarada planet, która stanowiła kulminacyjny punkt przedstawienia. Spektakl został wystawiony nocą 13 stycznia 1490 roku. Uroczystość otworzyło dziecko ze skrzydłami anioła, oznajmiające, co zobaczą goście. Przed widzami była roztoczona wyzłocona od wewnątrz półkula. Horyzont pokryto gwiazdami, ponad linią widnokręgu umieszczono dwanaście znaków zodiaku. Planety ustawiono według ich hierarchii. Poruszały się one w swoich orbitach. Podczas spektaklu bogowie greccy zstępowali z wyżyn. Według zachowanych relacji podczas spektaklu można było zobaczyć Apolla zazdrosnego o urodę Izabeli Aragońskiej, Jowisz miał udać się na szczyt góry, a przedstawienie zamykało orędzie Merkurego, który przywiódł ze sobą trzy gracje i siedem postaci reprezentujących cnoty chrześcijańskie, które miały wspierać Izabelę za życia.

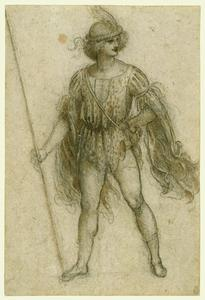
Przebranie egzotycznego pikiniera

W 1490 roku Leonardo zajął się oprawą połączonych ślubów Ludovica Sforzy z Beatrice d’Este i Anny Sforzy z Alfonsem d’Este. Rok później uczestniczył w pracach nad turniejem zorganizowanym przez Galeazza Sanseverina. Giermkowie i słudzy Sanseverina byli przebrani w zwierzęce skóry, liście i korę, naśladując barbarzyńców i wymachując maczugami. Dzierżący złotą tarczę i noszący na głowie złoty hełm z krętymi rogami, zakończony smokiem z ogonem sięgającym zadu konia, Sanseverino odgrywał rolę ich władcy.

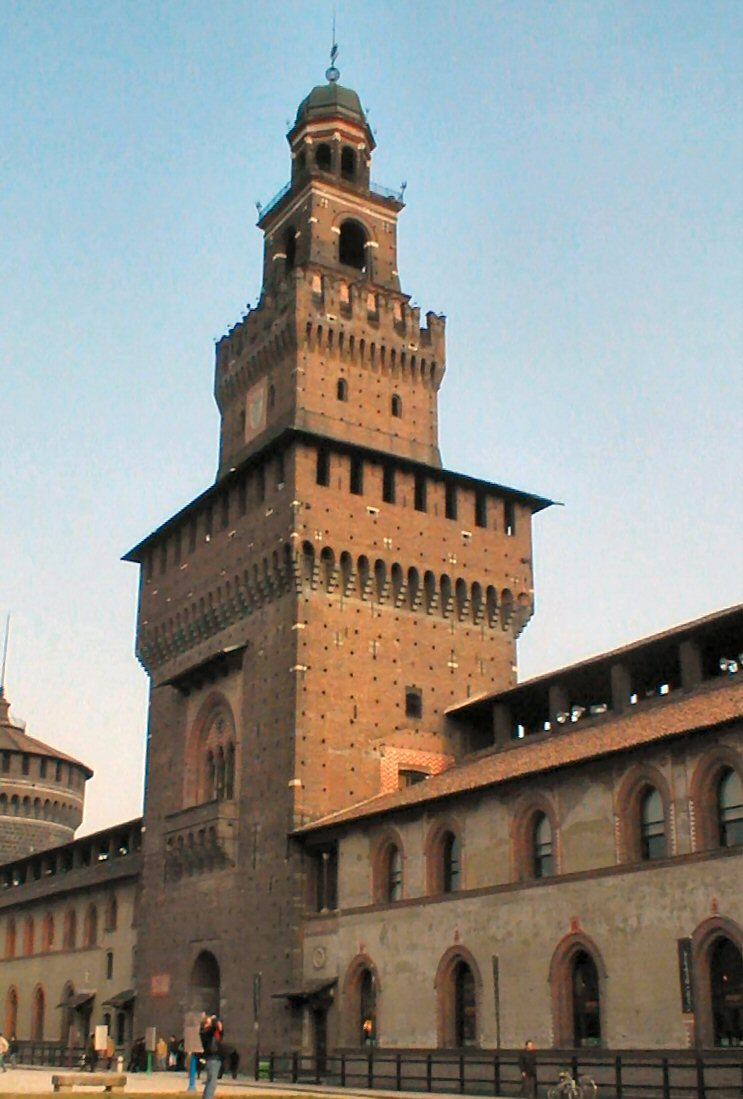
Zamek Sforzesco

Na początku lat 90. XV w. Leonardo zaprojektował kostiumy na festyn organizowany przez Sforzów. Przykładem jest czarno-biały szkic, na którym uczestnik spektaklu ma na sobie łeb słonia ze sterczącą trąbą. Leonardo zaprojektował także 2 maski psów. Po odwróceniu o 180° mordy mopsa zmienia się ona w pysk nietoperza. Przyczepione do masek uzdy wskazują, iż były one zaprojektowane z myślą o sługach ciągnących rydwan lub platformę.
Leonardo zajmował się także dekoracją letniego pałacu Sforzy w Vigevano – Sforzesco. Rozpoczął prace 2 lutego 1494 roku. W kosztorysie wymienił prace nad dekoracją schodów, sklepień, okien i 24 obrazy z historii Rzymu. Do pracy użył m.in. błękitu, złota i pilastrów. W kwietniu 1507 roku zaprojektował plastyczną oprawę uroczystości wjazdu Ludwika XII do Mediolanu. Król przejechał z ulicy Duomo do zamku przez Via Dante, udekorowaną łukami triumfalnymi z roślin, z herbami Francji i Bretanii, wizerunkami Chrystusa i świętych, rydwanem z alegoriami cnót kardynalnych oraz bogiem Marsem ze strzałą w jednej ręce i gałązką palmową w drugiej. Całości dopełniały maskarada i tańce.
Około 1507 roku artysta zajmował się m.in. oprawą dworskich przedstawień. Pracował nad operą Orfeusz. Wśród jego szkiców scenograficznych zachowały się rysunki pasm górskich. Obok znajdował się rysunek mechanizmu złożonego z wielokrążków i przeciwwag, który poruszał zza kulis dekorację. W efekcie góra miała się otwierać i odsłaniać sadybę Hadesa. Z niej mieli wyjść Pluton i jego diabelski orszak (Erynie, Cerber, Śmierć). Prawdopodobnie była to powtórka widowiska dla dworu Charles’a d’Amborise, które artysta wystawił w 1490 roku w Mantui. Brał w nim udział jego pomocnik Atalante Migliorotti. W czasie przedstawienia każdej postaci towarzyszył akompaniament różnych instrumentów – Orfeuszowi wiole basowe, Eurydyce wiole sopranowe, Hadesowi puzony, a Charonowi gitary. W 1998 wśród rycin i rysunków z kolekcji Stefana della Bella odkryto szkic piórkiem będący pozostałością po tym przedstawieniu, przedstawiający Orfeusza napadniętego przez Furie.
W lipcu 1509 roku Leonardo przygotował oprawę tryumfalnej parady na cześć Ludwika XII. Według relacji nieznanego świadka Leonardo stworzył lwa leżącego nad bramą. Stawał on w momencie wjazdu króla. Następnie wydobywał z piersi niebieskie kule pełne złotych lilii, które spadały na ziemię. O mechanicznym lwie wspominał również Vasari. Mechaniczne zwierzę było później elementem innych uroczystych parad (np. wjazdu Franciszka I do Lyonu w 1515 roku).
Ostatnim jego projektem były dekoracje na chrzest Henryka, syna Franciszka I, i ślub Madeleine de Tour d'Auverge z Lorenzem de’Medici. Na placu na północ od zamku Cloux wzniesiono łuk triumfalny. Znajdowała się na nim naga figura z wyrzeźbionymi liliami w jednej ręce i delfinem w drugiej. Z jednej strony łuk zdobiła salamandra z mottem Franciszka I: Nutrisco et extinguo, a z drugiej strony widniało hasło: Potius mori quam foedari (Lepiej umrzeć, niż się skalać).
Pochodzący z ok. 1497 roku szkic torebki został odtworzony przez Carlę Braccialini z domu mody Gherardini. Wykonana w 2012 roku torebka Pretiosa była dostępna tylko w liczbie 99 sztuk.

### Filozofia
Leonardo uważał, że duszą rządzą cztery siły, dzielące się na siły rozumu i odczuwania. Podczas gdy w filozofii klasycznej za siły umysłowe uznawano rozum i wolę, Leonardo w ich miejsce zaproponował intelekt i pamięć. Przyjął ze scholastyki średniowiecznej ideę wysiłku wszystkich rzeczy żywych i martwych przesuwających się po kosmosie. Wysiłek nie stanowił jednak zmagania mającego na celu połączenie się ze Stwórcą – ruch i jego kierunek nie miał ostatecznego celu. Prawa natury dyktowała siła wyższego stopnia, nazwana przez Leonarda koniecznością. Jego zdaniem etyka była powiązana z estetyką. Podczas pierwszego pobytu w Mediolanie Leonardo wierzył w nieśmiertelną duszę.
Porównywał ją do wiatru przechodzącego przez piszczałki organów. W swoich notatkach kpił sobie z poglądów starożytnych i średniowiecznych filozofów. Z czasem zaczął wyrażać pogląd, że nauki nie poparte doświadczeniem mogą zawierać liczne błędy. Rozwijanie tych nauk Leonardo uważał za stratę czasu.
Podczas trwającej w latach 80. XV wieku epidemii dżumy w Mediolanie Leonardo sporządził serię rysunków, ukazujących zasadność dwoistości doświadczenia. W skład tych rysunków wchodzą: Alegoria Przyjemności i Cierpienia, Alegoria Cnoty i Zazdrości, Alegoria Zazdrości i Niewdzięczności i Alegoria Zazdrości jadącej na Śmierci. Ponadto w latach 70. XV wieku Leonardo sporządził rysunek pt. Arystoteles i Filis, który jest łączony z serią alegorii.

## Leonardo da Vinci w kulturze

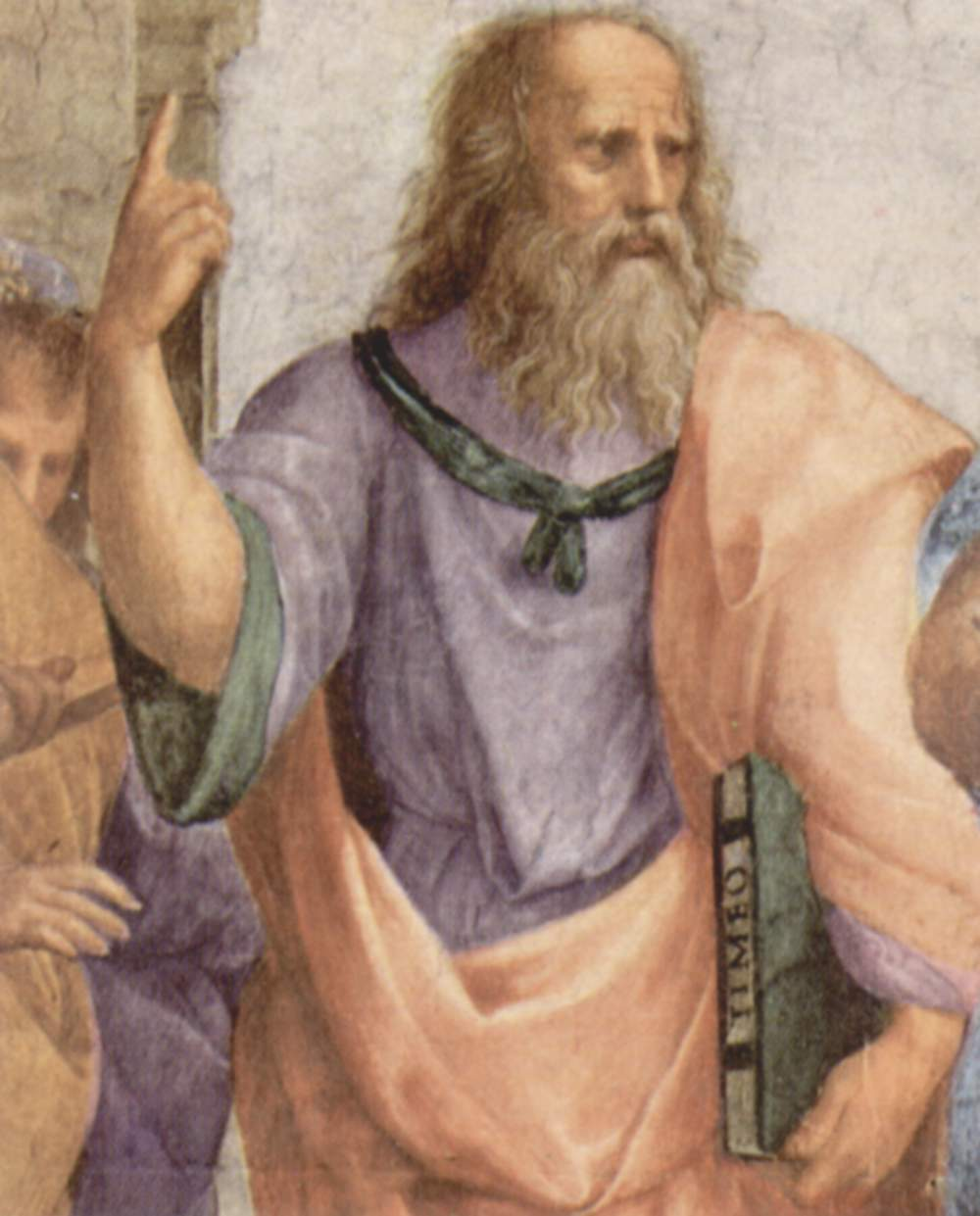
Fragment obrazu Szkoła Ateńska, Rafael Santi

Już za życia Leonardo da Vinci cieszył się sławą oraz inspirował innych artystów. Do dziś postać, życie i twórczość Leonarda jest motywem licznych dzieł z zakresu literatury, sztuki, muzyki. Zainteresowanie wzbudza zarówno jego styl malarski, jak i obserwacje oraz rysunki maszyn. Do popularności Leonarda przyczyniły się narosłe wokół niego legendy, uzupełniające nieznane fragmenty z jego życia. Leonardo został uwieczniony przez Bramantego. Platon na Szkole Ateńskiej Rafaela ma rysy Leonarda. Krótko po śmierci Leonarda jego życie doczekało się pierwszych opracowań (m.in. Antonio Billiego w latach 20. XVI wieku, Giorgio Vasariiego w 1550 roku, Giovanniego Paolo Lomazzy w 1584; ponadto Paolo Giovio w Żywocie Rafaela urbińczyka powstałego między 1520 a 1527 porównywał twórczość Rafaela m.in. z twórczością Leonarda). W XIX wieku powstały obrazy pt. Śmierć Leonarda da Vinci Jean-Auguste-Dominique Ingresa i Leonardo da Vinci malujący Mona Lisę Cesarego Maccariego. Ponadto Leonardo, wraz z Rafaelem i Michałem Aniołem, został ukazany na fresku Paula Delaroche’a Hemicykl z 1842 roku. W 1910 roku Sigmund Freud wydał Leonarda da Vinci wspomnienie z dzieciństwa. Praca ta spotkała się z krytyką ze strony badaczy Leonarda. W XXI wieku większe zainteresowanie Leonardem miało miejsce po wydaniu powieści Dana Browna pt. Kod Leonarda da Vinci.
Na przełomie XX i XXI wieku postać Leonarda pojawiła się w kilku powieściach, gdzie jest ukazywany jako genialny wynalazca (Katedra pamięci Jacka Danna, Sztylet Medyceuszy Camerona Westa), detektyw (Dama z portretu Diane S. A. Stuckart), fałszerz (Ósmy grzech główny Philippa Vandenberga), polihistor (Tajny dziennik Leonarda da Vinci Davida Zurdo i Angela Gutiérreza). Największe zainteresowanie i kontrowersje wzbudziła powieść Kod Leonardo da Vinci amerykańskiego pisarza Dana Browna, wydana 18 marca 2003 roku. W książce Leonardo został przedstawiony jako członek Zakonu Syjonu, zaś kluczowe ślady mogące wyjaśnić morderstwo kustosza Luwru Jacquesa Sauniere’a ukryto w obrazach Ostatnia Wieczerza i Mona Lisa.
Najpopularniejsze obrazy Leonarda to: Mona Lisa, Ostatnia Wieczerza i Dama z gronostajem. Mona Lisa stała się popularna po rewolucji francuskiej, po przeniesieniu zbiorów królewskich do Luwru. Zainteresowanie wzbudza sam obraz, bohaterka obrazu (a zwłaszcza jej uśmiech), okoliczności powstania i sam autor. Nowe wersje Mona Lisy stworzyli m.in. Marcel Duchamp, Arthur Fellig, Fernando Botero, Salvador Dalí. Ostatnia Wieczerza uchodzi nie za dzieło malarskie, a obrazek dewocyjny. Obraz pojawia się również w reklamach i w parodiach. Kradzież Damy z gronostajem stała się tematem komedii kryminalnej Vinci.
Postać Leonarda da Vinci pojawia się również w grze komputerowej Assassin’s Creed II.

## Wpływ na twórczość innych artystów
W latach 90. XV wieku pojawili się pierwsi uczniowie Leonarda, naśladujący jego styl pracy. Byli to: Galeazzo, Benedetto, Ioditti, Gianmaria, Girardo, Gianpietro (prawdopodobnie Giovanni Pietro Rizzoli), Bartolomeo (przypuszczalnie Bartolomeo Suardi). Do szkoły Leonarda należał również Giovanii Giacomo „Salai”. Pod wpływem Leonarda ukształtowała się również grupa malarzy nazywana Leonardeschi (pol. leonardianie) lub też Achademia Leonardo Vinci (pol. Szkoła Leonarda da Vinci). Byli to twórcy naśladujący styl Leonarda, jednak nie pobierający od niego nauk. Do leonardian należeli m.in.: Cesare da Sesto, Bernardino Luini, Andrea Solario, Giovanni Antonio Bazzi (Il Sodoma). Uczniowie Leonarda namalowali m.in.: Damę z naszyjnikiem z pereł oraz zaginione Madonnę z Dzieciątkiem i Dzieciątko. Leonardo we współpracy ze swoim uczniem Boltraffim namalował Madonnę Litta (zakłada się również, że Madonnę namalował samodzielnie Boltraffi lub Marco d’Oggiono). Obrazy te były wyrobami komercyjnymi. Naśladowcy Leonarda odtwarzali jego pedantyczną pracę. Sam Leonardo nie założył nigdy własnego warsztatu.
Z Leonardem współpracowali również Marco d’Oggiono, Boltraffio, Francesco Galli, Salaino.
Na przestrzeni lat styl Leonarda naśladowali również: Bernardino de Conti, Sebastiano del Piombo, Bernardino Luini i Andrea del Sarto
Rafael Santi dzięki zetknięciu się z Leonardem i Michałem Aniołem w latach 1504–1508 porzucił styl szkoły umbryjskiej, wyniesiony ze szkoły Pietra Perugina. Rafael przejął oszczędność kompozycji. Namalował liczne Madonny z Dzieciątkiem, gdzie postacie bardziej wiązał z krajobrazem, niż przedstawiał je na tle krajobrazu. Swój styl wykształcił ok. 1508 roku. Zapożyczenia od Leonarda są również widoczne w Szkole Ateńskiej oraz Dyspucie o Najświętszym Sakramencie.
Piero di Cosimo na obrazie Liberazione di Andromeda przyjął sfumato Leonarda.
W Mediolanie wzory Leonarda były wykorzystywane przez cały XVI wiek. Na twórczości Leonarda wzorowali się Cesare Magni, Giovanni Ambrogio Figino, Giovanni Paolo Lomazzo, Antonio Allegri da Correggio, Bernardino Lanino. Z rozwiązań Leonarda korzystali również malarze z Europy Północnej, m.in. Albrecht Dürer, Hans Holbein (młodszy), Quentin Massys, Joos van Cleve. Wpływ Leonarda jest również widoczny na obrazach Rembrandta i Rubensa, po rozpowszechnieniu w 1651 roku Traktatu o malarstwie.